# Vitesse in het seizoen 2022/23
Vitesse kwam in het seizoen 2022/23 voor het 34e seizoen op rij uit in de hoogste klasse van het betaald voetbal, de Eredivisie. Daarnaast nam het Arnhemse elftal deel aan de KNVB Beker.
|               | Eredivisie | KNVB beker | Totaal |
| ------------- | ---------- | ---------- | ------ |
| Wedstrijden   | 34         | 1          | 35     |
| Gewonnen      | 10         | 0          | 10     |
| Gelijk        | 10         | 1          | 11     |
| Verloren      | 14         | 0          | 14     |
| Thuis         | 17         | 0          | 17     |
| Uit           | 17         | 1          | 18     |
| Gele kaarten  | 51         | 2          | 53     |
| 2× gele kaart | 1          | 0          | 1      |
| Rode kaarten  | 5          | 0          | 5      |
| Doelsaldo     | -5         | 0          | -5     |
| voor          | 45         | 2          | 47     |
| tegen         | 50         | 2          | 52     |
| ‘De Nul’      | 9          | 0          | 9      |

## Voorbereiding

### Juni
- Op 22 juni tekenden twee (voormalig) jeugdspelers van Vitesse een nieuw contract: Million Manhoef blijft tot medio 2025 aan de club verbonden, Marcus Steffen tot medio 2024.
- Op 23 juni maakte Vitesse bekend dat Carlens Arcus een contract voor drie seizoenen heeft getekend. De verdediger kwam over van AJ Auxerre.
- Op 24 juni maakte Vitesse bekend dat het contract van Thomas Buitink met twee seizoenen is verlengd, tot medio 2025.
- Op 28 juni vond de eerste training van het seizoen plaats.[1]

### Juli
- Op 1 juli maakte Vitesse bekend dat Melle Meulensteen een contract voor vier seizoenen heeft getekend. De verdediger kwam over van RKC Waalwijk.
- Op 2 juli won Vitesse een oefenwedstrijd uit tegen Combiteam Westervoort met 0–7. De doelpunten werden gemaakt door Van Duivenbooden (2x), Manhoef, Tronstad, Buitink, Bröker en Jonathans.
- Op 4 juli maakte Vitesse bekend dat Patrick Vroegh de overstap maakt naar RKC Waalwijk.
- Op 6 juli maakte Vitesse bekend dat Dominik Oroz voor één seizoen verhuurd wordt aan SK Sturm Graz. Het contract van Oroz is daarbij verlengd tot medio 2024.
- Op 8 juli speelde Vitesse een oefenwedstrijd tegen KVC Westerlo met 0–0 gelijk.
- Op 10 juli maakte Vitesse bekend dat Enrico Dueñas Hernández de overstap maakt naar FC Cartagena.
- Op 12 juli won Vitesse een oefenwedstrijd tegen Maccabi Haifa met 1–0. Het doelpunt werd gemaakt door Bero.
- Op 15 juli maakte Vitesse bekend dat Francisco Reis Ferreira (Ferro) één seizoen gehuurd wordt van SL Benfica, waarbij Vitesse een optie tot koop heeft.
- Op 17 juli verloor Vitesse een oefenwedstrijd uit tegen KV Oostende met 2–0.
- Op 18 juli maakte Vitesse bekend dat Ryan Flamingo één seizoen gehuurd wordt van US Sassuolo, waarbij Vitesse een optie tot koop heeft.
- Op 22 juli speelde Vitesse een oefenwedstrijd tegen VVV-Venlo met 2–2 gelijk. De Vitesse-doelpunten werden gemaakt door Frederiksen en Wittek. Op deze dag maakte Vitesse ook bekend dat Mohamed Sankoh één seizoen gehuurd wordt van VfB Stuttgart.
- Op 26 juli verloor Vitesse een oefenwedstrijd tegen OFI Kreta met 1–2. Het Vitesse-doelpunt werd gemaakt door Frederiksen.
- Op 30 juli verloor Vitesse een oefenwedstrijd tegen Atromitos FC met 1–2. Het Vitesse-doelpunt werd gemaakt door Ferro.

## Competitieseizoen

### Augustus
- Op 7 augustus verloor Vitesse de eerste competitiewedstrijd thuis tegen Feyenoord met 2–5. De Vitesse-doelpunten werden gemaakt door Manhoef en Frederiksen. De wedstrijd was het debuut van Carlens Arcus,  Francisco Reis Ferreira (Ferro), Ryan Flamingo, Melle Meulensteen en Mohamed Sankoh.
- Op 12 augustus verloor Vitesse uit van Excelsior met 3–1. Het Vitesse-doelpunt werd gemaakt door Frederiksen en Tronstad kreeg een rode kaart in de 97e minuut.
- Op 15 augustus werd bekendgemaakt dat Tronstad twee wedstrijden schorsing kreeg (plus één voorwaardelijk) voor zijn rode kaart tegen Excelsior.[2]
- Op 16 augustus maakte Vitesse bekend dat Kjell Scherpen voor één seizoen wordt gehuurd van Brighton & Hove Albion FC.
- Op 20 augustus verloor Vitesse thuis van sc Heerenveen met 0–4. De wedstrijd was het debuut van Kjell Scherpen.
- Op 25 augustus maakte Vitesse bekend dat Kacper Kozłowski voor één seizoen wordt gehuurd van Brighton & Hove Albion FC.
- Op 27 augustus speelde Vitesse thuis tegen RKC Waalwijk met 2–2 gelijk. De Vitesse-doelpunten werden gemaakt door Bero en Flamingo. De wedstrijd was het debuut van Kacper Kozłowski.
- Op 29 augustus maakte Vitesse bekend dat Bartosz Białek tot het einde van het seizoen gehuurd wordt van VfL Wolfsburg.
- Op 30 augustus maakte Vitesse bekend dat Gabriel Vidović tot het einde van het seizoen gehuurd wordt van FC Bayern München.
- Op 31 augustus maakte Vitesse bekend dat Daan Huisman wordt verhuurd aan VVV-Venlo. Het contract van Huisman loopt medio 2023 af, maar Vitesse heeft nog wel een optie tot contractverlenging.

### September
- Op 1 september maakte Vitesse bekend dat Miliano Jonathans een nieuw contract tot 2025 getekend heeft.
- Op 2 september maakte Vitesse bekend dat Mitchell Dijks een contract voor één seizoen getekend heeft, met optie voor een extra seizoen. De verdediger kwam transfervrij over van Bologna.
- Op 4 september won Vitesse uit met 0–1 van FC Groningen door een doelpunt van Bero. De wedstrijd was het debuut van Bartosz Białek, Daan Reiziger en Gabriel Vidović.
- Op 8 september werd bekendgemaakt dat de Common Group onder voorbehoud van KNVB-goedkeuring de nieuwe grootaandeelhouder wordt van Vitesse; de Amerikaanse investeringspartij zal daarbij een financiële garantstelling afgeven tot medio 2027.[3] Vitesse zal worden ondergebracht in de op sport gefocuste investeringsmaatschappij Common Sport (dochteronderneming van de Common Group), die daarnaast al heeft geïnvesteerd in de clubs Leyton Orient FC en Patro Eisden Maasmechelen. Coley Parry, oprichter en CEO van de Common Group, zal zitting nemen in de Raad van Commissarissen van Vitesse.
- Op 11 september verloor Vitesse uit met 1–0 van FC Utrecht.
- Op 13 september maakte Vitesse bekend dat Mitchell Dijks aan zijn knie geopereerd moet worden en daardoor enkele weken niet inzetbaar zal zijn.
- Op 17 september speelde Vitesse thuis tegen FC Volendam met 1–1 gelijk in het jaarlijkse Airborne-duel. Het Vitesse-doelpunt werd gemaakt door Białek.
- Op 21 september speelde Vitesse een oefenwedstrijd tegen Sparta Rotterdam met 3–3 gelijk, waarbij Frederiksen een hattrick maakte.
- Op 22 september maakte Vitesse bekend dat hoofdtrainer Thomas Letsch per direct vertrekt naar VfL Bochum, samen met assistent-trainer Jan Fießer.[4]
- Op 23 september lootte Vitesse een uitwedstrijd tegen Kozakken Boys voor de eerste ronde van de KNVB beker.
- Op 26 september maakte Vitesse bekend dat Phillip Cocu als nieuwe hoofdtrainer is aangesteld, met een contract tot medio 2024.[5]

### Oktober
- Op 1 oktober verloor Vitesse uit van FC Twente met 3–0. Ook maakte Vitesse eerder deze dag bekend dat Chris van der Weerden als assistent-trainer is aangesteld, tot medio 2024.[6]
- Op 9 oktober verloor Vitesse thuis van Fortuna Sittard met 1–2. Het Vitesse-doelpunt werd gemaakt door Białek.
- Op 12 oktober werd bekendgemaakt dat Theo Janssen een assisterende rol krijgt bij het eerste elftal, naast zijn taken bij de Vitesse Voetbal Academie.[7]
- Op 15 oktober won Vitesse uit van SC Cambuur met 0–3. De doelpunten werden gemaakt door Flamingo, Kozłowski en Tronstad.
- Op 19 oktober werd Vitesse in de eerste ronde van de KNVB beker na strafschoppen uitgeschakeld in een uitwedstrijd tegen Kozakken Boys. De wedstrijd was geëindigd in 2–2 met Vitesse-doelpunten van Białek en Kozłowski.
- Op 22 oktober won Vitesse thuis van FC Emmen met 2–1. De Vitesse-doelpunten werden gemaakt door Vidović en Wittek.
- Op 26 oktober speelde Vitesse een oefenwedstrijd tegen Willem II met 1–1 gelijk. Het Vitesse-doelpunt werd gemaakt door Sankoh.
- Op 28 oktober maakte Vitesse bekend dat Koen Berkheij is aangesteld als videoanalist in de staf van het eerste elftal.[8]

### November
- Op 5 november verloor Vitesse thuis van Sparta Rotterdam met 0–4.
- Op 9 november speelde Vitesse uit tegen Ajax met 2–2 gelijk, waarbij beide Vitesse-doelpunten werden gemaakt door Manhoef.
- Op 13 november speelde Vitesse uit tegen Go Ahead Eagles met 2–2 gelijk, waarbij de Vitesse-doelpunten werden gemaakt door Bero en Van Duivenbooden. Vitesse gaat met dit resultaat als 13e op de ranglijst de winterstop in.
- Vanaf 14 november werd de competitie onderbroken i.v.m. het WK voetbal; de aansluitende winterstop duurde tot 6 januari 2023.
- Op 29 november maakte Vitesse bekend dat oud-speler Davy Pröpper vrijblijvend gaat trainen bij Vitesse.[9]

### December
- Op 2 december maakte Vitesse bekend dat Dominik Oroz vervroegd is teruggekeerd van verhuur aan SK Sturm Graz.
- Vanaf 6 december had Vitesse een trainingskamp in Alcantarilha (Portugal). Oorspronkelijk zou het trainingskamp tot de 16e duren, maar vanwege de slechte weersomstandigheden keerde de ploeg al op de 11e december weer terug naar Arnhem. De geplande oefenwedstrijden werden afgelast.
- Op 16 december verloor Vitesse een oefenwedstrijd van MSV Duisburg met 1–2. Het Vitesse-doelpunt werd gemaakt door Białek.
- Op 22 december verloor Vitesse een oefenwedstrijd uit tegen Sparta Rotterdam met 0–1.
- Op 27 december maakte Vitesse bekend dat Thomas Buitink tot het einde van het seizoen verhuurd is aan Fortuna Sittard.
- Op 31 december verloor Vitesse een oefenwedstrijd van PEC Zwolle met 2–3. De Vitesse-doelpunten werden gemaakt door Cornelisse en Manhoef.

### Januari
- Op 7 januari speelde Vitesse uit tegen AZ met 1–1 gelijk, met Vitesse-doelpunt van Sankoh. De wedstrijd was het debuut van Mitchell Dijks.
- Op 10 januari tekende de transfervrije Nicolas Isimat-Mirin een contract tot medio 2024, inclusief optie voor een extra seizoen. Op dezelfde dag speelden de reserves van AZ-uit in een oefenwedstrijd tegen Jong PSV met 0–0 gelijk.
- Op 15 januari speelde Vitesse de derby thuis tegen NEC met 0–0 gelijk.
- Op 19 januari maakte Vitesse bekend dat Simon van Duivenbooden en Geronimo Londar een (nieuw) contract hebben getekend.
- Op 21 januari verloor Vitesse uit tegen PSV met 1–0. In blessuretijd van de tweede helft kreeg Scherpen een rode kaart.
- Op 23 januari werd bekendgemaakt dat Kjell Scherpen één wedstrijd schorsing kreeg voor zijn rode kaart tegen PSV.[10]
- Op 25 januari speelde Vitesse thuis tegen FC Twente met 2–2 gelijk. De Vitesse-doelpunten werden gemaakt door Robin Pröpper (eigen doelpunt) en Bero. De wedstrijd was het debuut van Nicolas Isimat-Mirin.
- Op 27 januari maakte Vitesse bekend dat Davy Pröpper een contract getekend heeft tot medio 2024. Pröpper trainde sinds eind november al vrijblijvend mee bij Vitesse.
- Op 28 januari won Vitesse uit met 1–3 van sc Heerenveen. De Vitesse-doelpunten werden gemaakt door Białek, Vidović en Manhoef.
- Op 31 januari verloor een combinatie-team van jeugd en reserves van sc Heerenveen-uit een oefenwedstrijd tegen een combinatie-team van Feyenoord met 1–2. Tevens waren er op deze laatste dag van de transferperiode nog twee mutaties in de selectie: Nikolai Baden Frederiksen vertrok op huurbasis naar Ferencváros en Marco van Ginkel kwam over van PSV.

### Februari
- Op 4 februari speelde Vitesse uit tegen FC Emmen met 2–2 gelijk. De Vitesse-doelpunten werden gemaakt door Manhoef en Arcus.
- Op 6 februari maakte Vitesse bekend dat Davy Pröpper een zware knieblessure heeft overgehouden aan het duel tegen FC Emmen; hij zou naar verwachting de rest van het seizoen uitgeschakeld zijn.
- Op 12 februari won Vitesse thuis van FC Utrecht met 2–0 door doelpunten van Manhoef en Wittek; Arcus kreeg een rode kaart in de 51e minuut.
- Op 13 februari werd bekendgemaakt dat Carlens Arcus een schorsing kreeg van twee duels (plus één voorwaardelijk) voor zijn rode kaart tegen FC Utrecht.[11]
- Op 15 februari maakte Vitesse bekend dat het huurcontract van Ferro per direct beëindigd is.
- Op 18 februari verloor Vitesse uit van FC Volendam met 2–0.
- Op 26 februari verloor Vitesse thuis van Ajax met 1–2. Het Vitesse-doelpunt werd gemaakt door Van Ginkel.
- Op 28 februari verloor Vitesse een kort geding tegen de eigenaar en de hoofdhuurder van GelreDome over het gebruik van het stadion.[12][13] Het bleef hierdoor onzeker of Vitesse vanaf 1 oktober 2023 wel over het stadion kan beschikken als speellocatie.

### Maart
- Op 3 maart verloor Vitesse thuis van AZ met 0–1. Het duel stond als 'Nummer 4-wedstrijd' in het teken van de herdenking van Theo Bos. Tevens maakte Vitesse deze dag bekend dat Henk Parren per direct terugtreedt als voorzitter van de Raad van Commissarissen en voorzitter van de Stichting Betaald Voetbal "Vitesse-Arnhem".[14]
- Op 11 maart verloor Vitesse uit van Sparta Rotterdam met 3–1. Het Vitesse-doelpunt werd gemaakt door Oroz; Wittek kreeg een rode kaart in de 80e minuut.
- Op 13 maart werd bekendgemaakt dat Maximilian Wittek een schorsing kreeg van twee duels (plus één voorwaardelijk) voor zijn rode kaart tegen Sparta Rotterdam.[15]
- Op 19 maart speelde Vitesse thuis met 1–1 gelijk tegen PSV. Het Vitesse-doelpunt werd als eigen doelpunt gemaakt door Ibrahim Sangaré.
- Op 22 maart speelde Vitesse een oefenwedstrijd uit tegen sc Heerenveen met 1–1 gelijk. Het Vitesse-doelpunt werd gemaakt door Białek.
- Op 23 maart werd Kjell Scherpen (alsnog) opgeroepen voor het Nederlands voetbalelftal.[16] Tevens werd deze dag bekend dat het op 1 juli aflopende contract met shirt-sponsor eToro niet verlengd zal worden.[17]
- Op 28 maart werd bekendgemaakt dat Peter Rovers op interim-basis als algemeen directeur is aangesteld, nadat Pascal van Wijk een week eerder ziekteverlof had opgenomen.[18] Daarnaast is Peter van Bussel de Raad van Commissarissen toegetreden.
- Op 30 maart werd een overeenstemming bereikt met de eigenaar van GelreDome waarmee Vitesse tot 1 oktober 2030 gebruik kan maken van het stadion.[19]
- Op 31 maart werd bij het jaarlijkse contractnieuws bekend gemaakt dat het contract van Daan Huisman tot 2024 is verlengd. De contracten van Jeroen Houwen en Tomáš Hájek zijn formeel opgezegd per medio 2023.

### April
- Op 1 april verloor Vitesse uit van RKC Waalwijk met 1–0.
- Op 6 april werd bekendgemaakt dat Phillip Cocu een blindedarmontsteking heeft en daarvoor geopereerd moest worden; bij zijn afwezigheid is assistent-trainer Chris van der Weerden aangewezen als vervanger. Op dezelfde dag werd bekendgemaakt dat algemeen directeur Pascal van Wijk de club verlaat; Peter Rovers had de taken al overgenomen.[20]
- Op 8 april won Vitesse thuis van Go Ahead Eagles met 2–0 door doelpunten van Wittek en Sankoh.
- Op 15 april vond de laatste training voor de derby plaats in GelreDome, met ongeveer 2000 supporters.[21]
- Op 16 april won Vitesse de derby uit tegen NEC met 1–4. De Vitesse-doelpunten werden gemaakt door Bero, Kozłowski, Van Rooij (eigen doelpunt) en Flamingo.
- Op 22 april speelde Vitesse thuis tegen Excelsior met 0–0 gelijk.
- Op 26 april verloor Vitesse een oefenwedstrijd tegen FC Twente met 0–1. Tevens werd deze dag bekendgemaakt dat Robey Sportswear de komende vier seizoenen de kledingpartner van Vitesse wordt.[22]

### Mei
- Op 7 mei verloor Vitesse uit van Fortuna Sittard met 2–0.
- Op 14 mei won Vitesse thuis met 2–0 van het reeds gedegradeerde SC Cambuur door doelpunten van Białek.
- Op 17 mei werd bekendgemaakt dat sponsor BetCity de komende twee seizoenen de hoofdsponsor wordt van Vitesse.[23]
- Op 21 mei won Vitesse thuis met 6–0 van het reeds gedegradeerde FC Groningen. De Vitesse-doelpunten werden gemaakt door Manhoef (3x), Meulensteen, Vidović en Tronstad. Met dit resultaat was Vitesse zeker van handhaving in de Eredivisie.
- Op 28 mei won Vitesse uit met 0–1 van kampioen Feyenoord door een doelpunt van Van Ginkel. Met dit resultaat eindigde Vitesse als tiende in de Eredivisie.

## Clubstatistieken seizoen 2022/23

### Eindstand in Nederlandse Eredivisie
| Stand | Gespeeld | Gewonnen | Gelijk | Verloren | Punten | Doelpunten voor | Doelpunten tegen | Gele kaarten | Twee gele kaarten | Rode kaarten |
| ----- | -------- | -------- | ------ | -------- | ------ | --------------- | ---------------- | ------------ | ----------------- | ------------ |
| 10    | 34       | 10       | 10     | 14       | 40     | 45              | 50               | 51           | 1                 | 5            |

### Stand, punten en doelpunten per speelronde
Winst
Gelijk
Verlies
| Speelronde              | 01            | 02            | 03            | 04            | 05            | 06            | 07            | 08             | 09             | 10             | 11             | 12             | 13             | 14             | 15             | 16             | 17             | 18             | 19             | 20             | 21             | 22             | 23             | 24             | 25             | 26             | 27             | 28             | 29             | 30             | 31             | 32             | 33             | 34             |
| ----------------------- | ------------- | ------------- | ------------- | ------------- | ------------- | ------------- | ------------- | -------------- | -------------- | -------------- | -------------- | -------------- | -------------- | -------------- | -------------- | -------------- | -------------- | -------------- | -------------- | -------------- | -------------- | -------------- | -------------- | -------------- | -------------- | -------------- | -------------- | -------------- | -------------- | -------------- | -------------- | -------------- | -------------- | -------------- |
| Trainer                 | Thomas Letsch | Thomas Letsch | Thomas Letsch | Thomas Letsch | Thomas Letsch | Thomas Letsch | Thomas Letsch | Phillip Cocu*1 | Phillip Cocu*1 | Phillip Cocu*1 | Phillip Cocu*1 | Phillip Cocu*1 | Phillip Cocu*1 | Phillip Cocu*1 | Phillip Cocu*1 | Phillip Cocu*1 | Phillip Cocu*1 | Phillip Cocu*1 | Phillip Cocu*1 | Phillip Cocu*1 | Phillip Cocu*1 | Phillip Cocu*1 | Phillip Cocu*1 | Phillip Cocu*1 | Phillip Cocu*1 | Phillip Cocu*1 | Phillip Cocu*1 | Phillip Cocu*1 | Phillip Cocu*1 | Phillip Cocu*1 | Phillip Cocu*1 | Phillip Cocu*1 | Phillip Cocu*1 | Phillip Cocu*1 |
| Punten per speelronde   | 0             | 0             | 0             | 1             | 3             | 0             | 1             | 0              | 0              | 3              | 3              | 1              | 0              | 1              | 1              | 1              | 0              | 1              | 3              | 1              | 3              | 0              | 0              | 0              | 0              | 1              | 0              | 3              | 3              | 1              | 0              | 3              | 3              | 3              |
| Punten na speelronde    | 0             | 0             | 0             | 1             | 4             | 4             | 5             | 5              | 5              | 8              | 11             | 12             | 12             | 13             | 14             | 15             | 15             | 16             | 19             | 20             | 23             | 23             | 23             | 23             | 23             | 24             | 24             | 27             | 30             | 31             | 31             | 34             | 37             | 40             |
| Stand na speelronde     | 17            | 17            | 18            | 16            | 14            | 14            | 14            | 16             | 16             | 15             | 13             | 13             | 15             | 13             | 14             | 14             | 14             | 14             | 13             | 13             | 12             | 13             | 13             | 13             | 13             | 14             | 14             | 13             | 13             | 13             | 13             | 13             | 12             | 10             |
| Goals per speelronde    | 2             | 1             | 0             | 2             | 1             | 0             | 1             | 0              | 1              | 3              | 2              | 2              | 0              | 2              | 1              | 0              | 0              | 2              | 3              | 2              | 2              | 0              | 1              | 0              | 1              | 1              | 0              | 2              | 4              | 0              | 0              | 2              | 6              | 1              |
| Goals na speelronde     | 2             | 3             | 3             | 5             | 6             | 6             | 7             | 7              | 8              | 11             | 13             | 15             | 15             | 17             | 18             | 18             | 18             | 20             | 23             | 25             | 27             | 27             | 28             | 28             | 29             | 30             | 30             | 32             | 36             | 36             | 36             | 38             | 44             | 45             |
| Doelsaldo na speelronde | -3            | -5            | -9            | -9            | -8            | -9            | -9            | -12            | -13            | -10            | -9             | -9             | -13            | -13            | -13            | -13            | -14            | -14            | -12            | -12            | -10            | -12            | -13            | -14            | -16            | -16            | -17            | -15            | -12            | -12            | -14            | -12            | -6             | -5             |

*1; In speelronden 28 en 29 werd Cocu vervangen door assistent-trainer Chris van der Weerden i.v.m. (de nasleep van) een blindedarmontsteking.

| (Eind)stand | Kwalificatie voor                                                |
| ----------- | ---------------------------------------------------------------- |
| 1           | Kampioen, groepsfase Champions League                            |
| 2           | Derde kwalificatieronde Champions League                         |
| 3           | Derde kwalificatieronde Europa Conference League                 |
| 4 t/m 7     | Play-offs voor tweede kwalificatieronde Europa Conference League |
| 8 t/m 15    | –                                                                |
| 16          | Play-offs tegen degradatie naar de Eerste divisie                |
| 17 & 18     | Degradatie naar de Eerste divisie                                |

### Toeschouwersaantallen
| Tegenstander              | AJA    | AZ     | CAM    | EMM    | EXC    | FEY    | FOR    | GAE    | GRO    | HEE    | NEC    | PSV    | RKC    | SPA    | TWE    | UTR    | VOL    | Totaal (Gem.)    |
| ------------------------- | ------ | ------ | ------ | ------ | ------ | ------ | ------ | ------ | ------ | ------ | ------ | ------ | ------ | ------ | ------ | ------ | ------ | ---------------- |
| Vitesse thuis (GelreDome) | 20.453 | 16.367 | 16.082 | 12.117 | 15.007 | 14.416 | 12.327 | 19.134 | 16.182 | 10.899 | 16.086 | 17.416 | 10.598 | 16.493 | 14.699 | 13.211 | 15.702 | 257.189 (15.129) |
| Vitesse uit               | -*2    | 241    | 286    | 375*1  | 325    | 530*3  | 800*1  | 403*1  | 525*1  | 306    | 500*1  | 331    | 600*1  | 650*1  | 439    | 350*1  | 400*1  | 7.061 (441)      |

*1; Uitverkocht

*2; Boycot

*3; Maximale capaciteit met beschikbare stewards

### Topscorers
| Nr.                         | Naam                        | Goal |
| --------------------------- | --------------------------- | ---- |
| 1                           | Million Manhoef             | 9    |
| 2                           | Matúš Bero                  | 5    |
| 2                           | Bartosz Białek              | 5    |
| 4                           | Ryan Flamingo               | 3    |
| 4                           | Gabriel Vidović             | 3    |
| 4                           | Maximilian Wittek           | 3    |
| 7                           | Nikolai Baden Frederiksen   | 2    |
| 7                           | Marco van Ginkel            | 2    |
| 7                           | Kacper Kozłowski            | 2    |
| 7                           | Mohamed Sankoh              | 2    |
| 7                           | Sondre Tronstad             | 2    |
| 12                          | Carlens Arcus               | 1    |
| 12                          | Simon van Duivenbooden      | 1    |
| 12                          | Melle Meulensteen           | 1    |
| 12                          | Dominik Oroz                | 1    |
| Eigen doelpunt tegenstander | Eigen doelpunt tegenstander | 3    |
| Totaal                      | Totaal                      | 45   |

| Nr.    | Naam             | Goal |
| ------ | ---------------- | ---- |
| 1      | Bartosz Białek   | 1    |
| 1      | Kacper Kozłowski | 1    |
| Totaal | Totaal           | 2    |

| Nr.                         | Naam                        | Goal |
| --------------------------- | --------------------------- | ---- |
| 1                           | Million Manhoef             | 9    |
| 2                           | Bartosz Białek              | 6    |
| 3                           | Matúš Bero                  | 5    |
| 4                           | Ryan Flamingo               | 3    |
| 4                           | Kacper Kozłowski            | 3    |
| 4                           | Gabriel Vidović             | 3    |
| 4                           | Maximilian Wittek           | 3    |
| 8                           | Nikolai Baden Frederiksen   | 2    |
| 8                           | Marco van Ginkel            | 2    |
| 8                           | Mohamed Sankoh              | 2    |
| 8                           | Sondre Tronstad             | 2    |
| 12                          | Carlens Arcus               | 1    |
| 12                          | Simon van Duivenbooden      | 1    |
| 12                          | Melle Meulensteen           | 1    |
| 12                          | Dominik Oroz                | 1    |
| Eigen doelpunt tegenstander | Eigen doelpunt tegenstander | 3    |
| Totaal                      | Totaal                      | 47   |

## Selectie in het seizoen 2022/23
Tot de selectie 2022/23 worden alle spelers gerekend die gedurende (een deel van) het seizoen tot de selectie van het eerste elftal hebben behoord volgens de Vitesse-website, dus ook als ze bijvoorbeeld geen wedstrijd gespeeld hebben of tijdens het seizoen zijn vertrokken naar een andere club. De spelers van de Vitesse Voetbal Academie worden hier ook tot de selectie gerekend, als ze bij minimaal één officiële wedstrijd van het eerste elftal tot de wedstrijdselectie behoorden.

### Selectie
| Nr.             | Nat.                                                      | Naam                            | Contract        | Geboortedatum    | Seizoen         | Vorige club                           | Debuut Vitesse    |
| Doelverdediging | Doelverdediging                                           | Doelverdediging                 | Doelverdediging | Doelverdediging  | Doelverdediging | Doelverdediging                       | Doelverdediging   |
| --------------- | --------------------------------------------------------- | ------------------------------- | --------------- | ---------------- | --------------- | ------------------------------------- | ----------------- |
| 01              | Vlag van Duitsland                                        | Markus Schubert                 | 2024            | 12 juli 1998     | 2e              | FC Schalke 04                         | 5 augustus 2021   |
| 16              | Vlag van Nederland                                        | Kjell Scherpen                  | 2023 (huur)     | 23 januari 2000  | 1e              | Brighton & Hove Albion FC             | 20 augustus 2022  |
| 24              | Vlag van Nederland                                        | Jeroen Houwen                   | 2023            | 18 februari 1996 | 10e             | Go Ahead Eagles (verhuur Vitesse)     | 19 november 2017  |
| 33              | Vlag van Nederland                                        | Daan Reiziger                   | 2024            | 18 juni 2001     | 2e              | AFC Ajax                              | 4 september 2022  |
| 60              | Vlag van Nederland                                        | Nigel van Haveren               | 2023            | 14 augustus 2003 | 2e              | Vitesse Voetbal Academie              | –                 |
| Verdediging     |                                                           |                                 |                 |                  |                 |                                       |                   |
| 02              | Vlag van Haïti                                            | Carlens Arcus                   | 2025            | 28 juni 1996     | 1e              | AJ Auxerre                            | 7 augustus 2022   |
| 03              | Vlag van Nederland                                        | Ryan Flamingo                   | 2023 (huur)     | 31 december 2002 | 1e              | US Sassuolo                           | 7 augustus 2022   |
| 05              | Vlag van Portugal                                         | Francisco Reis Ferreira (Ferro) | 2023 (huur)     | 26 maart 1997    | 1e              | HNK Hajduk Split (verhuur SL Benfica) | 7 augustus 2022   |
| 06              | Vlag van Kroatië                                          | Dominik Oroz                    | 2024            | 29 oktober 2000  | 3e              | SK Sturm Graz (verhuur Vitesse)       | 12 januari 2021   |
| 13              | Vlag van Nederland                                        | Enzo Cornelisse                 | 2024            | 1 januari 2003   | 3e              | Vitesse Voetbal Academie              | 3 oktober 2020    |
| 18              | Vlag van Tsjechië                                         | Tomáš Hájek                     | 2023            | 1 december 1991  | 4e              | FC Viktoria Pilsen                    | 29 oktober 2019   |
| 20              | Vlag van Nederland                                        | Melle Meulensteen               | 2026            | 4 juli 1999      | 1e              | RKC Waalwijk                          | 7 augustus 2022   |
| 27              | Vlag van Frankrijk · Vlag van Ivoorkust                   | Romaric Yapi                    | 2024            | 13 juli 2000     | 2e              | Brighton & Hove Albion FC             | 15 augustus 2021  |
| 29              | Vlag van Frankrijk                                        | Nicolas Isimat-Mirin            | 2024            | 15 november 1991 | 1e              | Sporting Kansas City                  | 25 januari 2023   |
| 32              | Vlag van Duitsland                                        | Maximilian Wittek               | 2024            | 21 augustus 1995 | 3e              | SpVgg Greuther Fürth                  | 13 september 2020 |
| 35              | Vlag van Nederland                                        | Mitchell Dijks                  | 2023            | 9 februari 1993  | 1e              | Bologna FC 1909                       | 7 januari 2023    |
| 42              | Vlag van Nederland                                        | Million Manhoef                 | 2025            | 3 januari 2002   | 3e              | Vitesse Voetbal Academie              | 26 september 2020 |
| Middenveld      |                                                           |                                 |                 |                  |                 |                                       |                   |
| 08              | Vlag van Noorwegen                                        | Sondre Tronstad                 | 2023            | 26 augustus 1995 | 4e              | FK Haugesund                          | 1 februari 2020   |
| 15              | Vlag van Nederland                                        | Marco van Ginkel                | 2024            | 1 december 1992  | 5e              | PSV                                   | 9 april 2010      |
| 17              | Vlag van Polen                                            | Kacper Kozłowski                | 2023 (huur)     | 16 oktober 2003  | 1e              | Brighton & Hove Albion FC             | 27 augustus 2022  |
| 19              | Vlag van Nederland                                        | Davy Pröpper                    | 2024            | 2 september 1991 | 7e              | PSV (was gestopt)                     | 17 januari 2010   |
| 21              | Vlag van Slowakije                                        | Matúš Bero                      | 2023            | 6 september 1995 | 5e              | Trabzonspor                           | 26 juli 2018      |
| 22              | Vlag van Kosovo · Vlag van Zwitserland · Vlag van Kroatië | Toni Domgjoni                   | 2024            | 4 september 1998 | 2e              | FC Zürich                             | 12 augustus 2021  |
| 23              | Vlag van Nederland                                        | Daan Huisman                    | 2024            | 26 juli 2002     | 3e              | Vitesse Voetbal Academie              | 19 september 2020 |
| 26              | Vlag van Nederland                                        | Miliano Jonathans               | 2025            | 5 april 2004     | 2e              | Vitesse Voetbal Academie              | 24 april 2022     |
| Aanval          |                                                           |                                 |                 |                  |                 |                                       |                   |
| 09              | Vlag van Nederland                                        | Mohamed Sankoh                  | 2023 (huur)     | 16 oktober 2003  | 1e              | VfB Stuttgart                         | 7 augustus 2022   |
| 10              | Vlag van Kroatië                                          | Gabriel Vidović                 | 2023 (huur)     | 1 december 2003  | 1e              | FC Bayern München                     | 4 september 2022  |
| 11              | Vlag van Denemarken                                       | Nikolai Baden Frederiksen       | 2024            | 18 mei 2000      | 2e              | Juventus FC                           | 5 augustus 2021   |
| 14              | Vlag van Polen                                            | Bartosz Białek                  | 2023 (huur)     | 11 november 2001 | 1e              | VfL Wolfsburg                         | 4 september 2022  |
| 25              | Vlag van Nederland                                        | Gyan de Regt                    | 2025            | 14 augustus 2002 | 2e              | Vitesse Voetbal Academie              | 18 januari 2022   |
| 29              | Vlag van Nederland                                        | Thomas Buitink                  | 2025            | 14 juni 2000     | 6e              | PEC Zwolle (verhuur Vitesse)          | 11 februari 2018  |
| 53              | Vlag van Nederland                                        | Simon van Duivenbooden          | 2025            | 11 mei 2002      | 2e              | PSV                                   | 2 april 2022      |

### Statistieken
Legenda
| - W Wedstrijden - Doelpunten | - Gele kaarten (inclusief 2× geel) - 2× gele kaart in 1 wedstrijd - Rode kaarten (inclusief 2× geel) | - B Bankzitter, zonder speeltijd - min Speelminuten (exclusief blessuretijd) |

| Naam                      | Eredivisie      | Eredivisie      | Eredivisie      | Eredivisie      | Eredivisie      | Eredivisie      | Eredivisie      |                 | KNVB beker      | KNVB beker      | KNVB beker      | KNVB beker      | KNVB beker      | KNVB beker      | KNVB beker      |                 | Totaal          | Totaal          | Totaal          | Totaal          | Totaal          | Totaal          | Totaal          |                 |                 |                 |                 |                 |                 |                 |                 |                 |                 |                 |                 |                 |                 |                 |                 |                 |                 |                 |                 |                 |                 |                 |                 |
| Naam                      | W               |                 |                 |                 |                 | B               | min             |                 | W               |                 |                 |                 |                 | B               | min             |                 | W               |                 |                 |                 |                 | B               | min             |                 |                 |                 |                 |                 |                 |                 |                 |                 |                 |                 |                 |                 |                 |                 |                 |                 |                 |                 |                 |                 |                 |                 |                 |
| Doelverdediging           | Doelverdediging | Doelverdediging | Doelverdediging | Doelverdediging | Doelverdediging | Doelverdediging | Doelverdediging | Doelverdediging | Doelverdediging | Doelverdediging | Doelverdediging | Doelverdediging | Doelverdediging | Doelverdediging | Doelverdediging | Doelverdediging | Doelverdediging | Doelverdediging | Doelverdediging | Doelverdediging | Doelverdediging | Doelverdediging | Doelverdediging | Doelverdediging | Doelverdediging | Doelverdediging | Doelverdediging | Doelverdediging | Doelverdediging | Doelverdediging | Doelverdediging | Doelverdediging | Doelverdediging | Doelverdediging | Doelverdediging | Doelverdediging | Doelverdediging | Doelverdediging | Doelverdediging | Doelverdediging | Doelverdediging | Doelverdediging | Doelverdediging | Doelverdediging | Doelverdediging | Doelverdediging | Doelverdediging |
| ------------------------- | --------------- | --------------- | --------------- | --------------- | --------------- | --------------- | --------------- | --------------- | --------------- | --------------- | --------------- | --------------- | --------------- | --------------- | --------------- | --------------- | --------------- | --------------- | --------------- | --------------- | --------------- | --------------- | --------------- | --------------- | --------------- | --------------- | --------------- | --------------- | --------------- | --------------- | --------------- | --------------- | --------------- | --------------- | --------------- | --------------- | --------------- | --------------- | --------------- | --------------- | --------------- | --------------- | --------------- | --------------- | --------------- | --------------- | --------------- |
| Nigel van Haveren         | 0               | 0               | 0               | 0               | 0               | 3               | 0               |                 | 0               | 0               | 0               | 0               | 0               | 0               | 0               |                 | 0               | 0               | 0               | 0               | 0               | 3               | 0               |                 |                 |                 |                 |                 |                 |                 |                 |                 |                 |                 |                 |                 |                 |                 |                 |                 |                 |                 |                 |                 |                 |                 |                 |
| Jeroen Houwen             | 3               | 0               | 0               | 0               | 0               | 29              | 193             |                 | 0               | 0               | 0               | 0               | 0               | 1               | 0               |                 | 3               | 0               | 0               | 0               | 0               | 30              | 193             |                 |                 |                 |                 |                 |                 |                 |                 |                 |                 |                 |                 |                 |                 |                 |                 |                 |                 |                 |                 |                 |                 |                 |                 |
| Daan Reiziger             | 8               | 0               | 1               | 0               | 0               | 26              | 574             |                 | 1               | 0               | 0               | 0               | 0               | 0               | 120             |                 | 9               | 0               | 1               | 0               | 0               | 26              | 694             |                 |                 |                 |                 |                 |                 |                 |                 |                 |                 |                 |                 |                 |                 |                 |                 |                 |                 |                 |                 |                 |                 |                 |                 |
| Kjell Scherpen            | 26              | 0               | 0               | 0               | 1               | 2               | 2293            |                 | 0               | 0               | 0               | 0               | 0               | 0               | 0               |                 | 26              | 0               | 0               | 0               | 1               | 2               | 2293            |                 |                 |                 |                 |                 |                 |                 |                 |                 |                 |                 |                 |                 |                 |                 |                 |                 |                 |                 |                 |                 |                 |                 |                 |
| Markus Schubert           | 0               | 0               | 0               | 0               | 0               | 5               | 0               |                 | 0               | 0               | 0               | 0               | 0               | 1               | 0               |                 | 0               | 0               | 0               | 0               | 0               | 6               | 0               |                 |                 |                 |                 |                 |                 |                 |                 |                 |                 |                 |                 |                 |                 |                 |                 |                 |                 |                 |                 |                 |                 |                 |                 |
| Verdediging               |                 |                 |                 |                 |                 |                 |                 |                 |                 |                 |                 |                 |                 |                 |                 |                 |                 |                 |                 |                 |                 |                 |                 |                 |                 |                 |                 |                 |                 |                 |                 |                 |                 |                 |                 |                 |                 |                 |                 |                 |                 |                 |                 |                 |                 |                 |                 |
| Carlens Arcus             | 30              | 1               | 4               | 1               | 2               | 1               | 2523            |                 | 1               | 0               | 0               | 0               | 0               | 0               | 120             |                 | 31              | 1               | 4               | 1               | 2               | 1               | 2643            |                 |                 |                 |                 |                 |                 |                 |                 |                 |                 |                 |                 |                 |                 |                 |                 |                 |                 |                 |                 |                 |                 |                 |                 |
| Enzo Cornelisse           | 20              | 0               | 1               | 0               | 0               | 12              | 1340            |                 | 1               | 0               | 0               | 0               | 0               | 0               | 46              |                 | 21              | 0               | 1               | 0               | 0               | 12              | 1386            |                 |                 |                 |                 |                 |                 |                 |                 |                 |                 |                 |                 |                 |                 |                 |                 |                 |                 |                 |                 |                 |                 |                 |                 |
| Mitchell Dijks            | 7               | 0               | 1               | 0               | 0               | 12              | 301             |                 | 0               | 0               | 0               | 0               | 0               | 0               | 0               |                 | 7               | 0               | 1               | 0               | 0               | 12              | 301             |                 |                 |                 |                 |                 |                 |                 |                 |                 |                 |                 |                 |                 |                 |                 |                 |                 |                 |                 |                 |                 |                 |                 |                 |
| Ferro                     | 9               | 0               | 1               | 0               | 0               | 5               | 556             |                 | 1               | 0               | 0               | 0               | 0               | 0               | 46              |                 | 10              | 0               | 1               | 0               | 0               | 5               | 602             |                 |                 |                 |                 |                 |                 |                 |                 |                 |                 |                 |                 |                 |                 |                 |                 |                 |                 |                 |                 |                 |                 |                 |                 |
| Ryan Flamingo             | 33              | 3               | 4               | 0               | 0               | 1               | 2682            |                 | 1               | 0               | 0               | 0               | 0               | 0               | 120             |                 | 34              | 3               | 4               | 0               | 0               | 1               | 2802            |                 |                 |                 |                 |                 |                 |                 |                 |                 |                 |                 |                 |                 |                 |                 |                 |                 |                 |                 |                 |                 |                 |                 |                 |
| Tomáš Hájek               | 7               | 0               | 1               | 0               | 0               | 25              | 167             |                 | 1               | 0               | 1               | 0               | 0               | 0               | 74              |                 | 8               | 0               | 2               | 0               | 0               | 25              | 241             |                 |                 |                 |                 |                 |                 |                 |                 |                 |                 |                 |                 |                 |                 |                 |                 |                 |                 |                 |                 |                 |                 |                 |                 |
| Nicolas Isimat-Mirin      | 16              | 0               | 1               | 0               | 0               | 0               | 1144            |                 | 0               | 0               | 0               | 0               | 0               | 0               | 0               |                 | 16              | 0               | 1               | 0               | 0               | 0               | 1144            |                 |                 |                 |                 |                 |                 |                 |                 |                 |                 |                 |                 |                 |                 |                 |                 |                 |                 |                 |                 |                 |                 |                 |                 |
| Million Manhoef           | 33              | 9               | 0               | 0               | 0               | 1               | 2337            |                 | 1               | 0               | 0               | 0               | 0               | 0               | 74              |                 | 34              | 9               | 0               | 0               | 0               | 1               | 2411            |                 |                 |                 |                 |                 |                 |                 |                 |                 |                 |                 |                 |                 |                 |                 |                 |                 |                 |                 |                 |                 |                 |                 |                 |
| Melle Meulensteen         | 32              | 1               | 0               | 0               | 0               | 0               | 2703            |                 | 1               | 0               | 0               | 0               | 0               | 0               | 120             |                 | 33              | 1               | 0               | 0               | 0               | 0               | 2823            |                 |                 |                 |                 |                 |                 |                 |                 |                 |                 |                 |                 |                 |                 |                 |                 |                 |                 |                 |                 |                 |                 |                 |                 |
| Dominik Oroz              | 16              | 1               | 3               | 0               | 0               | 3               | 1019            |                 | 0               | 0               | 0               | 0               | 0               | 0               | 0               |                 | 16              | 1               | 3               | 0               | 0               | 3               | 1019            |                 |                 |                 |                 |                 |                 |                 |                 |                 |                 |                 |                 |                 |                 |                 |                 |                 |                 |                 |                 |                 |                 |                 |                 |
| Maximilian Wittek         | 31              | 3               | 9               | 0               | 1               | 0               | 2719            |                 | 0               | 0               | 0               | 0               | 0               | 0               | 0               |                 | 31              | 3               | 9               | 0               | 1               | 0               | 2719            |                 |                 |                 |                 |                 |                 |                 |                 |                 |                 |                 |                 |                 |                 |                 |                 |                 |                 |                 |                 |                 |                 |                 |                 |
| Romaric Yapi              | 16              | 0               | 1               | 0               | 0               | 14              | 348             |                 | 0               | 0               | 0               | 0               | 0               | 1               | 0               |                 | 16              | 0               | 1               | 0               | 0               | 15              | 348             |                 |                 |                 |                 |                 |                 |                 |                 |                 |                 |                 |                 |                 |                 |                 |                 |                 |                 |                 |                 |                 |                 |                 |                 |
| Middenveld                |                 |                 |                 |                 |                 |                 |                 |                 |                 |                 |                 |                 |                 |                 |                 |                 |                 |                 |                 |                 |                 |                 |                 |                 |                 |                 |                 |                 |                 |                 |                 |                 |                 |                 |                 |                 |                 |                 |                 |                 |                 |                 |                 |                 |                 |                 |                 |
| Matúš Bero                | 31              | 5               | 6               | 0               | 0               | 1               | 2750            |                 | 1               | 0               | 0               | 0               | 0               | 0               | 86              |                 | 32              | 5               | 6               | 0               | 0               | 1               | 2836            |                 |                 |                 |                 |                 |                 |                 |                 |                 |                 |                 |                 |                 |                 |                 |                 |                 |                 |                 |                 |                 |                 |                 |                 |
| Toni Domgjoni             | 7               | 0               | 2               | 0               | 0               | 26              | 298             |                 | 0               | 0               | 0               | 0               | 0               | 1               | 0               |                 | 7               | 0               | 2               | 0               | 0               | 27              | 298             |                 |                 |                 |                 |                 |                 |                 |                 |                 |                 |                 |                 |                 |                 |                 |                 |                 |                 |                 |                 |                 |                 |                 |                 |
| Marco van Ginkel          | 13              | 2               | 2               | 0               | 0               | 2               | 1076            |                 | 0               | 0               | 0               | 0               | 0               | 0               | 0               |                 | 13              | 2               | 2               | 0               | 0               | 2               | 1076            |                 |                 |                 |                 |                 |                 |                 |                 |                 |                 |                 |                 |                 |                 |                 |                 |                 |                 |                 |                 |                 |                 |                 |                 |
| Daan Huisman              | 2               | 0               | 0               | 0               | 0               | 2               | 38              |                 | 0               | 0               | 0               | 0               | 0               | 0               | 0               |                 | 2               | 0               | 0               | 0               | 0               | 2               | 38              |                 |                 |                 |                 |                 |                 |                 |                 |                 |                 |                 |                 |                 |                 |                 |                 |                 |                 |                 |                 |                 |                 |                 |                 |
| Miliano Jonathans         | 12              | 0               | 2               | 0               | 0               | 11              | 118             |                 | 0               | 0               | 0               | 0               | 0               | 1               | 0               |                 | 12              | 0               | 2               | 0               | 0               | 12              | 118             |                 |                 |                 |                 |                 |                 |                 |                 |                 |                 |                 |                 |                 |                 |                 |                 |                 |                 |                 |                 |                 |                 |                 |                 |
| Kacper Kozłowski          | 29              | 2               | 4               | 0               | 0               | 0               | 2101            |                 | 1               | 1               | 0               | 0               | 0               | 0               | 120             |                 | 30              | 3               | 4               | 0               | 0               | 0               | 2221            |                 |                 |                 |                 |                 |                 |                 |                 |                 |                 |                 |                 |                 |                 |                 |                 |                 |                 |                 |                 |                 |                 |                 |                 |
| Davy Pröpper              | 2               | 0               | 1               | 0               | 0               | 0               | 94              |                 | 0               | 0               | 0               | 0               | 0               | 0               | 0               |                 | 2               | 0               | 1               | 0               | 0               | 0               | 94              |                 |                 |                 |                 |                 |                 |                 |                 |                 |                 |                 |                 |                 |                 |                 |                 |                 |                 |                 |                 |                 |                 |                 |                 |
| Sondre Tronstad           | 28              | 2               | 4               | 0               | 1               | 1               | 1897            |                 | 1               | 0               | 1               | 0               | 0               | 0               | 120             |                 | 29              | 2               | 5               | 0               | 1               | 1               | 2017            |                 |                 |                 |                 |                 |                 |                 |                 |                 |                 |                 |                 |                 |                 |                 |                 |                 |                 |                 |                 |                 |                 |                 |                 |
| Aanval                    |                 |                 |                 |                 |                 |                 |                 |                 |                 |                 |                 |                 |                 |                 |                 |                 |                 |                 |                 |                 |                 |                 |                 |                 |                 |                 |                 |                 |                 |                 |                 |                 |                 |                 |                 |                 |                 |                 |                 |                 |                 |                 |                 |                 |                 |                 |                 |
| Bartosz Białek            | 25              | 5               | 1               | 0               | 0               | 2               | 1540            |                 | 1               | 1               | 0               | 0               | 0               | 0               | 120             |                 | 26              | 6               | 1               | 0               | 0               | 2               | 1660            |                 |                 |                 |                 |                 |                 |                 |                 |                 |                 |                 |                 |                 |                 |                 |                 |                 |                 |                 |                 |                 |                 |                 |                 |
| Thomas Buitink            | 8               | 0               | 0               | 0               | 0               | 5               | 121             |                 | 0               | 0               | 0               | 0               | 0               | 1               | 0               |                 | 8               | 0               | 0               | 0               | 0               | 6               | 121             |                 |                 |                 |                 |                 |                 |                 |                 |                 |                 |                 |                 |                 |                 |                 |                 |                 |                 |                 |                 |                 |                 |                 |                 |
| Simon van Duivenbooden    | 9               | 1               | 0               | 0               | 0               | 17              | 156             |                 | 0               | 0               | 0               | 0               | 0               | 1               | 0               |                 | 9               | 1               | 0               | 0               | 0               | 18              | 156             |                 |                 |                 |                 |                 |                 |                 |                 |                 |                 |                 |                 |                 |                 |                 |                 |                 |                 |                 |                 |                 |                 |                 |                 |
| Nikolai Baden Frederiksen | 13              | 2               | 0               | 0               | 0               | 5               | 521             |                 | 1               | 0               | 0               | 0               | 0               | 0               | 34              |                 | 14              | 2               | 0               | 0               | 0               | 5               | 555             |                 |                 |                 |                 |                 |                 |                 |                 |                 |                 |                 |                 |                 |                 |                 |                 |                 |                 |                 |                 |                 |                 |                 |                 |
| Gyan de Regt              | 2               | 0               | 0               | 0               | 0               | 16              | 7               |                 | 1               | 0               | 0               | 0               | 0               | 0               | 46              |                 | 3               | 0               | 0               | 0               | 0               | 16              | 53              |                 |                 |                 |                 |                 |                 |                 |                 |                 |                 |                 |                 |                 |                 |                 |                 |                 |                 |                 |                 |                 |                 |                 |                 |
| Mohamed Sankoh            | 21              | 2               | 1               | 0               | 0               | 13              | 753             |                 | 1               | 0               | 0               | 0               | 0               | 0               | 74              |                 | 22              | 2               | 1               | 0               | 0               | 13              | 827             |                 |                 |                 |                 |                 |                 |                 |                 |                 |                 |                 |                 |                 |                 |                 |                 |                 |                 |                 |                 |                 |                 |                 |                 |
| Gabriel Vidović           | 25              | 3               | 1               | 0               | 0               | 3               | 1218            |                 | 0               | 0               | 0               | 0               | 0               | 0               | 0               |                 | 25              | 3               | 1               | 0               | 0               | 3               | 1218            |                 |                 |                 |                 |                 |                 |                 |                 |                 |                 |                 |                 |                 |                 |                 |                 |                 |                 |                 |                 |                 |                 |                 |                 |
| Totaal                    | 34              | 45              | 51              | 1               | 5               | 243             | 3060            |                 | 1               | 2               | 2               | 0               | 0               | 7               | 120             |                 | 35              | 47              | 53              | 1               | 5               | 250             | 3180            |                 |                 |                 |                 |                 |                 |                 |                 |                 |                 |                 |                 |                 |                 |                 |                 |                 |                 |                 |                 |                 |                 |                 |                 |
|                           | W               |                 |                 |                 |                 | B               | min             |                 | W               |                 |                 |                 |                 | B               | min             |                 | W               |                 |                 |                 |                 | B               | min             |                 |                 |                 |                 |                 |                 |                 |                 |                 |                 |                 |                 |                 |                 |                 |                 |                 |                 |                 |                 |                 |                 |                 |                 |
| Eredivisie                | Eredivisie      | Eredivisie      | Eredivisie      | Eredivisie      | Eredivisie      | Eredivisie      |                 | KNVB beker      | KNVB beker      | KNVB beker      | KNVB beker      | KNVB beker      | KNVB beker      | KNVB beker      |                 | Totaal          | Totaal          | Totaal          | Totaal          | Totaal          | Totaal          | Totaal          |                 |                 |                 |                 |                 |                 |                 |                 |                 |                 |                 |                 |                 |                 |                 |                 |                 |                 |                 |                 |                 |                 |                 |                 |                 |

### Mutaties

#### Aangetrokken in de zomer
| Speler                          | Vorige club               | Contract                                |
| ------------------------------- | ------------------------- | --------------------------------------- |
| Carlens Arcus                   | AJ Auxerre                | 2025                                    |
| Bartosz Białek                  | VfL Wolfsburg             | 2023 (op huurbasis)                     |
| Mitchell Dijks                  | Bologna FC 1909           | 2023 (optie +1 seizoen)                 |
| Francisco Reis Ferreira (Ferro) | SL Benfica                | 2023 (op huurbasis, met optie tot koop) |
| Ryan Flamingo                   | US Sassuolo               | 2023 (op huurbasis, met optie tot koop) |
| Kacper Kozłowski                | Brighton & Hove Albion FC | 2023 (op huurbasis)                     |
| Melle Meulensteen               | RKC Waalwijk              | 2026                                    |
| Mohamed Sankoh                  | VfB Stuttgart             | 2023 (op huurbasis)                     |
| Kjell Scherpen                  | Brighton & Hove Albion FC | 2023 (op huurbasis)                     |
| Gabriel Vidović                 | FC Bayern München         | 2023 (op huurbasis)                     |

#### Vertrokken in de zomer
| Speler            | Nieuwe club        | Mutatietype       |
| ----------------- | ------------------ | ----------------- |
| Riechedly Bazoer  | AZ                 | Einde contract    |
| Eli Dasa          | FC Dinamo Moskou   | Einde contract    |
| Danilho Doekhi    | 1. FC Union Berlin | Einde contract    |
| Yann Gboho        | Stade Rennais      | Einde huurperiode |
| Adrian Grbić      | FC Lorient         | Einde huurperiode |
| Enrico Hernández  | FC Cartagena       | Transfer          |
| Daan Huisman      | VVV-Venlo          | Verhuurd          |
| Jomairo Kogeldans | n.n.b.             | Einde contract    |
| Brend Leeflang    | TOP Oss            | Einde contract    |
| Eelco Mostert     | VV DOVO            | Einde contract    |
| Loïs Openda       | Club Brugge        | Einde huurperiode |
| Dominik Oroz      | SK Sturm Graz      | Verhuurd          |
| Jacob Rasmussen   | ACF Fiorentina     | Einde huurperiode |
| Eric Verstappen   | n.n.b.             | Einde contract    |
| Patrick Vroegh    | RKC Waalwijk       | Transfer          |

#### Aangetrokken in de winter
| Speler               | Vorige club                              | Contract                |
| -------------------- | ---------------------------------------- | ----------------------- |
| Marco van Ginkel     | PSV                                      | 2024                    |
| Nicolas Isimat-Mirin | Sporting Kansas City                     | 2024 (optie +1 seizoen) |
| Dominik Oroz         | SK Sturm Graz                            | 2024 (was verhuurd)     |
| Davy Pröpper         | PSV; januari 2022 gestopt als voetballer | 2024                    |

#### Vertrokken in de winter
| Speler                          | Nieuwe club      | Mutatietype    |
| ------------------------------- | ---------------- | -------------- |
| Nikolai Baden Frederiksen       | Ferencvárosi TC  | Verhuurd       |
| Thomas Buitink                  | Fortuna Sittard  | Verhuurd       |
| Francisco Reis Ferreira (Ferro) | HNK Hajduk Split | Huur beëindigd |

#### Contractverlenging
| Speler                 | Contract oud             | Contract nieuw |
| ---------------------- | ------------------------ | -------------- |
| Thomas Buitink         | 2023                     | 2025           |
| Michael Dokunmu        | Vitesse Voetbal Academie | 2025           |
| Simon van Duivenbooden | 2023                     | 2025           |
| Miliano Jonathans      | 2023                     | 2025           |
| Geronimo Londar        | Vitesse Voetbal Academie | 2026           |
| Million Manhoef        | 2023                     | 2025           |
| Dominik Oroz           | 2023                     | 2024           |
| Marcus Steffen         | Vitesse Voetbal Academie | 2024           |
| Daan Huisman           | 2023                     | 2024           |
| Mohamed Abdallah       | Vitesse Voetbal Academie | 2026           |
| Robin La Scala         | Vitesse Voetbal Academie | 2026           |

## Wedstrijden

### Eredivisie
Speelronde 1:
| zondag 7 augustus 2022, 14:30 | Vitesse                     | 2–5 (1–2) | Feyenoord                                               | Opstelling Vitesse | Opstelling Feyenoord |  |
| Stadion: GelreDome, Arnhem Toeschouwers: 14.416 Arbiter: Kamphuis Assistenten: Kleinjan Assistenten: Dobre 4de official: Gansner Video-assistenten: Ruperti Video-assistenten: Diks | Manhoef 19' Frederiksen 56' |           | 31' Wålemark 41' 66' Danilo 61' Dilrosun 69' Geertruida | Houwen, Arcus 86' ( Yapi), Ferro 40' 79' ( Flamingo), Meulensteen, Cornelisse, Wittek, Manhoef 78' ( Huisman), Domgjoni 58' ( Sankoh), Tronstad 36', Bero , Frederiksen 78' ( Buitink) RESERVEBANK: Reiziger, Van Haveren, Hájek, De Regt, Van Duivenbooden | Bijlow, Geertruida, Trauner, Rasmussen, Pedersen, Aursnes, Szymański 45+2' 65' ( Toornstra), Timber 85' ( Naujoks), Wålemark 65' ( Idrissi), Danilo 84' ( Bassett), Dilrosun 73' ( Jahanbakhsh) RESERVEBANK: Marciano, Jansen, Hendrix, Taabouni, Benita, Hartman |  |
| Stadion: GelreDome, Arnhem Toeschouwers: 14.416 Arbiter: Kamphuis Assistenten: Kleinjan Assistenten: Dobre 4de official: Gansner Video-assistenten: Ruperti Video-assistenten: Diks |                             |           |                                                         | Houwen, Arcus 86' ( Yapi), Ferro 40' 79' ( Flamingo), Meulensteen, Cornelisse, Wittek, Manhoef 78' ( Huisman), Domgjoni 58' ( Sankoh), Tronstad 36', Bero , Frederiksen 78' ( Buitink) RESERVEBANK: Reiziger, Van Haveren, Hájek, De Regt, Van Duivenbooden | Bijlow, Geertruida, Trauner, Rasmussen, Pedersen, Aursnes, Szymański 45+2' 65' ( Toornstra), Timber 85' ( Naujoks), Wålemark 65' ( Idrissi), Danilo 84' ( Bassett), Dilrosun 73' ( Jahanbakhsh) RESERVEBANK: Marciano, Jansen, Hendrix, Taabouni, Benita, Hartman |  |
| Stadion: GelreDome, Arnhem Toeschouwers: 14.416 Arbiter: Kamphuis Assistenten: Kleinjan Assistenten: Dobre 4de official: Gansner Video-assistenten: Ruperti Video-assistenten: Diks |                             |           |                                                         | Houwen, Arcus 86' ( Yapi), Ferro 40' 79' ( Flamingo), Meulensteen, Cornelisse, Wittek, Manhoef 78' ( Huisman), Domgjoni 58' ( Sankoh), Tronstad 36', Bero , Frederiksen 78' ( Buitink) RESERVEBANK: Reiziger, Van Haveren, Hájek, De Regt, Van Duivenbooden | Bijlow, Geertruida, Trauner, Rasmussen, Pedersen, Aursnes, Szymański 45+2' 65' ( Toornstra), Timber 85' ( Naujoks), Wålemark 65' ( Idrissi), Danilo 84' ( Bassett), Dilrosun 73' ( Jahanbakhsh) RESERVEBANK: Marciano, Jansen, Hendrix, Taabouni, Benita, Hartman |  |
| Bijz.: Debuut Arcus, Ferro, Flamingo, Meulensteen, Sankoh Afwezig: Schubert (geblesseerd)                                                                                           |                             |           |                                                         | | |  |

Speelronde 2:
| vrijdag 12 augustus 2022, 20:00 | Excelsior                       | 3–1 (2–1) | Vitesse         | Opstelling Excelsior | Opstelling Vitesse |  |
| Stadion: Van Donge & De Roo Stadion, Rotterdam Toeschouwers: 4.234 Arbiter: Bos Assistenten: Diks Assistenten: Overtoom 4de official: Puts Video-assistenten: Gerrets Video-assistenten: Nanninga | Kharchouch 14' 20' Goudmijn 76' |           | 29' Frederiksen | Van Gassel, Horemans, Nieuwpoort, El Yaakoubi, Tjoe-A-On, Eijgenraam, Goudmijn 90+2' ( Admiraal), Baas 65' ( Ayoub), Azarkan 86' ( Markelo), Kharchouch 86' ( Eyongo), Driouech RESERVEBANK: Kuiper, Seymor, Vugts | Houwen, Ferro 64' ( Buitink), Cornelisse, Meulensteen, Arcus, Tronstad 90+7', Bero , Wittek, Manhoef 82' ( Van Duivenbooden), Frederiksen, Domgjoni 82' ( Sankoh) RESERVEBANK: Reiziger, Van Haveren, Flamingo, Hájek, Huisman, De Regt, Yapi |  |
| Stadion: Van Donge & De Roo Stadion, Rotterdam Toeschouwers: 4.234 Arbiter: Bos Assistenten: Diks Assistenten: Overtoom 4de official: Puts Video-assistenten: Gerrets Video-assistenten: Nanninga |                                 |           |                 | Van Gassel, Horemans, Nieuwpoort, El Yaakoubi, Tjoe-A-On, Eijgenraam, Goudmijn 90+2' ( Admiraal), Baas 65' ( Ayoub), Azarkan 86' ( Markelo), Kharchouch 86' ( Eyongo), Driouech RESERVEBANK: Kuiper, Seymor, Vugts | Houwen, Ferro 64' ( Buitink), Cornelisse, Meulensteen, Arcus, Tronstad 90+7', Bero , Wittek, Manhoef 82' ( Van Duivenbooden), Frederiksen, Domgjoni 82' ( Sankoh) RESERVEBANK: Reiziger, Van Haveren, Flamingo, Hájek, Huisman, De Regt, Yapi |  |
| Stadion: Van Donge & De Roo Stadion, Rotterdam Toeschouwers: 4.234 Arbiter: Bos Assistenten: Diks Assistenten: Overtoom 4de official: Puts Video-assistenten: Gerrets Video-assistenten: Nanninga |                                 |           |                 | Van Gassel, Horemans, Nieuwpoort, El Yaakoubi, Tjoe-A-On, Eijgenraam, Goudmijn 90+2' ( Admiraal), Baas 65' ( Ayoub), Azarkan 86' ( Markelo), Kharchouch 86' ( Eyongo), Driouech RESERVEBANK: Kuiper, Seymor, Vugts | Houwen, Ferro 64' ( Buitink), Cornelisse, Meulensteen, Arcus, Tronstad 90+7', Bero , Wittek, Manhoef 82' ( Van Duivenbooden), Frederiksen, Domgjoni 82' ( Sankoh) RESERVEBANK: Reiziger, Van Haveren, Flamingo, Hájek, Huisman, De Regt, Yapi |  |
| Afwezig: Schubert (geblesseerd) |                                 |           |                 | | |  |

Speelronde 3:
| zaterdag 20 augustus 2022, 16:30 | Vitesse | 0–4 (0–2) | sc Heerenveen                       | Opstelling Vitesse | Opstelling sc Heerenveen |  |
| Stadion: GelreDome, Arnhem Toeschouwers: 10.899 Arbiter: Kooij Assistenten: Schaap Assistenten: Ozinga 4de official: Timmer Video-assistenten: Van Boekel Video-assistenten: Smit |         |           | 5' 72' 77' Van Hooijdonk 45+3' Sarr | Scherpen, Arcus, Hájek 33' ( Sankoh), Cornelisse, Ferro, Wittek 43', Manhoef 81' ( Flamingo), Bero 86', Meulensteen 64' ( Huisman), Domgjoni 36', Frederiksen 81' ( Buitink) RESERVEBANK: Houwen, Reiziger, De Regt, Yapi, Van Duivenbooden | Noppert, Van Ewijk, Van Aken, Van Beek, Bochniewicz, Köhlert, Tahiri 36' 79' ( Van Ottele), Haye 69' 79' ( Kaib), Halilović 71' ( Olsson), Van Hooijdonk 79' ( Timossi), Sarr 82' ( Al Hajj) RESERVEBANK: Mous, Bekkema, Ali |  |
| Stadion: GelreDome, Arnhem Toeschouwers: 10.899 Arbiter: Kooij Assistenten: Schaap Assistenten: Ozinga 4de official: Timmer Video-assistenten: Van Boekel Video-assistenten: Smit |         |           |                                     | Scherpen, Arcus, Hájek 33' ( Sankoh), Cornelisse, Ferro, Wittek 43', Manhoef 81' ( Flamingo), Bero 86', Meulensteen 64' ( Huisman), Domgjoni 36', Frederiksen 81' ( Buitink) RESERVEBANK: Houwen, Reiziger, De Regt, Yapi, Van Duivenbooden | Noppert, Van Ewijk, Van Aken, Van Beek, Bochniewicz, Köhlert, Tahiri 36' 79' ( Van Ottele), Haye 69' 79' ( Kaib), Halilović 71' ( Olsson), Van Hooijdonk 79' ( Timossi), Sarr 82' ( Al Hajj) RESERVEBANK: Mous, Bekkema, Ali |  |
| Stadion: GelreDome, Arnhem Toeschouwers: 10.899 Arbiter: Kooij Assistenten: Schaap Assistenten: Ozinga 4de official: Timmer Video-assistenten: Van Boekel Video-assistenten: Smit |         |           |                                     | Scherpen, Arcus, Hájek 33' ( Sankoh), Cornelisse, Ferro, Wittek 43', Manhoef 81' ( Flamingo), Bero 86', Meulensteen 64' ( Huisman), Domgjoni 36', Frederiksen 81' ( Buitink) RESERVEBANK: Houwen, Reiziger, De Regt, Yapi, Van Duivenbooden | Noppert, Van Ewijk, Van Aken, Van Beek, Bochniewicz, Köhlert, Tahiri 36' 79' ( Van Ottele), Haye 69' 79' ( Kaib), Halilović 71' ( Olsson), Van Hooijdonk 79' ( Timossi), Sarr 82' ( Al Hajj) RESERVEBANK: Mous, Bekkema, Ali |  |
| Bijz.: Debuut Scherpen Afwezig: Tronstad (geschorst); Schubert (geblesseerd) |         |           |                                     | | |  |

Speelronde 4:
| zaterdag 27 augustus 2022, 18:45 | Vitesse                      | 2–2 (0–1) | RKC Waalwijk                  | Opstelling Vitesse | Opstelling RKC Waalwijk |  |
| Stadion: GelreDome, Arnhem Toeschouwers: 10.598 Arbiter: Van Boekel Assistenten: Honig Assistenten: Goossens 4de official: Vereijken Video-assistenten: Dieperink Video-assistenten: Kucukerbir | Bero 60' (pen.) Flamingo 71' |           | 35' Jozefzoon 50' Bel Hassani | Scherpen, Arcus, Ferro 55' ( Kozłowski), Meulensteen, Cornelisse, Wittek, Manhoef, Flamingo, Bero , Buitink 55' ( Sankoh), Frederiksen 83' ( Yapi 73') RESERVEBANK: Houwen, Reiziger, Hájek, Domgjoni, Huisman, Van Duivenbooden | Vaessen, Lelieveld, Gaari, Adewoye, Nieuwpoort, Lutonda 46' ( Wouters), Bel Hassani 72' ( Bakari), Oukili 45' 56' ( Clement), Vroegh 80' ( Anita), Kramer, Jozefzoon 72' ( Lobete) RESERVEBANK: Spenkelink, Pereira, Mulder, Kuijpers, Bakkali, Daneels, Augustijns |  |
| Stadion: GelreDome, Arnhem Toeschouwers: 10.598 Arbiter: Van Boekel Assistenten: Honig Assistenten: Goossens 4de official: Vereijken Video-assistenten: Dieperink Video-assistenten: Kucukerbir |                              |           |                               | Scherpen, Arcus, Ferro 55' ( Kozłowski), Meulensteen, Cornelisse, Wittek, Manhoef, Flamingo, Bero , Buitink 55' ( Sankoh), Frederiksen 83' ( Yapi 73') RESERVEBANK: Houwen, Reiziger, Hájek, Domgjoni, Huisman, Van Duivenbooden | Vaessen, Lelieveld, Gaari, Adewoye, Nieuwpoort, Lutonda 46' ( Wouters), Bel Hassani 72' ( Bakari), Oukili 45' 56' ( Clement), Vroegh 80' ( Anita), Kramer, Jozefzoon 72' ( Lobete) RESERVEBANK: Spenkelink, Pereira, Mulder, Kuijpers, Bakkali, Daneels, Augustijns |  |
| Stadion: GelreDome, Arnhem Toeschouwers: 10.598 Arbiter: Van Boekel Assistenten: Honig Assistenten: Goossens 4de official: Vereijken Video-assistenten: Dieperink Video-assistenten: Kucukerbir |                              |           |                               | Scherpen, Arcus, Ferro 55' ( Kozłowski), Meulensteen, Cornelisse, Wittek, Manhoef, Flamingo, Bero , Buitink 55' ( Sankoh), Frederiksen 83' ( Yapi 73') RESERVEBANK: Houwen, Reiziger, Hájek, Domgjoni, Huisman, Van Duivenbooden | Vaessen, Lelieveld, Gaari, Adewoye, Nieuwpoort, Lutonda 46' ( Wouters), Bel Hassani 72' ( Bakari), Oukili 45' 56' ( Clement), Vroegh 80' ( Anita), Kramer, Jozefzoon 72' ( Lobete) RESERVEBANK: Spenkelink, Pereira, Mulder, Kuijpers, Bakkali, Daneels, Augustijns |  |
| Bijz.: Debuut Kozłowski Afwezig: Tronstad (geschorst); Schubert (geblesseerd) |                              |           |                               | | |  |

Speelronde 5:
| zondag 4 september 2022, 16:45 | FC Groningen | 0–1 (0–0) | Vitesse  | Opstelling FC Groningen | Opstelling Vitesse |  |
| Stadion: Euroborg, Groningen Toeschouwers: 18.014 Arbiter: Gözübüyük Assistenten: Van Zuilen Assistenten: Balder 4de official: Dieperink Video-assistenten: Nagtegaal Video-assistenten: Schaap |              |           | 77' Bero | Verrips, Kasanwirjo, Te Wierik, Balker 80' ( Šverko), Määttä 46' ( Kalley), Suslov 70' ( Valente 79'), Pelupessy, Duarte, Abraham 46' ( Van Gelderen), Ngonge 69' ( Irandust), Krüger RESERVEBANK: Leeuwenburgh, De Boer, Dankerlui, Matuta, Oratmangoen | Reiziger, Arcus 90+1', Flamingo 84', Meulensteen, Cornelisse, Wittek, Kozłowski 81' ( Yapi), Tronstad, Vidović 69' ( Manhoef), Bero , Białek RESERVEBANK: Houwen, Van Haveren, Ferro, Sankoh, Frederiksen, Hájek, Buitink |  |
| Stadion: Euroborg, Groningen Toeschouwers: 18.014 Arbiter: Gözübüyük Assistenten: Van Zuilen Assistenten: Balder 4de official: Dieperink Video-assistenten: Nagtegaal Video-assistenten: Schaap |              |           |          | Verrips, Kasanwirjo, Te Wierik, Balker 80' ( Šverko), Määttä 46' ( Kalley), Suslov 70' ( Valente 79'), Pelupessy, Duarte, Abraham 46' ( Van Gelderen), Ngonge 69' ( Irandust), Krüger RESERVEBANK: Leeuwenburgh, De Boer, Dankerlui, Matuta, Oratmangoen | Reiziger, Arcus 90+1', Flamingo 84', Meulensteen, Cornelisse, Wittek, Kozłowski 81' ( Yapi), Tronstad, Vidović 69' ( Manhoef), Bero , Białek RESERVEBANK: Houwen, Van Haveren, Ferro, Sankoh, Frederiksen, Hájek, Buitink |  |
| Stadion: Euroborg, Groningen Toeschouwers: 18.014 Arbiter: Gözübüyük Assistenten: Van Zuilen Assistenten: Balder 4de official: Dieperink Video-assistenten: Nagtegaal Video-assistenten: Schaap |              |           |          | Verrips, Kasanwirjo, Te Wierik, Balker 80' ( Šverko), Määttä 46' ( Kalley), Suslov 70' ( Valente 79'), Pelupessy, Duarte, Abraham 46' ( Van Gelderen), Ngonge 69' ( Irandust), Krüger RESERVEBANK: Leeuwenburgh, De Boer, Dankerlui, Matuta, Oratmangoen | Reiziger, Arcus 90+1', Flamingo 84', Meulensteen, Cornelisse, Wittek, Kozłowski 81' ( Yapi), Tronstad, Vidović 69' ( Manhoef), Bero , Białek RESERVEBANK: Houwen, Van Haveren, Ferro, Sankoh, Frederiksen, Hájek, Buitink |  |
| Bijz.: Debuut Białek, Reiziger, Vidović Afwezig: Dijks, Domgjoni, Scherpen, Schubert (geblesseerd)                                                                                              |              |           |          | | |  |

Speelronde 6:
| zondag 11 september 2022, 12:15 | FC Utrecht | 1–0 (0–0) | Vitesse | Opstelling FC Utrecht | Opstelling Vitesse |  |
| Stadion: Stadion Galgenwaard, Utrecht Toeschouwers: 15.807 Arbiter: Nijhuis Assistenten: Van de Ven Assistenten: Koopman 4de official: Ruperti Video-assistenten: Manschot Video-assistenten: Bluemink | Dost 84'   |           |         | Barkas, Ter Avest 46' ( Klaiber), Van der Maarel , Sagnan 78' ( Kluivert), Van der Kust 78' ( Warmerdam), Sylla, Brouwers 46' ( Bozdoğan), Toornstra, Boussaid 85' ( Van de Streek), Dost, Douvikas RESERVEBANK: De Keijzer, Raatsie, Redan, Booth, Lottin, Maeda, Shein | Scherpen, Arcus, Flamingo, Meulensteen, Cornelisse 86' ( Frederiksen), Wittek 79', Bero , Tronstad 90' ( Ferro), Kozłowski 56' ( Manhoef), Vidović 56' ( Sankoh), Białek RESERVEBANK: Houwen, Reiziger, Hájek, Domgjoni, Yapi, Buitink |  |
| Stadion: Stadion Galgenwaard, Utrecht Toeschouwers: 15.807 Arbiter: Nijhuis Assistenten: Van de Ven Assistenten: Koopman 4de official: Ruperti Video-assistenten: Manschot Video-assistenten: Bluemink |            |           |         | Barkas, Ter Avest 46' ( Klaiber), Van der Maarel , Sagnan 78' ( Kluivert), Van der Kust 78' ( Warmerdam), Sylla, Brouwers 46' ( Bozdoğan), Toornstra, Boussaid 85' ( Van de Streek), Dost, Douvikas RESERVEBANK: De Keijzer, Raatsie, Redan, Booth, Lottin, Maeda, Shein | Scherpen, Arcus, Flamingo, Meulensteen, Cornelisse 86' ( Frederiksen), Wittek 79', Bero , Tronstad 90' ( Ferro), Kozłowski 56' ( Manhoef), Vidović 56' ( Sankoh), Białek RESERVEBANK: Houwen, Reiziger, Hájek, Domgjoni, Yapi, Buitink |  |
| Stadion: Stadion Galgenwaard, Utrecht Toeschouwers: 15.807 Arbiter: Nijhuis Assistenten: Van de Ven Assistenten: Koopman 4de official: Ruperti Video-assistenten: Manschot Video-assistenten: Bluemink |            |           |         | Barkas, Ter Avest 46' ( Klaiber), Van der Maarel , Sagnan 78' ( Kluivert), Van der Kust 78' ( Warmerdam), Sylla, Brouwers 46' ( Bozdoğan), Toornstra, Boussaid 85' ( Van de Streek), Dost, Douvikas RESERVEBANK: De Keijzer, Raatsie, Redan, Booth, Lottin, Maeda, Shein | Scherpen, Arcus, Flamingo, Meulensteen, Cornelisse 86' ( Frederiksen), Wittek 79', Bero , Tronstad 90' ( Ferro), Kozłowski 56' ( Manhoef), Vidović 56' ( Sankoh), Białek RESERVEBANK: Houwen, Reiziger, Hájek, Domgjoni, Yapi, Buitink |  |
| Afwezig: Dijks, Schubert (geblesseerd) |            |           |         | | |  |

Speelronde 7:
| zaterdag 17 september 2022, 18:45 | Vitesse    | 1–1 (0–1) | FC Volendam | Opstelling Vitesse | Opstelling FC Volendam |  |
| Stadion: GelreDome, Arnhem Toeschouwers: 15.702 Arbiter: Blank Assistenten: Van Dongen Assistenten: Janssen 4de official: Hensgens Video-assistenten: Oostrom Video-assistenten: Vos | Białek 48' |           | 21' Mühren  | Scherpen, Arcus, Flamingo, Meulensteen, Cornelisse 78' 85' ( Yapi), Wittek, Bero , Tronstad, Kozłowski 71' ( Manhoef), Białek 62' 85' ( Buitink), Vidović 76' ( Frederiksen) RESERVEBANK: Houwen, Reiziger, Ferro, Sankoh, Hájek, Domgjoni | Stanković 62', Plat 37' ( Douiri), Mbuyamba, Benamar, Murkin, Mirani , Oristanio 87' ( Buur), Eiting, B. Ould-Chikh 64' ( Veerman), Mühren 87' ( W. Ould-Chikh), Van Mieghem 64' ( El Kadiri) RESERVEBANK: Lauwers, James, Nazih, Zeefuik |  |
| Stadion: GelreDome, Arnhem Toeschouwers: 15.702 Arbiter: Blank Assistenten: Van Dongen Assistenten: Janssen 4de official: Hensgens Video-assistenten: Oostrom Video-assistenten: Vos |            |           |             | Scherpen, Arcus, Flamingo, Meulensteen, Cornelisse 78' 85' ( Yapi), Wittek, Bero , Tronstad, Kozłowski 71' ( Manhoef), Białek 62' 85' ( Buitink), Vidović 76' ( Frederiksen) RESERVEBANK: Houwen, Reiziger, Ferro, Sankoh, Hájek, Domgjoni | Stanković 62', Plat 37' ( Douiri), Mbuyamba, Benamar, Murkin, Mirani , Oristanio 87' ( Buur), Eiting, B. Ould-Chikh 64' ( Veerman), Mühren 87' ( W. Ould-Chikh), Van Mieghem 64' ( El Kadiri) RESERVEBANK: Lauwers, James, Nazih, Zeefuik |  |
| Stadion: GelreDome, Arnhem Toeschouwers: 15.702 Arbiter: Blank Assistenten: Van Dongen Assistenten: Janssen 4de official: Hensgens Video-assistenten: Oostrom Video-assistenten: Vos |            |           |             | Scherpen, Arcus, Flamingo, Meulensteen, Cornelisse 78' 85' ( Yapi), Wittek, Bero , Tronstad, Kozłowski 71' ( Manhoef), Białek 62' 85' ( Buitink), Vidović 76' ( Frederiksen) RESERVEBANK: Houwen, Reiziger, Ferro, Sankoh, Hájek, Domgjoni | Stanković 62', Plat 37' ( Douiri), Mbuyamba, Benamar, Murkin, Mirani , Oristanio 87' ( Buur), Eiting, B. Ould-Chikh 64' ( Veerman), Mühren 87' ( W. Ould-Chikh), Van Mieghem 64' ( El Kadiri) RESERVEBANK: Lauwers, James, Nazih, Zeefuik |  |
| Bijz.: Airborne-duel Afwezig: Dijks (geblesseerd) |            |           |             | | |  |

Speelronde 8:
| zaterdag 1 oktober 2022, 21:00 | FC Twente                          | 3–0 (1–0) | Vitesse | Opstelling FC Twente | Opstelling Vitesse |  |
| Stadion: De Grolsch Veste, Enschede Toeschouwers: 29.500 Arbiter: Makkelie Assistenten: Steegstra Assistenten: De Vries 4de official: Vos Video-assistenten: Kamphuis Video-assistenten: Kucukerbir | Brenet 37' Misidjan 74' Smal 90+3' |           |         | Tytoń, Brenet, Pröpper 45+4', Hilgers 83' ( Pleguezuelo), Smal, Kjølø 87' ( Brama), Zerrouki, Vlap 75' ( Steijn), Černý 76' ( Tzolis), Van Wolfswinkel 83' ( Ugalde), Misidjan RESERVEBANK: El Maach, Karssies, Salah-Eddine, Everink, Staring, Van Leeuwen, Bruns | Scherpen, Flamingo, Meulensteen, Cornelisse, Arcus, Tronstad, Bero , Kozłowski 82' ( Vidović), Wittek 52' 67' ( Frederiksen), Manhoef 81' ( Buitink), Białek 82' ( Yapi) RESERVEBANK: Houwen, Reiziger, Ferro, Sankoh, Hájek, Domgjoni, De Regt, Jonathans |  |
| Stadion: De Grolsch Veste, Enschede Toeschouwers: 29.500 Arbiter: Makkelie Assistenten: Steegstra Assistenten: De Vries 4de official: Vos Video-assistenten: Kamphuis Video-assistenten: Kucukerbir |                                    |           |         | Tytoń, Brenet, Pröpper 45+4', Hilgers 83' ( Pleguezuelo), Smal, Kjølø 87' ( Brama), Zerrouki, Vlap 75' ( Steijn), Černý 76' ( Tzolis), Van Wolfswinkel 83' ( Ugalde), Misidjan RESERVEBANK: El Maach, Karssies, Salah-Eddine, Everink, Staring, Van Leeuwen, Bruns | Scherpen, Flamingo, Meulensteen, Cornelisse, Arcus, Tronstad, Bero , Kozłowski 82' ( Vidović), Wittek 52' 67' ( Frederiksen), Manhoef 81' ( Buitink), Białek 82' ( Yapi) RESERVEBANK: Houwen, Reiziger, Ferro, Sankoh, Hájek, Domgjoni, De Regt, Jonathans |  |
| Stadion: De Grolsch Veste, Enschede Toeschouwers: 29.500 Arbiter: Makkelie Assistenten: Steegstra Assistenten: De Vries 4de official: Vos Video-assistenten: Kamphuis Video-assistenten: Kucukerbir |                                    |           |         | Tytoń, Brenet, Pröpper 45+4', Hilgers 83' ( Pleguezuelo), Smal, Kjølø 87' ( Brama), Zerrouki, Vlap 75' ( Steijn), Černý 76' ( Tzolis), Van Wolfswinkel 83' ( Ugalde), Misidjan RESERVEBANK: El Maach, Karssies, Salah-Eddine, Everink, Staring, Van Leeuwen, Bruns | Scherpen, Flamingo, Meulensteen, Cornelisse, Arcus, Tronstad, Bero , Kozłowski 82' ( Vidović), Wittek 52' 67' ( Frederiksen), Manhoef 81' ( Buitink), Białek 82' ( Yapi) RESERVEBANK: Houwen, Reiziger, Ferro, Sankoh, Hájek, Domgjoni, De Regt, Jonathans |  |
| Afwezig: Dijks (geblesseerd) |                                    |           |         | | |  |

Speelronde 9:
| zondag 9 oktober 2022, 20:00 | Vitesse    | 1–2 (1–1) | Fortuna Sittard     | Opstelling Vitesse | Opstelling Fortuna Sittard |  |
| Stadion: GelreDome, Arnhem Toeschouwers: 12.327 Arbiter: Manschot Assistenten: Bluemink Assistenten: Krijt 4de official: Eijgelsheim Video-assistenten: Van der Laan Video-assistenten: Koopman | Białek 32' |           | 40' Ferati 80' Vita | Scherpen, Arcus, Ferro, Hájek 51' 67' ( Meulensteen), Wittek 55', Bero 59', Flamingo 58' 68' ( Manhoef), Tronstad, Vidović 83' ( De Regt), Frederiksen 68' ( Kozłowski), Białek RESERVEBANK: Houwen, Reiziger, Sankoh, Cornelisse, Domgjoni, Buitink, Van Duivenbooden | Pandur, Pinto 16' ( Seuntjens), Ximo Navarro, Guth, Cox, Ferati 88' ( Janssen), Özyakup 61' 88' ( Bassett), Erdoğan, Embaló 80' ( Noslin), Yılmaz , Córdoba 80' ( Vita) RESERVEBANK: Van Osch, Hendriks, Gladon, Van Beijnen, Taşçı, Sourlis |  |
| Stadion: GelreDome, Arnhem Toeschouwers: 12.327 Arbiter: Manschot Assistenten: Bluemink Assistenten: Krijt 4de official: Eijgelsheim Video-assistenten: Van der Laan Video-assistenten: Koopman |            |           |                     | Scherpen, Arcus, Ferro, Hájek 51' 67' ( Meulensteen), Wittek 55', Bero 59', Flamingo 58' 68' ( Manhoef), Tronstad, Vidović 83' ( De Regt), Frederiksen 68' ( Kozłowski), Białek RESERVEBANK: Houwen, Reiziger, Sankoh, Cornelisse, Domgjoni, Buitink, Van Duivenbooden | Pandur, Pinto 16' ( Seuntjens), Ximo Navarro, Guth, Cox, Ferati 88' ( Janssen), Özyakup 61' 88' ( Bassett), Erdoğan, Embaló 80' ( Noslin), Yılmaz , Córdoba 80' ( Vita) RESERVEBANK: Van Osch, Hendriks, Gladon, Van Beijnen, Taşçı, Sourlis |  |
| Stadion: GelreDome, Arnhem Toeschouwers: 12.327 Arbiter: Manschot Assistenten: Bluemink Assistenten: Krijt 4de official: Eijgelsheim Video-assistenten: Van der Laan Video-assistenten: Koopman |            |           |                     | Scherpen, Arcus, Ferro, Hájek 51' 67' ( Meulensteen), Wittek 55', Bero 59', Flamingo 58' 68' ( Manhoef), Tronstad, Vidović 83' ( De Regt), Frederiksen 68' ( Kozłowski), Białek RESERVEBANK: Houwen, Reiziger, Sankoh, Cornelisse, Domgjoni, Buitink, Van Duivenbooden | Pandur, Pinto 16' ( Seuntjens), Ximo Navarro, Guth, Cox, Ferati 88' ( Janssen), Özyakup 61' 88' ( Bassett), Erdoğan, Embaló 80' ( Noslin), Yılmaz , Córdoba 80' ( Vita) RESERVEBANK: Van Osch, Hendriks, Gladon, Van Beijnen, Taşçı, Sourlis |  |
| Afwezig: Dijks (geblesseerd) |            |           |                     | | |  |

Speelronde 10:
| zaterdag 15 oktober 2022, 21:00 | SC Cambuur | 0–3 (0–1) | Vitesse                                 | Opstelling SC Cambuur | Opstelling Vitesse |  |
| Stadion: Cambuurstadion, Leeuwarden Toeschouwers: 9.886 Arbiter: Gerrets Assistenten: Dobre Assistenten: Weterings 4de official: Rozendal Video-assistenten: Vos Video-assistenten: Dieperink |            |           | 20' Flamingo 74' Kozłowski 82' Tronstad | Virgínia, Schmidt, Tol, Bergsma ( 63'+) 79' ( Balk), Bangura, Jacobs 46' ( Hoedemakers), Paulissen, Van Kaam 71' ( Breij), Van der Water, Uldriķis 63' ( Smit), Mambimbi 63' ( Sambissa) RESERVEBANK: Ruiter, Minnema, Mac-Intosch, Maulun, Van der Meer, Van Wermeskerken, Smand | Scherpen 56' ( Reiziger), Arcus, Ferro, Meulensteen, Wittek, Kozłowski 75' ( Cornelisse), Tronstad, Vidović 87' ( Buitink), Flamingo, Bero 25', Białek 75' ( Yapi) RESERVEBANK: Houwen, Sankoh, Frederiksen, Hájek, Domgjoni, De Regt, Manhoef, Van Duivenbooden |  |
| Stadion: Cambuurstadion, Leeuwarden Toeschouwers: 9.886 Arbiter: Gerrets Assistenten: Dobre Assistenten: Weterings 4de official: Rozendal Video-assistenten: Vos Video-assistenten: Dieperink |            |           |                                         | Virgínia, Schmidt, Tol, Bergsma ( 63'+) 79' ( Balk), Bangura, Jacobs 46' ( Hoedemakers), Paulissen, Van Kaam 71' ( Breij), Van der Water, Uldriķis 63' ( Smit), Mambimbi 63' ( Sambissa) RESERVEBANK: Ruiter, Minnema, Mac-Intosch, Maulun, Van der Meer, Van Wermeskerken, Smand | Scherpen 56' ( Reiziger), Arcus, Ferro, Meulensteen, Wittek, Kozłowski 75' ( Cornelisse), Tronstad, Vidović 87' ( Buitink), Flamingo, Bero 25', Białek 75' ( Yapi) RESERVEBANK: Houwen, Sankoh, Frederiksen, Hájek, Domgjoni, De Regt, Manhoef, Van Duivenbooden |  |
| Stadion: Cambuurstadion, Leeuwarden Toeschouwers: 9.886 Arbiter: Gerrets Assistenten: Dobre Assistenten: Weterings 4de official: Rozendal Video-assistenten: Vos Video-assistenten: Dieperink |            |           |                                         | Virgínia, Schmidt, Tol, Bergsma ( 63'+) 79' ( Balk), Bangura, Jacobs 46' ( Hoedemakers), Paulissen, Van Kaam 71' ( Breij), Van der Water, Uldriķis 63' ( Smit), Mambimbi 63' ( Sambissa) RESERVEBANK: Ruiter, Minnema, Mac-Intosch, Maulun, Van der Meer, Van Wermeskerken, Smand | Scherpen 56' ( Reiziger), Arcus, Ferro, Meulensteen, Wittek, Kozłowski 75' ( Cornelisse), Tronstad, Vidović 87' ( Buitink), Flamingo, Bero 25', Białek 75' ( Yapi) RESERVEBANK: Houwen, Sankoh, Frederiksen, Hájek, Domgjoni, De Regt, Manhoef, Van Duivenbooden |  |
| Afwezig: Dijks (geblesseerd) |            |           |                                         | | |  |

Speelronde 11:
| zaterdag 22 oktober 2022, 21:00 | Vitesse                  | 2–1 (2–0) | FC Emmen    | Opstelling Vitesse | Opstelling FC Emmen |  |
| Stadion: GelreDome, Arnhem Toeschouwers: 12.117 Arbiter: Gözübüyük Assistenten: Van Zuilen Assistenten: Balder 4de official: Puts Video-assistenten: Bos Video-assistenten: De Vries | Vidović 26' Wittek 45+1' |           | 68' Diemers | Reiziger, Arcus 42', Meulensteen, Cornelisse, Wittek, Kozłowski 78' ( Manhoef), Flamingo, Bero , Tronstad, Vidović 78' ( Yapi), Białek 87' ( Buitink) RESERVEBANK: Schubert, Houwen, Sankoh, Frederiksen, Hájek, Domgjoni, De Regt, Jonathans, Van Duivenbooden | Van der Hart, Bouchouari, Araujo, Veldmate , Dirksen 45' 46' ( Heylen), Mendes 84' ( Toufiqui), Vlak 73' ( Scholte), El Messaoudi 46' ( Živković 90+3'), Veendorp, Diemers, Romeny 84' ( Assehnoun) RESERVEBANK: Oelschlägel, Van Dorp, Van Ekeris, Pacheco, Luzayadio |  |
| Stadion: GelreDome, Arnhem Toeschouwers: 12.117 Arbiter: Gözübüyük Assistenten: Van Zuilen Assistenten: Balder 4de official: Puts Video-assistenten: Bos Video-assistenten: De Vries |                          |           |             | Reiziger, Arcus 42', Meulensteen, Cornelisse, Wittek, Kozłowski 78' ( Manhoef), Flamingo, Bero , Tronstad, Vidović 78' ( Yapi), Białek 87' ( Buitink) RESERVEBANK: Schubert, Houwen, Sankoh, Frederiksen, Hájek, Domgjoni, De Regt, Jonathans, Van Duivenbooden | Van der Hart, Bouchouari, Araujo, Veldmate , Dirksen 45' 46' ( Heylen), Mendes 84' ( Toufiqui), Vlak 73' ( Scholte), El Messaoudi 46' ( Živković 90+3'), Veendorp, Diemers, Romeny 84' ( Assehnoun) RESERVEBANK: Oelschlägel, Van Dorp, Van Ekeris, Pacheco, Luzayadio |  |
| Stadion: GelreDome, Arnhem Toeschouwers: 12.117 Arbiter: Gözübüyük Assistenten: Van Zuilen Assistenten: Balder 4de official: Puts Video-assistenten: Bos Video-assistenten: De Vries |                          |           |             | Reiziger, Arcus 42', Meulensteen, Cornelisse, Wittek, Kozłowski 78' ( Manhoef), Flamingo, Bero , Tronstad, Vidović 78' ( Yapi), Białek 87' ( Buitink) RESERVEBANK: Schubert, Houwen, Sankoh, Frederiksen, Hájek, Domgjoni, De Regt, Jonathans, Van Duivenbooden | Van der Hart, Bouchouari, Araujo, Veldmate , Dirksen 45' 46' ( Heylen), Mendes 84' ( Toufiqui), Vlak 73' ( Scholte), El Messaoudi 46' ( Živković 90+3'), Veendorp, Diemers, Romeny 84' ( Assehnoun) RESERVEBANK: Oelschlägel, Van Dorp, Van Ekeris, Pacheco, Luzayadio |  |
| Afwezig: Dijks, Scherpen (geblesseerd) |                          |           |             | | |  |

Speelronde 13:
| zaterdag 5 november 2022, 16:30 | Vitesse | 0–4 (0–0) | Sparta Rotterdam                                | Opstelling Vitesse | Opstelling Sparta Rotterdam |  |
| Stadion: GelreDome, Arnhem Toeschouwers: 16.493 Arbiter: Van Boekel Assistenten: Schaap Assistenten: Ozinga 4de official: Gansner Video-assistenten: Kooij Video-assistenten: Been |         |           | 69' 88' Lauritsen 72' Mijnans 90+1' Verschueren | Reiziger, Arcus, Meulensteen 17' ( Ferro), Cornelisse, Wittek, Kozłowski 73' ( Yapi), Flamingo, Bero , Tronstad 7' 82' ( Jonathans), Vidović 73' ( Manhoef), Van Duivenbooden 73' ( Frederiksen) RESERVEBANK: Schubert, Houwen, Sankoh, Hájek, Domgjoni, De Regt | Olij, Sambo, Vriends, Auassar , Pinto, V. van Crooij 83' ( Lokilo), Verschueren, Mijnans 89' ( Eerdhuijzen), Kitolano, Saito 61' ( Van Mullem), Lauritsen 89' ( Engels) RESERVEBANK: Schoonderwaldt, D. van Crooij, Abels, Drakpe, Meijers, Brouwer, Tahiri |  |
| Stadion: GelreDome, Arnhem Toeschouwers: 16.493 Arbiter: Van Boekel Assistenten: Schaap Assistenten: Ozinga 4de official: Gansner Video-assistenten: Kooij Video-assistenten: Been |         |           |                                                 | Reiziger, Arcus, Meulensteen 17' ( Ferro), Cornelisse, Wittek, Kozłowski 73' ( Yapi), Flamingo, Bero , Tronstad 7' 82' ( Jonathans), Vidović 73' ( Manhoef), Van Duivenbooden 73' ( Frederiksen) RESERVEBANK: Schubert, Houwen, Sankoh, Hájek, Domgjoni, De Regt | Olij, Sambo, Vriends, Auassar , Pinto, V. van Crooij 83' ( Lokilo), Verschueren, Mijnans 89' ( Eerdhuijzen), Kitolano, Saito 61' ( Van Mullem), Lauritsen 89' ( Engels) RESERVEBANK: Schoonderwaldt, D. van Crooij, Abels, Drakpe, Meijers, Brouwer, Tahiri |  |
| Stadion: GelreDome, Arnhem Toeschouwers: 16.493 Arbiter: Van Boekel Assistenten: Schaap Assistenten: Ozinga 4de official: Gansner Video-assistenten: Kooij Video-assistenten: Been |         |           |                                                 | Reiziger, Arcus, Meulensteen 17' ( Ferro), Cornelisse, Wittek, Kozłowski 73' ( Yapi), Flamingo, Bero , Tronstad 7' 82' ( Jonathans), Vidović 73' ( Manhoef), Van Duivenbooden 73' ( Frederiksen) RESERVEBANK: Schubert, Houwen, Sankoh, Hájek, Domgjoni, De Regt | Olij, Sambo, Vriends, Auassar , Pinto, V. van Crooij 83' ( Lokilo), Verschueren, Mijnans 89' ( Eerdhuijzen), Kitolano, Saito 61' ( Van Mullem), Lauritsen 89' ( Engels) RESERVEBANK: Schoonderwaldt, D. van Crooij, Abels, Drakpe, Meijers, Brouwer, Tahiri |  |
| Afwezig: Białek, Dijks, Scherpen (geblesseerd) |         |           |                                                 | | |  |

Speelronde 12:
| woensdag 9 november 2022, 20:00 | Ajax               | 2–2 (1–1) | Vitesse         | Opstelling Ajax | Opstelling Vitesse |  |
| Stadion: Johan Cruijff ArenA, Amsterdam Toeschouwers: 50.202 Arbiter: Lindhout Assistenten: Honig Assistenten: Bluemink 4de official: Dieperink Video-assistenten: Higler Video-assistenten: Van Marrewijk | Tadić 6' Lucca 79' |           | 25' 74' Manhoef | Pasveer, Rensch 73' ( Sánchez), Timber, Bassey, Wijndal 59' ( Blind), Berghuis, Taylor, Klaassen 59' ( Conceição 90'), Tadić , Kudus 59' ( Brobbey), Bergwijn 78' ( Lucca) RESERVEBANK: Stekelenburg, Gorter, Ocampos, Grillitsch, Magallán | Reiziger 84', Arcus, Flamingo, Cornelisse, Wittek 75' ( Ferro), Yapi 75' ( Domgjoni), Kozłowski 90+8' ( De Regt), Bero , Tronstad, Manhoef 75' ( Sankoh), Vidović 62' ( Hájek) RESERVEBANK: Schubert, Scherpen, Frederiksen, Jonathans, Buitink, Dijks, Van Duivenbooden |  |
| Stadion: Johan Cruijff ArenA, Amsterdam Toeschouwers: 50.202 Arbiter: Lindhout Assistenten: Honig Assistenten: Bluemink 4de official: Dieperink Video-assistenten: Higler Video-assistenten: Van Marrewijk |                    |           |                 | Pasveer, Rensch 73' ( Sánchez), Timber, Bassey, Wijndal 59' ( Blind), Berghuis, Taylor, Klaassen 59' ( Conceição 90'), Tadić , Kudus 59' ( Brobbey), Bergwijn 78' ( Lucca) RESERVEBANK: Stekelenburg, Gorter, Ocampos, Grillitsch, Magallán | Reiziger 84', Arcus, Flamingo, Cornelisse, Wittek 75' ( Ferro), Yapi 75' ( Domgjoni), Kozłowski 90+8' ( De Regt), Bero , Tronstad, Manhoef 75' ( Sankoh), Vidović 62' ( Hájek) RESERVEBANK: Schubert, Scherpen, Frederiksen, Jonathans, Buitink, Dijks, Van Duivenbooden |  |
| Stadion: Johan Cruijff ArenA, Amsterdam Toeschouwers: 50.202 Arbiter: Lindhout Assistenten: Honig Assistenten: Bluemink 4de official: Dieperink Video-assistenten: Higler Video-assistenten: Van Marrewijk |                    |           |                 | Pasveer, Rensch 73' ( Sánchez), Timber, Bassey, Wijndal 59' ( Blind), Berghuis, Taylor, Klaassen 59' ( Conceição 90'), Tadić , Kudus 59' ( Brobbey), Bergwijn 78' ( Lucca) RESERVEBANK: Stekelenburg, Gorter, Ocampos, Grillitsch, Magallán | Reiziger 84', Arcus, Flamingo, Cornelisse, Wittek 75' ( Ferro), Yapi 75' ( Domgjoni), Kozłowski 90+8' ( De Regt), Bero , Tronstad, Manhoef 75' ( Sankoh), Vidović 62' ( Hájek) RESERVEBANK: Schubert, Scherpen, Frederiksen, Jonathans, Buitink, Dijks, Van Duivenbooden |  |
| Bijz.: Wedstrijd oorspronkelijk ingepland op zaterdag 29 oktober; geen uitsupporters mee i.v.m. boycot Afwezig: Białek, Meulensteen (geblesseerd)                                                          |                    |           |                 | | |  |

Speelronde 14:
| zondag 13 november 2022, 20:00 | Go Ahead Eagles | 2–2 (2–0) | Vitesse                         | Opstelling Go Ahead Eagles | Opstelling Vitesse |  |
| Stadion: De Adelaarshorst, Deventer Toeschouwers: 9.784 Arbiter: Oostrom Assistenten: Van de Ven Assistenten: Koopman 4de official: Vos Video-assistenten: Gansner Video-assistenten: Diks | Rommens 8' 20'  |           | 49' Bero 90+3' Van Duivenbooden | De Lange, Deijl, Amofa, Idzes, Kuipers , Adekanye 70' ( Stokkers), Rommens, Willumsson, Linthorst 70' ( Llansana 85'), Edvardsen 89' ( Sow), Lidberg 81' ( Nauber) RESERVEBANK: Jansen, Plogmann, Fontan, Fernandes, Tekie, Berden, Markelo, Bakker | Reiziger, Arcus 86' ( Jonathans 90'), Flamingo 7', Cornelisse, Wittek 62', Yapi 67' ( Van Duivenbooden), Kozłowski 64', Bero 90+2', Tronstad 60', Manhoef 67' ( Frederiksen), Vidović 67' ( Hájek) RESERVEBANK: Scherpen, Houwen, Ferro, Sankoh, Domgjoni, De Regt, Buitink, Dijks |  |
| Stadion: De Adelaarshorst, Deventer Toeschouwers: 9.784 Arbiter: Oostrom Assistenten: Van de Ven Assistenten: Koopman 4de official: Vos Video-assistenten: Gansner Video-assistenten: Diks |                 |           |                                 | De Lange, Deijl, Amofa, Idzes, Kuipers , Adekanye 70' ( Stokkers), Rommens, Willumsson, Linthorst 70' ( Llansana 85'), Edvardsen 89' ( Sow), Lidberg 81' ( Nauber) RESERVEBANK: Jansen, Plogmann, Fontan, Fernandes, Tekie, Berden, Markelo, Bakker | Reiziger, Arcus 86' ( Jonathans 90'), Flamingo 7', Cornelisse, Wittek 62', Yapi 67' ( Van Duivenbooden), Kozłowski 64', Bero 90+2', Tronstad 60', Manhoef 67' ( Frederiksen), Vidović 67' ( Hájek) RESERVEBANK: Scherpen, Houwen, Ferro, Sankoh, Domgjoni, De Regt, Buitink, Dijks |  |
| Stadion: De Adelaarshorst, Deventer Toeschouwers: 9.784 Arbiter: Oostrom Assistenten: Van de Ven Assistenten: Koopman 4de official: Vos Video-assistenten: Gansner Video-assistenten: Diks |                 |           |                                 | De Lange, Deijl, Amofa, Idzes, Kuipers , Adekanye 70' ( Stokkers), Rommens, Willumsson, Linthorst 70' ( Llansana 85'), Edvardsen 89' ( Sow), Lidberg 81' ( Nauber) RESERVEBANK: Jansen, Plogmann, Fontan, Fernandes, Tekie, Berden, Markelo, Bakker | Reiziger, Arcus 86' ( Jonathans 90'), Flamingo 7', Cornelisse, Wittek 62', Yapi 67' ( Van Duivenbooden), Kozłowski 64', Bero 90+2', Tronstad 60', Manhoef 67' ( Frederiksen), Vidović 67' ( Hájek) RESERVEBANK: Scherpen, Houwen, Ferro, Sankoh, Domgjoni, De Regt, Buitink, Dijks |  |
| Afwezig: Białek (geblesseerd) |                 |           |                                 | | |  |

Speelronde 15:
| zaterdag 7 januari 2023, 18:45 | AZ           | 1–1 (0–0) | Vitesse    | Opstelling AZ | Opstelling Vitesse |  |
| Stadion: AFAS Stadion, Alkmaar Toeschouwers: 17.277 Arbiter: Kamphuis Assistenten: Van de Ven Assistenten: Bodde 4de official: Pérez Video-assistenten: Gerrets Video-assistenten: Janssen | Pavlidis 77' |           | 87' Sankoh | Verhulst, Sugawara 42', Hatzidiakos, Beukema, M. de Wit 90+3', Reijnders, Mihailovic 61' ( Evjen), Clasie , Odgaard 83' ( Bazoer), Pavlidis, Karlsson 88' ( Van Brederode) RESERVEBANK: Owusu-Oduro, Deen, Barası, Dekker, Lahdo, Vanheusden, Buurmeester, De Jong | Scherpen, Arcus, Flamingo, Meulensteen, Dijks 71' ( Cornelisse), Manhoef 82' ( Sankoh), Kozłowski, Bero , Tronstad, Vidović 35' 82' ( Frederiksen), Białek 82' ( Yapi) RESERVEBANK: Houwen, Reiziger, Ferro, Oroz, Hájek, Domgjoni, Jonathans, Van Duivenbooden |  |
| Stadion: AFAS Stadion, Alkmaar Toeschouwers: 17.277 Arbiter: Kamphuis Assistenten: Van de Ven Assistenten: Bodde 4de official: Pérez Video-assistenten: Gerrets Video-assistenten: Janssen |              |           |            | Verhulst, Sugawara 42', Hatzidiakos, Beukema, M. de Wit 90+3', Reijnders, Mihailovic 61' ( Evjen), Clasie , Odgaard 83' ( Bazoer), Pavlidis, Karlsson 88' ( Van Brederode) RESERVEBANK: Owusu-Oduro, Deen, Barası, Dekker, Lahdo, Vanheusden, Buurmeester, De Jong | Scherpen, Arcus, Flamingo, Meulensteen, Dijks 71' ( Cornelisse), Manhoef 82' ( Sankoh), Kozłowski, Bero , Tronstad, Vidović 35' 82' ( Frederiksen), Białek 82' ( Yapi) RESERVEBANK: Houwen, Reiziger, Ferro, Oroz, Hájek, Domgjoni, Jonathans, Van Duivenbooden |  |
| Stadion: AFAS Stadion, Alkmaar Toeschouwers: 17.277 Arbiter: Kamphuis Assistenten: Van de Ven Assistenten: Bodde 4de official: Pérez Video-assistenten: Gerrets Video-assistenten: Janssen |              |           |            | Verhulst, Sugawara 42', Hatzidiakos, Beukema, M. de Wit 90+3', Reijnders, Mihailovic 61' ( Evjen), Clasie , Odgaard 83' ( Bazoer), Pavlidis, Karlsson 88' ( Van Brederode) RESERVEBANK: Owusu-Oduro, Deen, Barası, Dekker, Lahdo, Vanheusden, Buurmeester, De Jong | Scherpen, Arcus, Flamingo, Meulensteen, Dijks 71' ( Cornelisse), Manhoef 82' ( Sankoh), Kozłowski, Bero , Tronstad, Vidović 35' 82' ( Frederiksen), Białek 82' ( Yapi) RESERVEBANK: Houwen, Reiziger, Ferro, Oroz, Hájek, Domgjoni, Jonathans, Van Duivenbooden |  |
| Bijz.: Debuut Dijks Afwezig: Wittek (geschorst) |              |           |            | | |  |

Speelronde 16:
| zondag 15 januari 2023, 12:15 | Vitesse | 0–0 | NEC | Opstelling Vitesse | Opstelling NEC |  |
| Stadion: GelreDome, Arnhem Toeschouwers: 16.086 Arbiter: Makkelie Assistenten: Steegstra Assistenten: De Vries 4de official: Oostrom Video-assistenten: Lindhout Video-assistenten: Van Kampen |         |     |     | Scherpen, Arcus, Flamingo, Meulensteen, Dijks 85' ( Van Duivenbooden), Manhoef 72' ( Jonathans), Tronstad, Bero , Kozłowski 90+2' ( Sankoh), Wittek 23', Białek 72' ( Frederiksen) RESERVEBANK: Houwen, Reiziger, Oroz, Cornelisse, Hájek, Domgjoni, De Regt, Yapi | Cillessen, Van Rooij, Márquez, Sandler 80' ( Kramer), El Karouani 88', Schöne 65', Proper 81', Tannane 23', Tavşan 71' ( Musaba), Dimata, Mattsson 84' ( Verdonk 87') RESERVEBANK: Branderhorst, Janse, Bronkhorst, Baldursson, Marques, Duelund, Cissoko, Sanniez |  |
| Stadion: GelreDome, Arnhem Toeschouwers: 16.086 Arbiter: Makkelie Assistenten: Steegstra Assistenten: De Vries 4de official: Oostrom Video-assistenten: Lindhout Video-assistenten: Van Kampen |         |     |     | Scherpen, Arcus, Flamingo, Meulensteen, Dijks 85' ( Van Duivenbooden), Manhoef 72' ( Jonathans), Tronstad, Bero , Kozłowski 90+2' ( Sankoh), Wittek 23', Białek 72' ( Frederiksen) RESERVEBANK: Houwen, Reiziger, Oroz, Cornelisse, Hájek, Domgjoni, De Regt, Yapi | Cillessen, Van Rooij, Márquez, Sandler 80' ( Kramer), El Karouani 88', Schöne 65', Proper 81', Tannane 23', Tavşan 71' ( Musaba), Dimata, Mattsson 84' ( Verdonk 87') RESERVEBANK: Branderhorst, Janse, Bronkhorst, Baldursson, Marques, Duelund, Cissoko, Sanniez |  |
| Stadion: GelreDome, Arnhem Toeschouwers: 16.086 Arbiter: Makkelie Assistenten: Steegstra Assistenten: De Vries 4de official: Oostrom Video-assistenten: Lindhout Video-assistenten: Van Kampen |         |     |     | Scherpen, Arcus, Flamingo, Meulensteen, Dijks 85' ( Van Duivenbooden), Manhoef 72' ( Jonathans), Tronstad, Bero , Kozłowski 90+2' ( Sankoh), Wittek 23', Białek 72' ( Frederiksen) RESERVEBANK: Houwen, Reiziger, Oroz, Cornelisse, Hájek, Domgjoni, De Regt, Yapi | Cillessen, Van Rooij, Márquez, Sandler 80' ( Kramer), El Karouani 88', Schöne 65', Proper 81', Tannane 23', Tavşan 71' ( Musaba), Dimata, Mattsson 84' ( Verdonk 87') RESERVEBANK: Branderhorst, Janse, Bronkhorst, Baldursson, Marques, Duelund, Cissoko, Sanniez |  |
| Afwezig: Isimat-Mirin (niet wedstrijdfit) |         |     |     | | |  |

Speelronde 17:
| zaterdag 21 januari 2023, 20:00 | PSV                        | 1–0 (0–0) | Vitesse | Opstelling PSV | Opstelling Vitesse |  |
| Stadion: Philips Stadion, Eindhoven Toeschouwers: 31.333 Arbiter: Van Boekel Assistenten: Honig Assistenten: Schaap 4de official: Pérez Video-assistenten: Van de Graaf Video-assistenten: Steegstra | De Jong 24' (pen.) Til 48' |           |         | Benítez ( 31'+), Teze, Branthwaite, Obispo, Mwene 73' ( Mauro Júnior), Sangaré, Til, Gutiérrez, El Ghazi, De Jong 31' ( Bakayoko), Simons 88' ( Vertessen) RESERVEBANK: Drommel, Waterman, Hoever, Ramalho, Van Ginkel, Veerman, Ledezma | Scherpen 90+4', Arcus 90+5' ( Reiziger), Flamingo, Meulensteen, Dijks 23' 76' ( Frederiksen), Manhoef 66' ( Jonathans), Tronstad, Bero , Cornelisse 76' ( Vidović), Wittek, Sankoh 66' ( Białek) RESERVEBANK: Houwen, Oroz, Hájek, Domgjoni, De Regt, Van Duivenbooden |  |
| Stadion: Philips Stadion, Eindhoven Toeschouwers: 31.333 Arbiter: Van Boekel Assistenten: Honig Assistenten: Schaap 4de official: Pérez Video-assistenten: Van de Graaf Video-assistenten: Steegstra |                            |           |         | Benítez ( 31'+), Teze, Branthwaite, Obispo, Mwene 73' ( Mauro Júnior), Sangaré, Til, Gutiérrez, El Ghazi, De Jong 31' ( Bakayoko), Simons 88' ( Vertessen) RESERVEBANK: Drommel, Waterman, Hoever, Ramalho, Van Ginkel, Veerman, Ledezma | Scherpen 90+4', Arcus 90+5' ( Reiziger), Flamingo, Meulensteen, Dijks 23' 76' ( Frederiksen), Manhoef 66' ( Jonathans), Tronstad, Bero , Cornelisse 76' ( Vidović), Wittek, Sankoh 66' ( Białek) RESERVEBANK: Houwen, Oroz, Hájek, Domgjoni, De Regt, Van Duivenbooden |  |
| Stadion: Philips Stadion, Eindhoven Toeschouwers: 31.333 Arbiter: Van Boekel Assistenten: Honig Assistenten: Schaap 4de official: Pérez Video-assistenten: Van de Graaf Video-assistenten: Steegstra |                            |           |         | Benítez ( 31'+), Teze, Branthwaite, Obispo, Mwene 73' ( Mauro Júnior), Sangaré, Til, Gutiérrez, El Ghazi, De Jong 31' ( Bakayoko), Simons 88' ( Vertessen) RESERVEBANK: Drommel, Waterman, Hoever, Ramalho, Van Ginkel, Veerman, Ledezma | Scherpen 90+4', Arcus 90+5' ( Reiziger), Flamingo, Meulensteen, Dijks 23' 76' ( Frederiksen), Manhoef 66' ( Jonathans), Tronstad, Bero , Cornelisse 76' ( Vidović), Wittek, Sankoh 66' ( Białek) RESERVEBANK: Houwen, Oroz, Hájek, Domgjoni, De Regt, Van Duivenbooden |  |
| Afwezig: Isimat-Mirin (niet wedstrijdfit) |                            |           |         | | |  |

Speelronde 18:
| woensdag 25 januari 2023, 18:45 | Vitesse                        | 2–2 (1–1) | FC Twente                            | Opstelling Vitesse | Opstelling FC Twente |  |
| Stadion: GelreDome, Arnhem Toeschouwers: 14.699 Arbiter: Nagtegaal Assistenten: Goossens Assistenten: Brondijk 4de official: Rozendal Video-assistenten: Higler Video-assistenten: Koopman | R. Pröpper 44' (e.d.) Bero 52' |           | 33' (pen.) Van Wolfswinkel 59' Černý | Reiziger, Arcus, Flamingo, Meulensteen, Wittek, Manhoef 89' ( Isimat-Mirin), Tronstad 18' ( Oroz 90+6'), Bero , Kozłowski 57' ( Domgjoni 90+7'), Vidović 89' ( Jonathans), Białek 56' ( Sankoh) RESERVEBANK: Schubert, Houwen, Hájek, De Regt, Yapi, Dijks, Van Duivenbooden | Unnerstall, Sampsted 46' ( Brenet), Hilgers, Pröpper 60' ( Pleguezuelo), Smal, Zerrouki, Vlap, Kjølø 60' ( Steijn), Černý 86' ( Rots), Van Wolfswinkel, Misidjan 78' ( Tzolis) RESERVEBANK: El Maach, Tytoń, Salah-Eddine, Sadílek, Cleonise, Ugalde, Bruns |  |
| Stadion: GelreDome, Arnhem Toeschouwers: 14.699 Arbiter: Nagtegaal Assistenten: Goossens Assistenten: Brondijk 4de official: Rozendal Video-assistenten: Higler Video-assistenten: Koopman |                                |           |                                      | Reiziger, Arcus, Flamingo, Meulensteen, Wittek, Manhoef 89' ( Isimat-Mirin), Tronstad 18' ( Oroz 90+6'), Bero , Kozłowski 57' ( Domgjoni 90+7'), Vidović 89' ( Jonathans), Białek 56' ( Sankoh) RESERVEBANK: Schubert, Houwen, Hájek, De Regt, Yapi, Dijks, Van Duivenbooden | Unnerstall, Sampsted 46' ( Brenet), Hilgers, Pröpper 60' ( Pleguezuelo), Smal, Zerrouki, Vlap, Kjølø 60' ( Steijn), Černý 86' ( Rots), Van Wolfswinkel, Misidjan 78' ( Tzolis) RESERVEBANK: El Maach, Tytoń, Salah-Eddine, Sadílek, Cleonise, Ugalde, Bruns |  |
| Stadion: GelreDome, Arnhem Toeschouwers: 14.699 Arbiter: Nagtegaal Assistenten: Goossens Assistenten: Brondijk 4de official: Rozendal Video-assistenten: Higler Video-assistenten: Koopman |                                |           |                                      | Reiziger, Arcus, Flamingo, Meulensteen, Wittek, Manhoef 89' ( Isimat-Mirin), Tronstad 18' ( Oroz 90+6'), Bero , Kozłowski 57' ( Domgjoni 90+7'), Vidović 89' ( Jonathans), Białek 56' ( Sankoh) RESERVEBANK: Schubert, Houwen, Hájek, De Regt, Yapi, Dijks, Van Duivenbooden | Unnerstall, Sampsted 46' ( Brenet), Hilgers, Pröpper 60' ( Pleguezuelo), Smal, Zerrouki, Vlap, Kjølø 60' ( Steijn), Černý 86' ( Rots), Van Wolfswinkel, Misidjan 78' ( Tzolis) RESERVEBANK: El Maach, Tytoń, Salah-Eddine, Sadílek, Cleonise, Ugalde, Bruns |  |
| Bijz.: Debuut Isimat-Mirin Afwezig: Scherpen (geschorst) |                                |           |                                      | | |  |

Speelronde 19:
| zaterdag 28 januari 2023, 20:00 | sc Heerenveen      | 1–3 (1–2) | Vitesse                            | Opstelling sc Heerenveen | Opstelling Vitesse |  |
| Stadion: Abe Lenstra Stadion, Heerenveen Toeschouwers: 20.152 Arbiter: Kooij Assistenten: Polman Assistenten: Vandeursen 4de official: Wiersma Video-assistenten: Manschot Video-assistenten: Brondijk | Van Amersfoort 22' |           | 32' Białek 45' Vidović 47' Manhoef | Mous, Van Ewijk, Haye, Bochniewicz , Van Aken 46' ( Van Ottele), Köhlert 59' ( Kaib), Van Amersfoort, Olsson 59' ( Halilović 88'), Tahiri, Sarr, Van Hooijdonk RESERVEBANK: Bekkema, Klaverboer, Timossi, Ali, Al Hajj, Colassin | Scherpen, Arcus, Flamingo, Oroz, Wittek 74' ( Dijks), Kozłowski 66' ( Pröpper), Bero , Meulensteen, Manhoef 90' ( Van Duivenbooden), Białek 74' ( Sankoh), Vidović 65' ( Isimat-Mirin) RESERVEBANK: Houwen, Reiziger, Frederiksen, Hájek, Domgjoni, De Regt, Yapi |  |
| Stadion: Abe Lenstra Stadion, Heerenveen Toeschouwers: 20.152 Arbiter: Kooij Assistenten: Polman Assistenten: Vandeursen 4de official: Wiersma Video-assistenten: Manschot Video-assistenten: Brondijk |                    |           |                                    | Mous, Van Ewijk, Haye, Bochniewicz , Van Aken 46' ( Van Ottele), Köhlert 59' ( Kaib), Van Amersfoort, Olsson 59' ( Halilović 88'), Tahiri, Sarr, Van Hooijdonk RESERVEBANK: Bekkema, Klaverboer, Timossi, Ali, Al Hajj, Colassin | Scherpen, Arcus, Flamingo, Oroz, Wittek 74' ( Dijks), Kozłowski 66' ( Pröpper), Bero , Meulensteen, Manhoef 90' ( Van Duivenbooden), Białek 74' ( Sankoh), Vidović 65' ( Isimat-Mirin) RESERVEBANK: Houwen, Reiziger, Frederiksen, Hájek, Domgjoni, De Regt, Yapi |  |
| Stadion: Abe Lenstra Stadion, Heerenveen Toeschouwers: 20.152 Arbiter: Kooij Assistenten: Polman Assistenten: Vandeursen 4de official: Wiersma Video-assistenten: Manschot Video-assistenten: Brondijk |                    |           |                                    | Mous, Van Ewijk, Haye, Bochniewicz , Van Aken 46' ( Van Ottele), Köhlert 59' ( Kaib), Van Amersfoort, Olsson 59' ( Halilović 88'), Tahiri, Sarr, Van Hooijdonk RESERVEBANK: Bekkema, Klaverboer, Timossi, Ali, Al Hajj, Colassin | Scherpen, Arcus, Flamingo, Oroz, Wittek 74' ( Dijks), Kozłowski 66' ( Pröpper), Bero , Meulensteen, Manhoef 90' ( Van Duivenbooden), Białek 74' ( Sankoh), Vidović 65' ( Isimat-Mirin) RESERVEBANK: Houwen, Reiziger, Frederiksen, Hájek, Domgjoni, De Regt, Yapi |  |
| Afwezig: Tronstad (geblesseerd); Jonathans (ziek) |                    |           |                                    | | |  |

Speelronde 20:
| zaterdag 4 februari 2023, 20:00 | FC Emmen                      | 2–2 (1–2) | Vitesse               | Opstelling FC Emmen | Opstelling Vitesse |  |
| Stadion: De Oude Meerdijk, Emmen Toeschouwers: 8.183 Arbiter: Nijhuis Assistenten: Bluemink Assistenten: Ribbink 4de official: Van der Laan Video-assistenten: Bos Video-assistenten: Kempinga | Assehnoun 43' Oroz 87' (e.d.) |           | 33' Manhoef 38' Arcus | Van der Hart, Bouchouari, Te Wierik 76', Araujo, Veldmate 46' ( Dirksen), Burnet 31' ( Vos), Veendorp, Bernadou 78' ( Vlak), El Messaoudi, Diemers, Assehnoun 78' ( Romeny) RESERVEBANK: Oelschlägel, Van Dorp, Heylen, Scholte, Toufiqui, Luzayadio | Scherpen, Arcus, Flamingo, Oroz, Wittek 68' 83' ( Dijks), Manhoef 77' ( Sankoh), Pröpper 59' 70' ( Domgjoni), Bero 68', Meulensteen, Kozłowski 59' 77' ( Vidović), Białek 70' ( Isimat-Mirin) RESERVEBANK: Houwen, Reiziger, Cornelisse, Van Ginkel, Jonathans, Yapi, Van Duivenbooden |  |
| Stadion: De Oude Meerdijk, Emmen Toeschouwers: 8.183 Arbiter: Nijhuis Assistenten: Bluemink Assistenten: Ribbink 4de official: Van der Laan Video-assistenten: Bos Video-assistenten: Kempinga |                               |           |                       | Van der Hart, Bouchouari, Te Wierik 76', Araujo, Veldmate 46' ( Dirksen), Burnet 31' ( Vos), Veendorp, Bernadou 78' ( Vlak), El Messaoudi, Diemers, Assehnoun 78' ( Romeny) RESERVEBANK: Oelschlägel, Van Dorp, Heylen, Scholte, Toufiqui, Luzayadio | Scherpen, Arcus, Flamingo, Oroz, Wittek 68' 83' ( Dijks), Manhoef 77' ( Sankoh), Pröpper 59' 70' ( Domgjoni), Bero 68', Meulensteen, Kozłowski 59' 77' ( Vidović), Białek 70' ( Isimat-Mirin) RESERVEBANK: Houwen, Reiziger, Cornelisse, Van Ginkel, Jonathans, Yapi, Van Duivenbooden |  |
| Stadion: De Oude Meerdijk, Emmen Toeschouwers: 8.183 Arbiter: Nijhuis Assistenten: Bluemink Assistenten: Ribbink 4de official: Van der Laan Video-assistenten: Bos Video-assistenten: Kempinga |                               |           |                       | Van der Hart, Bouchouari, Te Wierik 76', Araujo, Veldmate 46' ( Dirksen), Burnet 31' ( Vos), Veendorp, Bernadou 78' ( Vlak), El Messaoudi, Diemers, Assehnoun 78' ( Romeny) RESERVEBANK: Oelschlägel, Van Dorp, Heylen, Scholte, Toufiqui, Luzayadio | Scherpen, Arcus, Flamingo, Oroz, Wittek 68' 83' ( Dijks), Manhoef 77' ( Sankoh), Pröpper 59' 70' ( Domgjoni), Bero 68', Meulensteen, Kozłowski 59' 77' ( Vidović), Białek 70' ( Isimat-Mirin) RESERVEBANK: Houwen, Reiziger, Cornelisse, Van Ginkel, Jonathans, Yapi, Van Duivenbooden |  |
| Afwezig: Tronstad (geblesseerd) |                               |           |                       | | |  |

Speelronde 21:
| zondag 12 februari 2023, 14:30 | Vitesse                  | 2–0 (0–0) | FC Utrecht | Opstelling Vitesse | Opstelling FC Utrecht |  |
| Stadion: GelreDome, Arnhem Toeschouwers: 13.211 Arbiter: Van der Laan Assistenten: Diks Assistenten: Van Kampen 4de official: Hensgens Video-assistenten: Makkelie Video-assistenten: Been | Manhoef 63' Wittek 90+4' |           |            | Scherpen, Arcus 51', Isimat-Mirin, Oroz 40', Wittek, Flamingo, Van Ginkel, Meulensteen, Manhoef 90+2' ( Hájek), Białek 88' ( Sankoh), Vidović 52' ( Yapi) RESERVEBANK: Houwen, Reiziger, Cornelisse, Domgjoni, De Regt, Jonathans, Van Duivenbooden | Barkas, Klaiber, Van der Hoorn, Kluivert, Van der Maarel 87' ( Sanches Fernandes), Bozdoğan 53' 65' ( Brouwers), Toornstra 84', Van de Streek 83' ( Descotte), Booth 65' ( Jensen), Douvikas, Boussaid 65' ( Maeda) RESERVEBANK: De Keijzer, Nijhuis, Mamengi, Shein, Edhart |  |
| Stadion: GelreDome, Arnhem Toeschouwers: 13.211 Arbiter: Van der Laan Assistenten: Diks Assistenten: Van Kampen 4de official: Hensgens Video-assistenten: Makkelie Video-assistenten: Been |                          |           |            | Scherpen, Arcus 51', Isimat-Mirin, Oroz 40', Wittek, Flamingo, Van Ginkel, Meulensteen, Manhoef 90+2' ( Hájek), Białek 88' ( Sankoh), Vidović 52' ( Yapi) RESERVEBANK: Houwen, Reiziger, Cornelisse, Domgjoni, De Regt, Jonathans, Van Duivenbooden | Barkas, Klaiber, Van der Hoorn, Kluivert, Van der Maarel 87' ( Sanches Fernandes), Bozdoğan 53' 65' ( Brouwers), Toornstra 84', Van de Streek 83' ( Descotte), Booth 65' ( Jensen), Douvikas, Boussaid 65' ( Maeda) RESERVEBANK: De Keijzer, Nijhuis, Mamengi, Shein, Edhart |  |
| Stadion: GelreDome, Arnhem Toeschouwers: 13.211 Arbiter: Van der Laan Assistenten: Diks Assistenten: Van Kampen 4de official: Hensgens Video-assistenten: Makkelie Video-assistenten: Been |                          |           |            | Scherpen, Arcus 51', Isimat-Mirin, Oroz 40', Wittek, Flamingo, Van Ginkel, Meulensteen, Manhoef 90+2' ( Hájek), Białek 88' ( Sankoh), Vidović 52' ( Yapi) RESERVEBANK: Houwen, Reiziger, Cornelisse, Domgjoni, De Regt, Jonathans, Van Duivenbooden | Barkas, Klaiber, Van der Hoorn, Kluivert, Van der Maarel 87' ( Sanches Fernandes), Bozdoğan 53' 65' ( Brouwers), Toornstra 84', Van de Streek 83' ( Descotte), Booth 65' ( Jensen), Douvikas, Boussaid 65' ( Maeda) RESERVEBANK: De Keijzer, Nijhuis, Mamengi, Shein, Edhart |  |
| Afwezig: Bero (geschorst); Tronstad, Pröpper (geblesseerd) |                          |           |            | | |  |

Speelronde 22:
| zaterdag 18 februari 2023, 16:30 | FC Volendam         | 2–0 (1–0) | Vitesse | Opstelling FC Volendam | Opstelling Vitesse |  |
| Stadion: Wim Kras Stadion, Volendam Toeschouwers: 6.650 Arbiter: Hensgens Assistenten: Van Dongen Assistenten: Osseweijer 4de official: Timmer Video-assistenten: Van den Kerkhof Video-assistenten: Kleinjan | Van Mieghem 12' 68' |           |         | Lauwers, Plat, Mbuyamba, Benamar, Flint 55', Murkin, Van Mieghem, Eiting , Twigt, Antonucci 79' ( W. Ould-Chikh), Oristanio 61' ( Veerman) RESERVEBANK: Van Oevelen, Mirani, Da Silva, Nazih, Van Duijl, Douiri, Read, Tol, Klomp, El Kadiri | Scherpen, Yapi 58' ( Kozłowski), Isimat-Mirin, Oroz 75' ( Van Duivenbooden), Wittek, Meulensteen, Bero , Flamingo 81' ( Sankoh), Manhoef, Białek 75' ( Tronstad), Vidović 81' ( Jonathans) RESERVEBANK: Houwen, Reiziger, Cornelisse, Van Ginkel, Hájek, Domgjoni, De Regt |  |
| Stadion: Wim Kras Stadion, Volendam Toeschouwers: 6.650 Arbiter: Hensgens Assistenten: Van Dongen Assistenten: Osseweijer 4de official: Timmer Video-assistenten: Van den Kerkhof Video-assistenten: Kleinjan |                     |           |         | Lauwers, Plat, Mbuyamba, Benamar, Flint 55', Murkin, Van Mieghem, Eiting , Twigt, Antonucci 79' ( W. Ould-Chikh), Oristanio 61' ( Veerman) RESERVEBANK: Van Oevelen, Mirani, Da Silva, Nazih, Van Duijl, Douiri, Read, Tol, Klomp, El Kadiri | Scherpen, Yapi 58' ( Kozłowski), Isimat-Mirin, Oroz 75' ( Van Duivenbooden), Wittek, Meulensteen, Bero , Flamingo 81' ( Sankoh), Manhoef, Białek 75' ( Tronstad), Vidović 81' ( Jonathans) RESERVEBANK: Houwen, Reiziger, Cornelisse, Van Ginkel, Hájek, Domgjoni, De Regt |  |
| Stadion: Wim Kras Stadion, Volendam Toeschouwers: 6.650 Arbiter: Hensgens Assistenten: Van Dongen Assistenten: Osseweijer 4de official: Timmer Video-assistenten: Van den Kerkhof Video-assistenten: Kleinjan |                     |           |         | Lauwers, Plat, Mbuyamba, Benamar, Flint 55', Murkin, Van Mieghem, Eiting , Twigt, Antonucci 79' ( W. Ould-Chikh), Oristanio 61' ( Veerman) RESERVEBANK: Van Oevelen, Mirani, Da Silva, Nazih, Van Duijl, Douiri, Read, Tol, Klomp, El Kadiri | Scherpen, Yapi 58' ( Kozłowski), Isimat-Mirin, Oroz 75' ( Van Duivenbooden), Wittek, Meulensteen, Bero , Flamingo 81' ( Sankoh), Manhoef, Białek 75' ( Tronstad), Vidović 81' ( Jonathans) RESERVEBANK: Houwen, Reiziger, Cornelisse, Van Ginkel, Hájek, Domgjoni, De Regt |  |
| Bijz.: Stadionnaam eenmalig aangepast om de overleden Wim Kras te eren; Vitesse draagt rouwbanden vanwege het overlijden van Christian Atsu Afwezig: Arcus (geschorst); Pröpper (geblesseerd)                 |                     |           |         | | |  |

Speelronde 23:
| zondag 26 februari 2023, 14:30 | Vitesse        | 1–2 (1–1) | Ajax                     | Opstelling Vitesse | Opstelling Ajax |  |
| Stadion: GelreDome, Arnhem Toeschouwers: 20.453 Arbiter: Higler Assistenten: Honig Assistenten: Van de Ven 4de official: Oostrom Video-assistenten: Nijhuis Video-assistenten: Weterings | Van Ginkel 30' |           | 32' Klaassen 54' Álvarez | Scherpen, Flamingo, Oroz, Isimat-Mirin, Wittek, Meulensteen 85' ( Yapi), Van Ginkel 79' ( Białek), Tronstad 79' ( Vidović), Manhoef, Bero , Kozłowski RESERVEBANK: Houwen, Reiziger, Sankoh, Cornelisse, Hájek, Domgjoni, Jonathans, Dijks, Van Duivenbooden | Rulli, Rensch, Timber, Álvarez 52', Wijndal 75' 80' ( Hato), Berghuis 46' ( Bassey), Taylor, Klaassen, Kudus, Tadić , Bergwijn 73' ( Brobbey) RESERVEBANK: Stekelenburg, Pasveer, Lucca, Sánchez, Grillitsch, Baas, Regeer, Fitz-Jim, Conceição |  |
| Stadion: GelreDome, Arnhem Toeschouwers: 20.453 Arbiter: Higler Assistenten: Honig Assistenten: Van de Ven 4de official: Oostrom Video-assistenten: Nijhuis Video-assistenten: Weterings |                |           |                          | Scherpen, Flamingo, Oroz, Isimat-Mirin, Wittek, Meulensteen 85' ( Yapi), Van Ginkel 79' ( Białek), Tronstad 79' ( Vidović), Manhoef, Bero , Kozłowski RESERVEBANK: Houwen, Reiziger, Sankoh, Cornelisse, Hájek, Domgjoni, Jonathans, Dijks, Van Duivenbooden | Rulli, Rensch, Timber, Álvarez 52', Wijndal 75' 80' ( Hato), Berghuis 46' ( Bassey), Taylor, Klaassen, Kudus, Tadić , Bergwijn 73' ( Brobbey) RESERVEBANK: Stekelenburg, Pasveer, Lucca, Sánchez, Grillitsch, Baas, Regeer, Fitz-Jim, Conceição |  |
| Stadion: GelreDome, Arnhem Toeschouwers: 20.453 Arbiter: Higler Assistenten: Honig Assistenten: Van de Ven 4de official: Oostrom Video-assistenten: Nijhuis Video-assistenten: Weterings |                |           |                          | Scherpen, Flamingo, Oroz, Isimat-Mirin, Wittek, Meulensteen 85' ( Yapi), Van Ginkel 79' ( Białek), Tronstad 79' ( Vidović), Manhoef, Bero , Kozłowski RESERVEBANK: Houwen, Reiziger, Sankoh, Cornelisse, Hájek, Domgjoni, Jonathans, Dijks, Van Duivenbooden | Rulli, Rensch, Timber, Álvarez 52', Wijndal 75' 80' ( Hato), Berghuis 46' ( Bassey), Taylor, Klaassen, Kudus, Tadić , Bergwijn 73' ( Brobbey) RESERVEBANK: Stekelenburg, Pasveer, Lucca, Sánchez, Grillitsch, Baas, Regeer, Fitz-Jim, Conceição |  |
| Afwezig: Arcus (geschorst); Pröpper (geblesseerd) |                |           |                          | | |  |

Speelronde 24:
| vrijdag 3 maart 2023, 20:00 | Vitesse | 0–1 (0–1) | AZ           | Opstelling Vitesse | Opstelling AZ |  |
| Stadion: GelreDome, Arnhem Toeschouwers: 16.367 Arbiter: Makkelie Assistenten: Steegstra Assistenten: Fikkert 4de official: Vos Video-assistenten: Dieperink Video-assistenten: Osseweijer |         |           | 29' Karlsson | Scherpen, Arcus 46' ( Białek), Oroz 82' ( Yapi), Isimat-Mirin 19' ( Flamingo), Wittek, Meulensteen, Van Ginkel, Tronstad 82' ( Van Duivenbooden), Manhoef, Bero , Kozłowski 54' ( Vidović) RESERVEBANK: Houwen, Reiziger, Sankoh, Cornelisse, Hájek, Domgjoni, Dijks | Ryan, Sugawara 73', Goes, Hatzidiakos , Kerkez 66' ( M. de Wit), Reijnders, Mihailovic 66' ( Buurmeester), Mijnans, Odgaard 86' ( Van Brederode), Pavlidis, Karlsson 86' ( Lahdo) RESERVEBANK: Verhulst, Deen, Barası, De Jong, Meerdink, Schouten |  |
| Stadion: GelreDome, Arnhem Toeschouwers: 16.367 Arbiter: Makkelie Assistenten: Steegstra Assistenten: Fikkert 4de official: Vos Video-assistenten: Dieperink Video-assistenten: Osseweijer |         |           |              | Scherpen, Arcus 46' ( Białek), Oroz 82' ( Yapi), Isimat-Mirin 19' ( Flamingo), Wittek, Meulensteen, Van Ginkel, Tronstad 82' ( Van Duivenbooden), Manhoef, Bero , Kozłowski 54' ( Vidović) RESERVEBANK: Houwen, Reiziger, Sankoh, Cornelisse, Hájek, Domgjoni, Dijks | Ryan, Sugawara 73', Goes, Hatzidiakos , Kerkez 66' ( M. de Wit), Reijnders, Mihailovic 66' ( Buurmeester), Mijnans, Odgaard 86' ( Van Brederode), Pavlidis, Karlsson 86' ( Lahdo) RESERVEBANK: Verhulst, Deen, Barası, De Jong, Meerdink, Schouten |  |
| Stadion: GelreDome, Arnhem Toeschouwers: 16.367 Arbiter: Makkelie Assistenten: Steegstra Assistenten: Fikkert 4de official: Vos Video-assistenten: Dieperink Video-assistenten: Osseweijer |         |           |              | Scherpen, Arcus 46' ( Białek), Oroz 82' ( Yapi), Isimat-Mirin 19' ( Flamingo), Wittek, Meulensteen, Van Ginkel, Tronstad 82' ( Van Duivenbooden), Manhoef, Bero , Kozłowski 54' ( Vidović) RESERVEBANK: Houwen, Reiziger, Sankoh, Cornelisse, Hájek, Domgjoni, Dijks | Ryan, Sugawara 73', Goes, Hatzidiakos , Kerkez 66' ( M. de Wit), Reijnders, Mihailovic 66' ( Buurmeester), Mijnans, Odgaard 86' ( Van Brederode), Pavlidis, Karlsson 86' ( Lahdo) RESERVEBANK: Verhulst, Deen, Barası, De Jong, Meerdink, Schouten |  |
| Bijz.: Oorspronkelijk ingepland op 5 maart, verplaatst vanwege Europees voetbal van AZ; 'Nummer 4-wedstrijd' Afwezig: Pröpper (geblesseerd)                                                |         |           |              | | |  |

Speelronde 25:
| zaterdag 11 maart 2023, 21:00 | Sparta Rotterdam                       | 3–1 (2–1) | Vitesse | Opstelling Sparta Rotterdam | Opstelling Vitesse |  |
| Stadion: Spartastadion Het Kasteel, Rotterdam Toeschouwers: 10.531 Arbiter: Gerrets Assistenten: Dobre Assistenten: Ketting 4de official: Wiersma Video-assistenten: Van den Kerkhof Video-assistenten: Been | Verschueren 11' Saito 45' Kitolano 87' |           | 7' Oroz | Olij, Sambo 81' ( Abels), Vriends , Eerdhuijzen, Pinto 74' ( Meijers), Van Mullem, Verschueren 90+5' ( Tahiri), Kitolano, V. van Crooij 90+5' ( Brouwer), Lauritsen, Saito 82' ( Namli) RESERVEBANK: D. van Crooij, Coremans, Meissen, Alemañ, Melkersen | Scherpen, Flamingo, Oroz, Meulensteen, Wittek 18', 80', Van Ginkel 85' ( Cornelisse), Bero , Tronstad, Manhoef, Sankoh 71' ( Białek), Kozłowski 71' ( Vidović) RESERVEBANK: Houwen, Reiziger, Arcus, Hájek, Domgjoni, Jonathans, Yapi, Van Duivenbooden |  |
| Stadion: Spartastadion Het Kasteel, Rotterdam Toeschouwers: 10.531 Arbiter: Gerrets Assistenten: Dobre Assistenten: Ketting 4de official: Wiersma Video-assistenten: Van den Kerkhof Video-assistenten: Been |                                        |           |         | Olij, Sambo 81' ( Abels), Vriends , Eerdhuijzen, Pinto 74' ( Meijers), Van Mullem, Verschueren 90+5' ( Tahiri), Kitolano, V. van Crooij 90+5' ( Brouwer), Lauritsen, Saito 82' ( Namli) RESERVEBANK: D. van Crooij, Coremans, Meissen, Alemañ, Melkersen | Scherpen, Flamingo, Oroz, Meulensteen, Wittek 18', 80', Van Ginkel 85' ( Cornelisse), Bero , Tronstad, Manhoef, Sankoh 71' ( Białek), Kozłowski 71' ( Vidović) RESERVEBANK: Houwen, Reiziger, Arcus, Hájek, Domgjoni, Jonathans, Yapi, Van Duivenbooden |  |
| Stadion: Spartastadion Het Kasteel, Rotterdam Toeschouwers: 10.531 Arbiter: Gerrets Assistenten: Dobre Assistenten: Ketting 4de official: Wiersma Video-assistenten: Van den Kerkhof Video-assistenten: Been |                                        |           |         | Olij, Sambo 81' ( Abels), Vriends , Eerdhuijzen, Pinto 74' ( Meijers), Van Mullem, Verschueren 90+5' ( Tahiri), Kitolano, V. van Crooij 90+5' ( Brouwer), Lauritsen, Saito 82' ( Namli) RESERVEBANK: D. van Crooij, Coremans, Meissen, Alemañ, Melkersen | Scherpen, Flamingo, Oroz, Meulensteen, Wittek 18', 80', Van Ginkel 85' ( Cornelisse), Bero , Tronstad, Manhoef, Sankoh 71' ( Białek), Kozłowski 71' ( Vidović) RESERVEBANK: Houwen, Reiziger, Arcus, Hájek, Domgjoni, Jonathans, Yapi, Van Duivenbooden |  |
| Afwezig: Isimat-Mirin, Pröpper (geblesseerd); Dijks (ziek) |                                        |           |         | | |  |

Speelronde 26:
| zondag 19 maart 2023, 16:45 | Vitesse            | 1–1 (0–1) | PSV       | Opstelling Vitesse | Opstelling PSV |  |
| Stadion: GelreDome, Arnhem Toeschouwers: 17.416 Arbiter: Van Boekel Assistenten: Diks Assistenten: Inia 4de official: Hensgens Video-assistenten: Pérez Video-assistenten: Polman | Sangaré 61' (e.d.) |           | 8' Simons | Scherpen, Flamingo 12' ( Arcus), Oroz, Isimat-Mirin, Cornelisse, Meulensteen, Tronstad 43', Van Ginkel, Manhoef 89' ( Jonathans), Kozłowski 66' ( Vidović), Bero RESERVEBANK: Houwen, Reiziger, Sankoh, Białek, Hájek, Domgjoni, Dijks, Van Duivenbooden | Drommel, Mwene, Branthwaite 66' ( Obispo 90+3' ( Boscagli)), Ramalho 84' ( Hazard), Van Aanholt, Sangaré, Simons, Veerman, El Ghazi 46' ( Bakayoko), De Jong , Silva RESERVEBANK: Waterman, Peersman, Teze, Gutiérrez, Til, Saibari |  |
| Stadion: GelreDome, Arnhem Toeschouwers: 17.416 Arbiter: Van Boekel Assistenten: Diks Assistenten: Inia 4de official: Hensgens Video-assistenten: Pérez Video-assistenten: Polman |                    |           |           | Scherpen, Flamingo 12' ( Arcus), Oroz, Isimat-Mirin, Cornelisse, Meulensteen, Tronstad 43', Van Ginkel, Manhoef 89' ( Jonathans), Kozłowski 66' ( Vidović), Bero RESERVEBANK: Houwen, Reiziger, Sankoh, Białek, Hájek, Domgjoni, Dijks, Van Duivenbooden | Drommel, Mwene, Branthwaite 66' ( Obispo 90+3' ( Boscagli)), Ramalho 84' ( Hazard), Van Aanholt, Sangaré, Simons, Veerman, El Ghazi 46' ( Bakayoko), De Jong , Silva RESERVEBANK: Waterman, Peersman, Teze, Gutiérrez, Til, Saibari |  |
| Stadion: GelreDome, Arnhem Toeschouwers: 17.416 Arbiter: Van Boekel Assistenten: Diks Assistenten: Inia 4de official: Hensgens Video-assistenten: Pérez Video-assistenten: Polman |                    |           |           | Scherpen, Flamingo 12' ( Arcus), Oroz, Isimat-Mirin, Cornelisse, Meulensteen, Tronstad 43', Van Ginkel, Manhoef 89' ( Jonathans), Kozłowski 66' ( Vidović), Bero RESERVEBANK: Houwen, Reiziger, Sankoh, Białek, Hájek, Domgjoni, Dijks, Van Duivenbooden | Drommel, Mwene, Branthwaite 66' ( Obispo 90+3' ( Boscagli)), Ramalho 84' ( Hazard), Van Aanholt, Sangaré, Simons, Veerman, El Ghazi 46' ( Bakayoko), De Jong , Silva RESERVEBANK: Waterman, Peersman, Teze, Gutiérrez, Til, Saibari |  |
| Afwezig: Wittek (geschorst); Pröpper (geblesseerd) |                    |           |           | | |  |

Speelronde 27:
| zaterdag 1 april 2023, 21:00 | RKC Waalwijk | 1–0 (1–0) | Vitesse | Opstelling RKC Waalwijk | Opstelling Vitesse |  |
| Stadion: Mandemakers Stadion, Waalwijk Toeschouwers: 6.147 Arbiter: Gözübüyük Assistenten: Honig Assistenten: Balder 4de official: Vereijken Video-assistenten: Oostrom Video-assistenten: Kleinjan | Kramer 27'   |           |         | Vaessen, Lelieveld, Gaari, Adewoye, Lutonda 88' ( Wouters), Oukili 79' ( Van den Buijs), Anita, Clement 88' ( Vroegh), Jozefzoon 76' ( Bakari), Kramer 82' 88' ( Lobete), Seuntjens RESERVEBANK: Spenkelink, Pereira, Biereth, Nieuwpoort, Kuijpers, Augustijns, Felida | Scherpen, Flamingo, Oroz 46' ( Arcus), Isimat-Mirin, Cornelisse 46' ( Dijks), Manhoef 74' ( Vidović), Meulensteen, Tronstad 74' ( Jonathans 89'), Van Ginkel , Kozłowski 60', Białek 66' ( Van Duivenbooden) RESERVEBANK: Houwen, Reiziger, Sankoh, Hájek, Domgjoni, De Regt, Yapi |  |
| Stadion: Mandemakers Stadion, Waalwijk Toeschouwers: 6.147 Arbiter: Gözübüyük Assistenten: Honig Assistenten: Balder 4de official: Vereijken Video-assistenten: Oostrom Video-assistenten: Kleinjan |              |           |         | Vaessen, Lelieveld, Gaari, Adewoye, Lutonda 88' ( Wouters), Oukili 79' ( Van den Buijs), Anita, Clement 88' ( Vroegh), Jozefzoon 76' ( Bakari), Kramer 82' 88' ( Lobete), Seuntjens RESERVEBANK: Spenkelink, Pereira, Biereth, Nieuwpoort, Kuijpers, Augustijns, Felida | Scherpen, Flamingo, Oroz 46' ( Arcus), Isimat-Mirin, Cornelisse 46' ( Dijks), Manhoef 74' ( Vidović), Meulensteen, Tronstad 74' ( Jonathans 89'), Van Ginkel , Kozłowski 60', Białek 66' ( Van Duivenbooden) RESERVEBANK: Houwen, Reiziger, Sankoh, Hájek, Domgjoni, De Regt, Yapi |  |
| Stadion: Mandemakers Stadion, Waalwijk Toeschouwers: 6.147 Arbiter: Gözübüyük Assistenten: Honig Assistenten: Balder 4de official: Vereijken Video-assistenten: Oostrom Video-assistenten: Kleinjan |              |           |         | Vaessen, Lelieveld, Gaari, Adewoye, Lutonda 88' ( Wouters), Oukili 79' ( Van den Buijs), Anita, Clement 88' ( Vroegh), Jozefzoon 76' ( Bakari), Kramer 82' 88' ( Lobete), Seuntjens RESERVEBANK: Spenkelink, Pereira, Biereth, Nieuwpoort, Kuijpers, Augustijns, Felida | Scherpen, Flamingo, Oroz 46' ( Arcus), Isimat-Mirin, Cornelisse 46' ( Dijks), Manhoef 74' ( Vidović), Meulensteen, Tronstad 74' ( Jonathans 89'), Van Ginkel , Kozłowski 60', Białek 66' ( Van Duivenbooden) RESERVEBANK: Houwen, Reiziger, Sankoh, Hájek, Domgjoni, De Regt, Yapi |  |
| Afwezig: Wittek (geschorst); Pröpper (geblesseerd); Bero (ziek) |              |           |         | | |  |

Speelronde 28:
| zaterdag 8 april 2023, 18:45 | Vitesse               | 2–0 (1–0) | Go Ahead Eagles | Opstelling Vitesse | Opstelling Go Ahead Eagles |  |
| Stadion: GelreDome, Arnhem Toeschouwers: 19.134 Arbiter: Higler Assistenten: Vandeursen Assistenten: Westhof 4de official: Rozendal Video-assistenten: Gözübüyük Video-assistenten: Krijt            | Wittek 21' Sankoh 63' |           |                 | Scherpen, Arcus 86' ( Hájek), Flamingo, Isimat-Mirin, Wittek, Meulensteen, Bero , Van Ginkel 90+2' ( Domgjoni), Manhoef 90+2' ( Van Duivenbooden), Sankoh 79' ( Oroz), Kozłowski 79' ( Tronstad) RESERVEBANK: Houwen, Reiziger, Cornelisse, Białek, Jonathans, Yapi, Dijks | De Lange, Deijl , Amofa 51' ( Kuipers ()), Idzes, Fontán 69', Adekanye 43' 65' ( Stokkers), Llansana 65' ( Linthorst), Willumsson, Rommens, Fernandes 65' ( Sow), Lidberg RESERVEBANK: Mulder, Plogmann, Serra, Blomme, Saathof |  |
| Stadion: GelreDome, Arnhem Toeschouwers: 19.134 Arbiter: Higler Assistenten: Vandeursen Assistenten: Westhof 4de official: Rozendal Video-assistenten: Gözübüyük Video-assistenten: Krijt            |                       |           |                 | Scherpen, Arcus 86' ( Hájek), Flamingo, Isimat-Mirin, Wittek, Meulensteen, Bero , Van Ginkel 90+2' ( Domgjoni), Manhoef 90+2' ( Van Duivenbooden), Sankoh 79' ( Oroz), Kozłowski 79' ( Tronstad) RESERVEBANK: Houwen, Reiziger, Cornelisse, Białek, Jonathans, Yapi, Dijks | De Lange, Deijl , Amofa 51' ( Kuipers ()), Idzes, Fontán 69', Adekanye 43' 65' ( Stokkers), Llansana 65' ( Linthorst), Willumsson, Rommens, Fernandes 65' ( Sow), Lidberg RESERVEBANK: Mulder, Plogmann, Serra, Blomme, Saathof |  |
| Stadion: GelreDome, Arnhem Toeschouwers: 19.134 Arbiter: Higler Assistenten: Vandeursen Assistenten: Westhof 4de official: Rozendal Video-assistenten: Gözübüyük Video-assistenten: Krijt            |                       |           |                 | Scherpen, Arcus 86' ( Hájek), Flamingo, Isimat-Mirin, Wittek, Meulensteen, Bero , Van Ginkel 90+2' ( Domgjoni), Manhoef 90+2' ( Van Duivenbooden), Sankoh 79' ( Oroz), Kozłowski 79' ( Tronstad) RESERVEBANK: Houwen, Reiziger, Cornelisse, Białek, Jonathans, Yapi, Dijks | De Lange, Deijl , Amofa 51' ( Kuipers ()), Idzes, Fontán 69', Adekanye 43' 65' ( Stokkers), Llansana 65' ( Linthorst), Willumsson, Rommens, Fernandes 65' ( Sow), Lidberg RESERVEBANK: Mulder, Plogmann, Serra, Blomme, Saathof |  |
| Bijz.: Van der Weerden als coach op de bank (i.v.m. blindedarmontsteking Cocu); eet-/drink-pauze na zonsondergang (20:24 uur) voor spelers die meedoen aan de Ramadan Afwezig: Pröpper (geblesseerd) |                       |           |                 | | |  |

Speelronde 29:
| zondag 16 april 2023, 12:15 | NEC        | 1–4 (0–2) | Vitesse                                                  | Opstelling NEC | Opstelling Vitesse |  |
| Stadion: Goffertstadion, Nijmegen Toeschouwers: 12.500 Arbiter: Kamphuis Assistenten: Bluemink Assistenten: Fikkert 4de official: Gansner Video-assistenten: Van Boekel Video-assistenten: Vandeursen | Proper 70' |           | 25' Bero 28' Kozłowski 68' (e.d.) Van Rooij 83' Flamingo | Cillessen, Van Rooij, Márquez, Kramer 54' ( Bruijn), El Karouani 67' ( Sanniez), Schöne , Mattsson 40' ( Marques 70'), Proper, Tavşan 82', Dimata 76', Cissoko 67' ( Musaba) RESERVEBANK: Branderhorst, Janse, Bronkhorst, Baldursson, Gertsen | Scherpen, Arcus, Flamingo, Isimat-Mirin 72', Wittek 63', Meulensteen, Bero 88' ( Oroz), Van Ginkel 81' ( Białek), Manhoef 90+2' ( Jonathans), Sankoh 70' 81' ( Tronstad), Kozłowski 88' ( Dijks) RESERVEBANK: Houwen, Reiziger, Vidović, Cornelisse, Hájek, Domgjoni, Yapi |  |
| Stadion: Goffertstadion, Nijmegen Toeschouwers: 12.500 Arbiter: Kamphuis Assistenten: Bluemink Assistenten: Fikkert 4de official: Gansner Video-assistenten: Van Boekel Video-assistenten: Vandeursen |            |           |                                                          | Cillessen, Van Rooij, Márquez, Kramer 54' ( Bruijn), El Karouani 67' ( Sanniez), Schöne , Mattsson 40' ( Marques 70'), Proper, Tavşan 82', Dimata 76', Cissoko 67' ( Musaba) RESERVEBANK: Branderhorst, Janse, Bronkhorst, Baldursson, Gertsen | Scherpen, Arcus, Flamingo, Isimat-Mirin 72', Wittek 63', Meulensteen, Bero 88' ( Oroz), Van Ginkel 81' ( Białek), Manhoef 90+2' ( Jonathans), Sankoh 70' 81' ( Tronstad), Kozłowski 88' ( Dijks) RESERVEBANK: Houwen, Reiziger, Vidović, Cornelisse, Hájek, Domgjoni, Yapi |  |
| Stadion: Goffertstadion, Nijmegen Toeschouwers: 12.500 Arbiter: Kamphuis Assistenten: Bluemink Assistenten: Fikkert 4de official: Gansner Video-assistenten: Van Boekel Video-assistenten: Vandeursen |            |           |                                                          | Cillessen, Van Rooij, Márquez, Kramer 54' ( Bruijn), El Karouani 67' ( Sanniez), Schöne , Mattsson 40' ( Marques 70'), Proper, Tavşan 82', Dimata 76', Cissoko 67' ( Musaba) RESERVEBANK: Branderhorst, Janse, Bronkhorst, Baldursson, Gertsen | Scherpen, Arcus, Flamingo, Isimat-Mirin 72', Wittek 63', Meulensteen, Bero 88' ( Oroz), Van Ginkel 81' ( Białek), Manhoef 90+2' ( Jonathans), Sankoh 70' 81' ( Tronstad), Kozłowski 88' ( Dijks) RESERVEBANK: Houwen, Reiziger, Vidović, Cornelisse, Hájek, Domgjoni, Yapi |  |
| Bijz.: Van der Weerden als coach op de bank (i.v.m. nasleep blindedarmontsteking Cocu) Afwezig: Pröpper (geblesseerd)                                                                                 |            |           |                                                          | | |  |

Speelronde 30:
| zaterdag 22 april 2023, 21:00 | Vitesse | 0–0 | Excelsior | Opstelling Vitesse | Opstelling Excelsior |  |
| Stadion: GelreDome, Arnhem Toeschouwers: 15.007 Arbiter: Van der Eijk Assistenten: Ribbink Assistenten: Waleveld 4de official: Nagtegaal Video-assistenten: Rozendal Video-assistenten: Van Zuilen |         |     |           | Scherpen, Arcus, Flamingo, Isimat-Mirin, Wittek, Manhoef 80' ( Vidović), Meulensteen, Bero 53', Van Ginkel 41', Kozłowski 89' ( Jonathans), Sankoh 80' ( Białek) RESERVEBANK: Houwen, Reiziger, Oroz, Tronstad, Cornelisse, Hájek, Domgjoni, Yapi, Dijks | Van Gassel , Horemans, El Yaakoubi, Pierie, Zagre, Naujoks 56' ( Agrafiotis 87'), Baas, Goudmijn 85' ( Kharchouch), Koopmeiners, Driouech, Lamprou 85' ( Van Duinen) RESERVEBANK: Alblas, Awoudja, Ayoub, Tjoe-A-On, Seymor |  |
| Stadion: GelreDome, Arnhem Toeschouwers: 15.007 Arbiter: Van der Eijk Assistenten: Ribbink Assistenten: Waleveld 4de official: Nagtegaal Video-assistenten: Rozendal Video-assistenten: Van Zuilen |         |     |           | Scherpen, Arcus, Flamingo, Isimat-Mirin, Wittek, Manhoef 80' ( Vidović), Meulensteen, Bero 53', Van Ginkel 41', Kozłowski 89' ( Jonathans), Sankoh 80' ( Białek) RESERVEBANK: Houwen, Reiziger, Oroz, Tronstad, Cornelisse, Hájek, Domgjoni, Yapi, Dijks | Van Gassel , Horemans, El Yaakoubi, Pierie, Zagre, Naujoks 56' ( Agrafiotis 87'), Baas, Goudmijn 85' ( Kharchouch), Koopmeiners, Driouech, Lamprou 85' ( Van Duinen) RESERVEBANK: Alblas, Awoudja, Ayoub, Tjoe-A-On, Seymor |  |
| Stadion: GelreDome, Arnhem Toeschouwers: 15.007 Arbiter: Van der Eijk Assistenten: Ribbink Assistenten: Waleveld 4de official: Nagtegaal Video-assistenten: Rozendal Video-assistenten: Van Zuilen |         |     |           | Scherpen, Arcus, Flamingo, Isimat-Mirin, Wittek, Manhoef 80' ( Vidović), Meulensteen, Bero 53', Van Ginkel 41', Kozłowski 89' ( Jonathans), Sankoh 80' ( Białek) RESERVEBANK: Houwen, Reiziger, Oroz, Tronstad, Cornelisse, Hájek, Domgjoni, Yapi, Dijks | Van Gassel , Horemans, El Yaakoubi, Pierie, Zagre, Naujoks 56' ( Agrafiotis 87'), Baas, Goudmijn 85' ( Kharchouch), Koopmeiners, Driouech, Lamprou 85' ( Van Duinen) RESERVEBANK: Alblas, Awoudja, Ayoub, Tjoe-A-On, Seymor |  |
| Afwezig: Pröpper (geblesseerd) |         |     |           | | |  |

Speelronde 31:
| zondag 7 mei 2023, 16:45 | Fortuna Sittard       | 2–0 (0–0) | Vitesse | Opstelling Fortuna Sittard | Opstelling Vitesse |  |
| Stadion: Fortuna Sittard Stadion, Sittard Toeschouwers: 10.467 Arbiter: Lindhout Assistenten: Honig Assistenten: De Nas 4de official: Nagtegaal Video-assistenten: Bos Video-assistenten: De Vries | Gladon 51' Embaló 76' |           |         | Pandur, Pinto , Navarro 70' ( Siovas 74'), Guth 48', Cox 78' ( Duarte), Bistrović 85' ( Özyakup), Erdoğan, Córdoba, Noslin 85' ( Buitink), Gladon, Embaló 78' ( Vita) RESERVEBANK: Van Osch, Hendriks, Janssen, Ferati, Taşçı, Radić, Cangiano | Scherpen, Arcus, Flamingo 50', Isimat-Mirin 89' ( Oroz), Wittek ( 74'+), Manhoef 66' ( Jonathans), Meulensteen, Bero 74' ( Tronstad), Van Ginkel 66' ( Vidović), Kozłowski, Sankoh 65' ( Białek) RESERVEBANK: Houwen, Reiziger, Cornelisse, Domgjoni, De Regt, Yapi, Dijks |  |
| Stadion: Fortuna Sittard Stadion, Sittard Toeschouwers: 10.467 Arbiter: Lindhout Assistenten: Honig Assistenten: De Nas 4de official: Nagtegaal Video-assistenten: Bos Video-assistenten: De Vries |                       |           |         | Pandur, Pinto , Navarro 70' ( Siovas 74'), Guth 48', Cox 78' ( Duarte), Bistrović 85' ( Özyakup), Erdoğan, Córdoba, Noslin 85' ( Buitink), Gladon, Embaló 78' ( Vita) RESERVEBANK: Van Osch, Hendriks, Janssen, Ferati, Taşçı, Radić, Cangiano | Scherpen, Arcus, Flamingo 50', Isimat-Mirin 89' ( Oroz), Wittek ( 74'+), Manhoef 66' ( Jonathans), Meulensteen, Bero 74' ( Tronstad), Van Ginkel 66' ( Vidović), Kozłowski, Sankoh 65' ( Białek) RESERVEBANK: Houwen, Reiziger, Cornelisse, Domgjoni, De Regt, Yapi, Dijks |  |
| Stadion: Fortuna Sittard Stadion, Sittard Toeschouwers: 10.467 Arbiter: Lindhout Assistenten: Honig Assistenten: De Nas 4de official: Nagtegaal Video-assistenten: Bos Video-assistenten: De Vries |                       |           |         | Pandur, Pinto , Navarro 70' ( Siovas 74'), Guth 48', Cox 78' ( Duarte), Bistrović 85' ( Özyakup), Erdoğan, Córdoba, Noslin 85' ( Buitink), Gladon, Embaló 78' ( Vita) RESERVEBANK: Van Osch, Hendriks, Janssen, Ferati, Taşçı, Radić, Cangiano | Scherpen, Arcus, Flamingo 50', Isimat-Mirin 89' ( Oroz), Wittek ( 74'+), Manhoef 66' ( Jonathans), Meulensteen, Bero 74' ( Tronstad), Van Ginkel 66' ( Vidović), Kozłowski, Sankoh 65' ( Białek) RESERVEBANK: Houwen, Reiziger, Cornelisse, Domgjoni, De Regt, Yapi, Dijks |  |
| Bijz.: Buitink geblesseerd uitgevallen (zonder mogelijke wissel) Afwezig: Pröpper (geblesseerd) |                       |           |         | | |  |

Speelronde 32:
| zondag 14 mei 2023, 12:15 | Vitesse        | 2–0 (0–0) | SC Cambuur | Opstelling Vitesse | Opstelling SC Cambuur |  |
| Stadion: GelreDome, Arnhem Toeschouwers: 16.082 Arbiter: Blank Assistenten: Polman Assistenten: Weterings 4de official: Rozendal Video-assistenten: Kooij Video-assistenten: Waleveld | Białek 56' 61' |           |            | Scherpen, Arcus 50', 66', Flamingo, Isimat-Mirin, Wittek, Meulensteen 84' ( Cornelisse), Bero , Van Ginkel, Manhoef 74' ( Tronstad), Białek 68' ( Oroz), Kozłowski 74' ( Sankoh) RESERVEBANK: Houwen, Reiziger, Vidović, Hájek, Domgjoni, Jonathans, Dijks, Van Duivenbooden | Ruiter, Van Wermeskerken 75' ( Schmidt), Tol, Smand 75' ( Mahi), Bangura , Foor, Hoedemakers, Van Kaam, Balk 75' ( Van der Water), Uldriķis 75' ( Johnsen), Breij 75' ( Jacobs) RESERVEBANK: Minnema, Renkel, Mac-Intosch, Bergsma, Paulissen, Sylla |  |
| Stadion: GelreDome, Arnhem Toeschouwers: 16.082 Arbiter: Blank Assistenten: Polman Assistenten: Weterings 4de official: Rozendal Video-assistenten: Kooij Video-assistenten: Waleveld |                |           |            | Scherpen, Arcus 50', 66', Flamingo, Isimat-Mirin, Wittek, Meulensteen 84' ( Cornelisse), Bero , Van Ginkel, Manhoef 74' ( Tronstad), Białek 68' ( Oroz), Kozłowski 74' ( Sankoh) RESERVEBANK: Houwen, Reiziger, Vidović, Hájek, Domgjoni, Jonathans, Dijks, Van Duivenbooden | Ruiter, Van Wermeskerken 75' ( Schmidt), Tol, Smand 75' ( Mahi), Bangura , Foor, Hoedemakers, Van Kaam, Balk 75' ( Van der Water), Uldriķis 75' ( Johnsen), Breij 75' ( Jacobs) RESERVEBANK: Minnema, Renkel, Mac-Intosch, Bergsma, Paulissen, Sylla |  |
| Stadion: GelreDome, Arnhem Toeschouwers: 16.082 Arbiter: Blank Assistenten: Polman Assistenten: Weterings 4de official: Rozendal Video-assistenten: Kooij Video-assistenten: Waleveld |                |           |            | Scherpen, Arcus 50', 66', Flamingo, Isimat-Mirin, Wittek, Meulensteen 84' ( Cornelisse), Bero , Van Ginkel, Manhoef 74' ( Tronstad), Białek 68' ( Oroz), Kozłowski 74' ( Sankoh) RESERVEBANK: Houwen, Reiziger, Vidović, Hájek, Domgjoni, Jonathans, Dijks, Van Duivenbooden | Ruiter, Van Wermeskerken 75' ( Schmidt), Tol, Smand 75' ( Mahi), Bangura , Foor, Hoedemakers, Van Kaam, Balk 75' ( Van der Water), Uldriķis 75' ( Johnsen), Breij 75' ( Jacobs) RESERVEBANK: Minnema, Renkel, Mac-Intosch, Bergsma, Paulissen, Sylla |  |
| Bijz.: Vitesse 131 jaar; SC Cambuur reeds gedegradeerd Afwezig: Pröpper (geblesseerd)                                                                                                 |                |           |            | | |  |

Speelronde 33:
| zondag 21 mei 2023, 14:30 | Vitesse                                                       | 6–0 (2–0) | FC Groningen | Opstelling Vitesse | Opstelling FC Groningen |  |
| Stadion: GelreDome, Arnhem Toeschouwers: 16.182 Arbiter: Kooij Assistenten: Inia Assistenten: Osseweijer 4de official: Timmer Video-assistenten: Bos Video-assistenten: Been | Manhoef 4' 56' 74' Meulensteen 45+3' Vidović 71' Tronstad 84' |           |              | Scherpen 77' ( Houwen), Flamingo, Oroz 78' ( Hájek), Isimat-Mirin, Wittek, Meulensteen, Bero 68' ( Tronstad), Van Ginkel 13' 78' ( Jonathans), Manhoef, Białek, Kozłowski 67' ( Vidović) RESERVEBANK: Reiziger, Sankoh, Cornelisse, Domgjoni, Yapi, Dijks, Van Duivenbooden | Leeuwenburgh 44', Schreuders, Balker 63' ( Blokzijl), Bech Sørensen, Musampa, Antman 64' ( Van Bergen), Suslov 45+1' ( De Boer), Hove 63' ( Pelupessy), Duarte 81' ( Valente), Pepi, Määttä RESERVEBANK: Baron, Irandust, Krüger, Sher, Oratmangoen, Chaluš, |  |
| Stadion: GelreDome, Arnhem Toeschouwers: 16.182 Arbiter: Kooij Assistenten: Inia Assistenten: Osseweijer 4de official: Timmer Video-assistenten: Bos Video-assistenten: Been |                                                               |           |              | Scherpen 77' ( Houwen), Flamingo, Oroz 78' ( Hájek), Isimat-Mirin, Wittek, Meulensteen, Bero 68' ( Tronstad), Van Ginkel 13' 78' ( Jonathans), Manhoef, Białek, Kozłowski 67' ( Vidović) RESERVEBANK: Reiziger, Sankoh, Cornelisse, Domgjoni, Yapi, Dijks, Van Duivenbooden | Leeuwenburgh 44', Schreuders, Balker 63' ( Blokzijl), Bech Sørensen, Musampa, Antman 64' ( Van Bergen), Suslov 45+1' ( De Boer), Hove 63' ( Pelupessy), Duarte 81' ( Valente), Pepi, Määttä RESERVEBANK: Baron, Irandust, Krüger, Sher, Oratmangoen, Chaluš, |  |
| Stadion: GelreDome, Arnhem Toeschouwers: 16.182 Arbiter: Kooij Assistenten: Inia Assistenten: Osseweijer 4de official: Timmer Video-assistenten: Bos Video-assistenten: Been |                                                               |           |              | Scherpen 77' ( Houwen), Flamingo, Oroz 78' ( Hájek), Isimat-Mirin, Wittek, Meulensteen, Bero 68' ( Tronstad), Van Ginkel 13' 78' ( Jonathans), Manhoef, Białek, Kozłowski 67' ( Vidović) RESERVEBANK: Reiziger, Sankoh, Cornelisse, Domgjoni, Yapi, Dijks, Van Duivenbooden | Leeuwenburgh 44', Schreuders, Balker 63' ( Blokzijl), Bech Sørensen, Musampa, Antman 64' ( Van Bergen), Suslov 45+1' ( De Boer), Hove 63' ( Pelupessy), Duarte 81' ( Valente), Pepi, Määttä RESERVEBANK: Baron, Irandust, Krüger, Sher, Oratmangoen, Chaluš, |  |
| Bijz.: FC Groningen reeds gedegradeerd; geen uitsupporters FC Groningen toegestaan Afwezig: Arcus (geschorst); Pröpper (geblesseerd)                                         |                                                               |           |              | | |  |

Speelronde 34:
| zondag 28 mei 2023, 14:30 | Feyenoord | 0–1 (0–1) | Vitesse        | Opstelling Feyenoord | Opstelling Vitesse |  |
| Stadion: Stadion Feijenoord, Rotterdam Toeschouwers: 47.500 Arbiter: Nijhuis Assistenten: Bluemink Assistenten: Janssen 4de official: Pérez Video-assistenten: Van der Laan Video-assistenten: Osseweijer |           |           | 43' Van Ginkel | Bijlow, Kasanwirjo 66' ( Danilo), Geertruida, Hancko, Hartman 57' ( López), Timber 77' ( Rasmussen), Szymański, Kökçü , Jahanbakhsh 57' ( Dilrosun), Giménez, Idrissi 46' ( Paixão) RESERVEBANK: Marciano, Wellenreuther, Taabouni, Bullaude | Scherpen, Arcus, Isimat-Mirin, Oroz 69', Wittek , Meulensteen, Flamingo, Van Ginkel 57' ( Tronstad), Manhoef 78' ( Yapi), Białek 58' ( Sankoh), Kozłowski 67' 78' ( Cornelisse) RESERVEBANK: Schubert, Reiziger, Vidović, Hájek, Bero, Domgjoni, Jonathans, Dijks |  |
| Stadion: Stadion Feijenoord, Rotterdam Toeschouwers: 47.500 Arbiter: Nijhuis Assistenten: Bluemink Assistenten: Janssen 4de official: Pérez Video-assistenten: Van der Laan Video-assistenten: Osseweijer |           |           |                | Bijlow, Kasanwirjo 66' ( Danilo), Geertruida, Hancko, Hartman 57' ( López), Timber 77' ( Rasmussen), Szymański, Kökçü , Jahanbakhsh 57' ( Dilrosun), Giménez, Idrissi 46' ( Paixão) RESERVEBANK: Marciano, Wellenreuther, Taabouni, Bullaude | Scherpen, Arcus, Isimat-Mirin, Oroz 69', Wittek , Meulensteen, Flamingo, Van Ginkel 57' ( Tronstad), Manhoef 78' ( Yapi), Białek 58' ( Sankoh), Kozłowski 67' 78' ( Cornelisse) RESERVEBANK: Schubert, Reiziger, Vidović, Hájek, Bero, Domgjoni, Jonathans, Dijks |  |
| Stadion: Stadion Feijenoord, Rotterdam Toeschouwers: 47.500 Arbiter: Nijhuis Assistenten: Bluemink Assistenten: Janssen 4de official: Pérez Video-assistenten: Van der Laan Video-assistenten: Osseweijer |           |           |                | Bijlow, Kasanwirjo 66' ( Danilo), Geertruida, Hancko, Hartman 57' ( López), Timber 77' ( Rasmussen), Szymański, Kökçü , Jahanbakhsh 57' ( Dilrosun), Giménez, Idrissi 46' ( Paixão) RESERVEBANK: Marciano, Wellenreuther, Taabouni, Bullaude | Scherpen, Arcus, Isimat-Mirin, Oroz 69', Wittek , Meulensteen, Flamingo, Van Ginkel 57' ( Tronstad), Manhoef 78' ( Yapi), Białek 58' ( Sankoh), Kozłowski 67' 78' ( Cornelisse) RESERVEBANK: Schubert, Reiziger, Vidović, Hájek, Bero, Domgjoni, Jonathans, Dijks |  |
| Bijz.: Feyenoord reeds kampioen Afwezig: Pröpper (geblesseerd) |           |           |                | | |  |

### KNVB beker
- Op 23 september lootte Vitesse een uitwedstrijd tegen Kozakken Boys voor de eerste ronde van de KNVB beker. Het duel eindigde in een gelijkspel, waarna Vitesse de strafschoppenserie verloor en hiermee was uitgeschakeld in het bekertoernooi.

Eerste ronde:
| woensdag 19 oktober 2022, 20:00                                                                                            | Kozakken Boys                              | 2–2 n.v. 2–2 (1–1) 5–4 pen. | Vitesse                                           | Opstelling Kozakken Boys | Opstelling Vitesse |  |
| Stadion: Sportpark De Zwaaier, Werkendam Arbiter: Nagtegaal Assistenten: Zeinstra Assistenten: Been 4de official: Dogterom | Hutten 45+2' Van Zundert 82'               |                             | 14' Białek 67' Kozłowski                          | Janssen, Keukens 101' ( Da Silva Mendes), Van Ingen, Hoogveld, Cornet, Stout, Ramsteijn 116', Korporaal 81' ( Altintas 90+1'), Hutten 77' ( Herman), Van Zundert 110' ( Geelhoedt), Vermeulen 78' ( Lommers) RESERVEBANK: Mathilda, Van de Meulenhof, Warmolts, Snepvangers, Creutzburg | Reiziger, Arcus, Ferro 46' ( Sankoh), Meulensteen, Cornelisse 46' ( Hájek 116'), Flamingo, Tronstad 63', Kozłowski, Bero 86' ( Frederiksen), De Regt 46' ( Manhoef), Białek RESERVEBANK: Schubert, Houwen, Domgjoni, Jonathans, Yapi, Buitink, Van Duivenbooden |  |
| Stadion: Sportpark De Zwaaier, Werkendam Arbiter: Nagtegaal Assistenten: Zeinstra Assistenten: Been 4de official: Dogterom | Pen.-serie                                 |                             |                                                   | Janssen, Keukens 101' ( Da Silva Mendes), Van Ingen, Hoogveld, Cornet, Stout, Ramsteijn 116', Korporaal 81' ( Altintas 90+1'), Hutten 77' ( Herman), Van Zundert 110' ( Geelhoedt), Vermeulen 78' ( Lommers) RESERVEBANK: Mathilda, Van de Meulenhof, Warmolts, Snepvangers, Creutzburg | Reiziger, Arcus, Ferro 46' ( Sankoh), Meulensteen, Cornelisse 46' ( Hájek 116'), Flamingo, Tronstad 63', Kozłowski, Bero 86' ( Frederiksen), De Regt 46' ( Manhoef), Białek RESERVEBANK: Schubert, Houwen, Domgjoni, Jonathans, Yapi, Buitink, Van Duivenbooden |  |
| Stadion: Sportpark De Zwaaier, Werkendam Arbiter: Nagtegaal Assistenten: Zeinstra Assistenten: Been 4de official: Dogterom | Lommers Altintas Van Ingen Stout Ramsteijn |                             | Kozłowski Tronstad Białek Meulensteen Frederiksen | Janssen, Keukens 101' ( Da Silva Mendes), Van Ingen, Hoogveld, Cornet, Stout, Ramsteijn 116', Korporaal 81' ( Altintas 90+1'), Hutten 77' ( Herman), Van Zundert 110' ( Geelhoedt), Vermeulen 78' ( Lommers) RESERVEBANK: Mathilda, Van de Meulenhof, Warmolts, Snepvangers, Creutzburg | Reiziger, Arcus, Ferro 46' ( Sankoh), Meulensteen, Cornelisse 46' ( Hájek 116'), Flamingo, Tronstad 63', Kozłowski, Bero 86' ( Frederiksen), De Regt 46' ( Manhoef), Białek RESERVEBANK: Schubert, Houwen, Domgjoni, Jonathans, Yapi, Buitink, Van Duivenbooden |  |
| Afwezig: Wittek (geschorst); Dijks, Scherpen, Vidović (geblesseerd)                                                        |                                            |                             |                                                   | | |  |

### Oefenwedstrijden
| zaterdag 2 juli 2022, 16:30                                                                                             | Combiteam Westervoort | 0–7 (0–3) | Vitesse                                                                              | Opstelling Combiteam Westervoort | Opstelling Vitesse |  |
| Stadion: Sportpark Hamerden, Westervoort Toeschouwers: 1.000 Arbiter: Baardman                                          |                       |           | 4' Manhoef 5' Tronstad 16' Buitink 68' Bröker 83' Jonathans 89' 90' Van Duivenbooden | Smulders, Van Bergen, Hendriks, Kuster, Richardson, Van Otegem, Klein-Holte, Koenen, De Lange, Amezrine, Smink RESERVEBANK: Sessink, Gerretzen, Ali, El Hamri, Martínez Van Grieken, Stuijver, Kaak, Ettajiri, Weijman, Teeuw, Van Kerkhof, Hendriks, Goedhart | Schubert, Hájek 46' ( Bröker), Meulensteen 46' ( Van Zwam), Cornelisse 46' ( Symons), Yapi 46' ( De Beer), Huisman 46' ( Altena), Tronstad 46' ( Van Ee), Wittek 46' ( Thenu), Manhoef 46' ( Jonathans), Buitink 46' ( Van Duivenbooden), De Regt 46' ( Perret) RESERVEBANK: Bramel |  |
| Stadion: Sportpark Hamerden, Westervoort Toeschouwers: 1.000 Arbiter: Baardman                                          |                       |           |                                                                                      | Smulders, Van Bergen, Hendriks, Kuster, Richardson, Van Otegem, Klein-Holte, Koenen, De Lange, Amezrine, Smink RESERVEBANK: Sessink, Gerretzen, Ali, El Hamri, Martínez Van Grieken, Stuijver, Kaak, Ettajiri, Weijman, Teeuw, Van Kerkhof, Hendriks, Goedhart | Schubert, Hájek 46' ( Bröker), Meulensteen 46' ( Van Zwam), Cornelisse 46' ( Symons), Yapi 46' ( De Beer), Huisman 46' ( Altena), Tronstad 46' ( Van Ee), Wittek 46' ( Thenu), Manhoef 46' ( Jonathans), Buitink 46' ( Van Duivenbooden), De Regt 46' ( Perret) RESERVEBANK: Bramel |  |
| Stadion: Sportpark Hamerden, Westervoort Toeschouwers: 1.000 Arbiter: Baardman                                          |                       |           |                                                                                      | Smulders, Van Bergen, Hendriks, Kuster, Richardson, Van Otegem, Klein-Holte, Koenen, De Lange, Amezrine, Smink RESERVEBANK: Sessink, Gerretzen, Ali, El Hamri, Martínez Van Grieken, Stuijver, Kaak, Ettajiri, Weijman, Teeuw, Van Kerkhof, Hendriks, Goedhart | Schubert, Hájek 46' ( Bröker), Meulensteen 46' ( Van Zwam), Cornelisse 46' ( Symons), Yapi 46' ( De Beer), Huisman 46' ( Altena), Tronstad 46' ( Van Ee), Wittek 46' ( Thenu), Manhoef 46' ( Jonathans), Buitink 46' ( Van Duivenbooden), De Regt 46' ( Perret) RESERVEBANK: Bramel |  |
| Bijz.: Combiteam Westervoort: spelers van AVW '66 en SC Westervoort; 2e helft Nicky Hofs (trainer beloftenelftal) coach |                       |           |                                                                                      | | |  |

| vrijdag 8 juli 2022, 17:00                                           | Vitesse | 0–0 (0–0) | KVC Westerlo | Opstelling Vitesse | Opstelling KVC Westerlo |  |
| Stadion: Sportcentrum Papendal, Arnhem Toeschouwers: - Arbiter: Boel |         |           |              | Schubert, Yapi 46' ( De Regt), Hájek 46' ( Bröker 79' ( Rasing)), Meulensteen 46' ( Van Zwam), Cornelisse 46' ( Symons), Wittek 46' ( Thenu), Tronstad 31' 46' ( Van Ee), Bero 46' ( Altena), Huisman 46' ( Van Duivenbooden), Manhoef 46' ( Jonathans), Buitink 46' ( Frederiksen) | Bolat, Reynolds, Neustädter, Tagir 46' ( N'Diaye), De Cuyper 46' ( Yow), Dierckx 79' ( Chikhi), Güçtekin, Van Eenoo, Bernát, Daci, Gouré 46' ( Seydoux) |  |
| Stadion: Sportcentrum Papendal, Arnhem Toeschouwers: - Arbiter: Boel |         |           |              | Schubert, Yapi 46' ( De Regt), Hájek 46' ( Bröker 79' ( Rasing)), Meulensteen 46' ( Van Zwam), Cornelisse 46' ( Symons), Wittek 46' ( Thenu), Tronstad 31' 46' ( Van Ee), Bero 46' ( Altena), Huisman 46' ( Van Duivenbooden), Manhoef 46' ( Jonathans), Buitink 46' ( Frederiksen) | Bolat, Reynolds, Neustädter, Tagir 46' ( N'Diaye), De Cuyper 46' ( Yow), Dierckx 79' ( Chikhi), Güçtekin, Van Eenoo, Bernát, Daci, Gouré 46' ( Seydoux) |  |
| Stadion: Sportcentrum Papendal, Arnhem Toeschouwers: - Arbiter: Boel |         |           |              | Schubert, Yapi 46' ( De Regt), Hájek 46' ( Bröker 79' ( Rasing)), Meulensteen 46' ( Van Zwam), Cornelisse 46' ( Symons), Wittek 46' ( Thenu), Tronstad 31' 46' ( Van Ee), Bero 46' ( Altena), Huisman 46' ( Van Duivenbooden), Manhoef 46' ( Jonathans), Buitink 46' ( Frederiksen) | Bolat, Reynolds, Neustädter, Tagir 46' ( N'Diaye), De Cuyper 46' ( Yow), Dierckx 79' ( Chikhi), Güçtekin, Van Eenoo, Bernát, Daci, Gouré 46' ( Seydoux) |  |
| Bijz.: Besloten wedstrijd                                            |         |           |              | | |  |

| dinsdag 12 juli 2022, 18:00                                            | Vitesse         | 1–0 (0–0) | Maccabi Haifa | Opstelling Vitesse | Opstelling Maccabi Haifa                                                                      |  |
| Stadion: Sportpark Kerkebos, Swolgen Toeschouwers: - Arbiter: Tissingh | Bero 55' (pen.) |           |               | Schubert 46' ( Reiziger), Yapi 60' ( De Regt), Cornelisse 60' ( Rasing), Meulensteen 60' ( Van Zwam), Hájek 60' ( Symons), Wittek 60' ( Thenu), Bero 60' ( Van Ee), Tronstad 60' ( Altena), Manhoef 60' ( Jonathans), Huisman 60' ( Van Duivenbooden), Frederiksen 46' ( Buitink) | Cohen, Sundgren, Goldberg, Planić, Cornud 42', Lavi, Chery, Abu Fani, Atzili, Pierrot, Haziza |  |
| Stadion: Sportpark Kerkebos, Swolgen Toeschouwers: - Arbiter: Tissingh |                 |           |               | Schubert 46' ( Reiziger), Yapi 60' ( De Regt), Cornelisse 60' ( Rasing), Meulensteen 60' ( Van Zwam), Hájek 60' ( Symons), Wittek 60' ( Thenu), Bero 60' ( Van Ee), Tronstad 60' ( Altena), Manhoef 60' ( Jonathans), Huisman 60' ( Van Duivenbooden), Frederiksen 46' ( Buitink) | Cohen, Sundgren, Goldberg, Planić, Cornud 42', Lavi, Chery, Abu Fani, Atzili, Pierrot, Haziza |  |
| Stadion: Sportpark Kerkebos, Swolgen Toeschouwers: - Arbiter: Tissingh |                 |           |               | Schubert 46' ( Reiziger), Yapi 60' ( De Regt), Cornelisse 60' ( Rasing), Meulensteen 60' ( Van Zwam), Hájek 60' ( Symons), Wittek 60' ( Thenu), Bero 60' ( Van Ee), Tronstad 60' ( Altena), Manhoef 60' ( Jonathans), Huisman 60' ( Van Duivenbooden), Frederiksen 46' ( Buitink) | Cohen, Sundgren, Goldberg, Planić, Cornud 42', Lavi, Chery, Abu Fani, Atzili, Pierrot, Haziza |  |
| Bijz.: Besloten wedstrijd                                              |                 |           |               | |                                                                                               |  |

| zondag 17 juli 2022, 15:00                                               | KV Oostende              | 2–0 (0–0) | Vitesse | Opstelling KV Oostende | Opstelling Vitesse |  |
| Stadion: Diaz Arena, Oostende Toeschouwers: 2.000 Arbiter: Van Driessche | D’haese 76' Sakamoto 80' |           |         | Hubert, Katelaris, Tanghe, Medley 32' 60' ( Capon), Atanga 65' ( D’haese), Bätzner, Dewaele 36' ( Musayev), Ndicka, Amade 82' ( Patoulidis), Ambrose 86' ( Berte), Sakamoto 81' ( Albanese) | Schubert, Arcus 46' ( Yapi), Cornelisse 42' 60' ( De Regt), Meulensteen 60' ( Van Zwam), Hájek 48' 60' ( Steffen 66' ( Wittek)), Wittek 60' ( Thenu), Bero 23' 60' ( Huisman), Tronstad 60' ( Van Ee), Domgjoni 60' ( Frederiksen), Jonathans 60' ( Manhoef), Buitink 60' ( Van Duivenbooden) |  |
| Stadion: Diaz Arena, Oostende Toeschouwers: 2.000 Arbiter: Van Driessche |                          |           |         | Hubert, Katelaris, Tanghe, Medley 32' 60' ( Capon), Atanga 65' ( D’haese), Bätzner, Dewaele 36' ( Musayev), Ndicka, Amade 82' ( Patoulidis), Ambrose 86' ( Berte), Sakamoto 81' ( Albanese) | Schubert, Arcus 46' ( Yapi), Cornelisse 42' 60' ( De Regt), Meulensteen 60' ( Van Zwam), Hájek 48' 60' ( Steffen 66' ( Wittek)), Wittek 60' ( Thenu), Bero 23' 60' ( Huisman), Tronstad 60' ( Van Ee), Domgjoni 60' ( Frederiksen), Jonathans 60' ( Manhoef), Buitink 60' ( Van Duivenbooden) |  |
| Stadion: Diaz Arena, Oostende Toeschouwers: 2.000 Arbiter: Van Driessche |                          |           |         | Hubert, Katelaris, Tanghe, Medley 32' 60' ( Capon), Atanga 65' ( D’haese), Bätzner, Dewaele 36' ( Musayev), Ndicka, Amade 82' ( Patoulidis), Ambrose 86' ( Berte), Sakamoto 81' ( Albanese) | Schubert, Arcus 46' ( Yapi), Cornelisse 42' 60' ( De Regt), Meulensteen 60' ( Van Zwam), Hájek 48' 60' ( Steffen 66' ( Wittek)), Wittek 60' ( Thenu), Bero 23' 60' ( Huisman), Tronstad 60' ( Van Ee), Domgjoni 60' ( Frederiksen), Jonathans 60' ( Manhoef), Buitink 60' ( Van Duivenbooden) |  |
|                                                                          |                          |           |         | | |  |

| vrijdag 22 juli 2022, 15:00                                          | VVV-Venlo              | 2–2 (0–1) | Vitesse                    | Opstelling VVV-Venlo | Opstelling Vitesse |  |
| Stadion: Sportpark Ter Horst, Horst Toeschouwers: 800 Arbiter: Spaan | Venema 56' De Boer 76' |           | 15' Frederiksen 74' Wittek | Zima, Sedláček, Ketting 46' ( Koglin), Dirks, Janssen, Van Rooijen 75' ( Kluskens), Klaasen, Verheijen 61' ( Roemer), Johansson 54' ( De Boer), Venema 88' ( Yaşar), Braken | Reiziger, Arcus 61' ( De Regt), Ferro 46' ( Van Zwam), Meulensteen 46' ( Cornelisse), Hájek 46' ( Tronstad), Thenu 46' ( Wittek ), Flamingo 61' ( Yapi), Domgjoni 61' ( Van Ee), Manhoef 61' ( Jonathans), Frederiksen 61' ( Buitink), Huisman 61' ( Van Duivenbooden) |  |
| Stadion: Sportpark Ter Horst, Horst Toeschouwers: 800 Arbiter: Spaan |                        |           |                            | Zima, Sedláček, Ketting 46' ( Koglin), Dirks, Janssen, Van Rooijen 75' ( Kluskens), Klaasen, Verheijen 61' ( Roemer), Johansson 54' ( De Boer), Venema 88' ( Yaşar), Braken | Reiziger, Arcus 61' ( De Regt), Ferro 46' ( Van Zwam), Meulensteen 46' ( Cornelisse), Hájek 46' ( Tronstad), Thenu 46' ( Wittek ), Flamingo 61' ( Yapi), Domgjoni 61' ( Van Ee), Manhoef 61' ( Jonathans), Frederiksen 61' ( Buitink), Huisman 61' ( Van Duivenbooden) |  |
| Stadion: Sportpark Ter Horst, Horst Toeschouwers: 800 Arbiter: Spaan |                        |           |                            | Zima, Sedláček, Ketting 46' ( Koglin), Dirks, Janssen, Van Rooijen 75' ( Kluskens), Klaasen, Verheijen 61' ( Roemer), Johansson 54' ( De Boer), Venema 88' ( Yaşar), Braken | Reiziger, Arcus 61' ( De Regt), Ferro 46' ( Van Zwam), Meulensteen 46' ( Cornelisse), Hájek 46' ( Tronstad), Thenu 46' ( Wittek ), Flamingo 61' ( Yapi), Domgjoni 61' ( Van Ee), Manhoef 61' ( Jonathans), Frederiksen 61' ( Buitink), Huisman 61' ( Van Duivenbooden) |  |
|                                                                      |                        |           |                            | | |  |

| dinsdag 26 juli 2022, 19:00                                              | Vitesse         | 1–2 (0–0) | OFI Kreta                   | Opstelling Vitesse | Opstelling OFI Kreta |  |
| Stadion: Sportveld Driel, Driel Toeschouwers: 1.000 Arbiter: Eijgelsheim | Frederiksen 73' |           | 48' Tsilianidis 53' Dioussé | Houwen, Ferro 61' ( Flamingo 66'), Meulensteen 83' ( Jonathans), Cornelisse, Arcus, Tronstad 83' ( Huisman), Bero , Wittek 15', Domgjoni 61' ( Sankoh), Manhoef, Buitink 61' ( Frederiksen) | Sotiriou 45' ( Mandas), Marinakis, Weiss 82' ( Diamantis), Giannoulis , Pasalidis 82' ( Pobi), Mellado 30' 45' ( Staikos), Dioussé 61' ( Apostolakis), Neira, Bouzoukis 57' ( Nganga), Tsilianidis 57' ( Toral 84'), Durmishaj 15' ( Van Duinen) |  |
| Stadion: Sportveld Driel, Driel Toeschouwers: 1.000 Arbiter: Eijgelsheim |                 |           |                             | Houwen, Ferro 61' ( Flamingo 66'), Meulensteen 83' ( Jonathans), Cornelisse, Arcus, Tronstad 83' ( Huisman), Bero , Wittek 15', Domgjoni 61' ( Sankoh), Manhoef, Buitink 61' ( Frederiksen) | Sotiriou 45' ( Mandas), Marinakis, Weiss 82' ( Diamantis), Giannoulis , Pasalidis 82' ( Pobi), Mellado 30' 45' ( Staikos), Dioussé 61' ( Apostolakis), Neira, Bouzoukis 57' ( Nganga), Tsilianidis 57' ( Toral 84'), Durmishaj 15' ( Van Duinen) |  |
| Stadion: Sportveld Driel, Driel Toeschouwers: 1.000 Arbiter: Eijgelsheim |                 |           |                             | Houwen, Ferro 61' ( Flamingo 66'), Meulensteen 83' ( Jonathans), Cornelisse, Arcus, Tronstad 83' ( Huisman), Bero , Wittek 15', Domgjoni 61' ( Sankoh), Manhoef, Buitink 61' ( Frederiksen) | Sotiriou 45' ( Mandas), Marinakis, Weiss 82' ( Diamantis), Giannoulis , Pasalidis 82' ( Pobi), Mellado 30' 45' ( Staikos), Dioussé 61' ( Apostolakis), Neira, Bouzoukis 57' ( Nganga), Tsilianidis 57' ( Toral 84'), Durmishaj 15' ( Van Duinen) |  |
|                                                                          |                 |           |                             | | |  |

| zaterdag 30 juli 2022, 18:30                                  | Vitesse   | 1–2 (0–2) | Atromitos FC                | Opstelling Vitesse | Opstelling Atromitos FC |  |
| Stadion: GelreDome, Arnhem Toeschouwers: 1.500 Arbiter: Kooij | Ferro 79' |           | 10' Klonaridis 14' Tzavidas | Houwen, Ferro, Meulensteen, Flamingo 86' ( Van Duivenbooden), Arcus, Tronstad 81', Bero 69', Wittek, Sankoh 62' ( Huisman), Manhoef, Frederiksen | Gianniotis, Kivrakidis , Suárez 62' ( Stroungis), Chatziisaias 67' ( Mavrommatis), Athanasiou, Kuen 87' ( Mountes), Erlingmark 72' ( Ikonomidis), Charisis 8' ( Muñiz), Klonaridis 77' ( Dalamitras), Tzavidas 67' ( Kotsopoulos), Robail 46' ( Tzovaras) |  |
| Stadion: GelreDome, Arnhem Toeschouwers: 1.500 Arbiter: Kooij |           |           |                             | Houwen, Ferro, Meulensteen, Flamingo 86' ( Van Duivenbooden), Arcus, Tronstad 81', Bero 69', Wittek, Sankoh 62' ( Huisman), Manhoef, Frederiksen | Gianniotis, Kivrakidis , Suárez 62' ( Stroungis), Chatziisaias 67' ( Mavrommatis), Athanasiou, Kuen 87' ( Mountes), Erlingmark 72' ( Ikonomidis), Charisis 8' ( Muñiz), Klonaridis 77' ( Dalamitras), Tzavidas 67' ( Kotsopoulos), Robail 46' ( Tzovaras) |  |
| Stadion: GelreDome, Arnhem Toeschouwers: 1.500 Arbiter: Kooij |           |           |                             | Houwen, Ferro, Meulensteen, Flamingo 86' ( Van Duivenbooden), Arcus, Tronstad 81', Bero 69', Wittek, Sankoh 62' ( Huisman), Manhoef, Frederiksen | Gianniotis, Kivrakidis , Suárez 62' ( Stroungis), Chatziisaias 67' ( Mavrommatis), Athanasiou, Kuen 87' ( Mountes), Erlingmark 72' ( Ikonomidis), Charisis 8' ( Muñiz), Klonaridis 77' ( Dalamitras), Tzavidas 67' ( Kotsopoulos), Robail 46' ( Tzovaras) |  |
|                                                               |           |           |                             | | |  |

| woensdag 21 september 2022, 13:30                                        | Vitesse                 | 3–3 (0–1) | Sparta Rotterdam           | Opstelling Vitesse | Opstelling Sparta Rotterdam |  |
| Stadion: Sportcentrum Papendal, Arnhem Toeschouwers: - Arbiter: Van Dijk | Frederiksen 55' 60' 64' |           | 15' 74' Brouwer 48' Engels | Houwen 46' ( Reiziger), Ferro, Cornelisse 46' ( Flamingo), Hájek, Yapi, Manhoef, Tronstad 46' ( Jonathans), Wittek 46' ( De Regt), Sankoh, Frederiksen, Buitink | Schoonderwaldt 46' ( D. van Crooij), Abels, Van Mullem, Eerdhuijzen, Meijers , Verschueren 77' ( Van Wageningen), De Guzman, Namli, Brouwer, Engels, Lokilo |  |
| Stadion: Sportcentrum Papendal, Arnhem Toeschouwers: - Arbiter: Van Dijk |                         |           |                            | Houwen 46' ( Reiziger), Ferro, Cornelisse 46' ( Flamingo), Hájek, Yapi, Manhoef, Tronstad 46' ( Jonathans), Wittek 46' ( De Regt), Sankoh, Frederiksen, Buitink | Schoonderwaldt 46' ( D. van Crooij), Abels, Van Mullem, Eerdhuijzen, Meijers , Verschueren 77' ( Van Wageningen), De Guzman, Namli, Brouwer, Engels, Lokilo |  |
| Stadion: Sportcentrum Papendal, Arnhem Toeschouwers: - Arbiter: Van Dijk |                         |           |                            | Houwen 46' ( Reiziger), Ferro, Cornelisse 46' ( Flamingo), Hájek, Yapi, Manhoef, Tronstad 46' ( Jonathans), Wittek 46' ( De Regt), Sankoh, Frederiksen, Buitink | Schoonderwaldt 46' ( D. van Crooij), Abels, Van Mullem, Eerdhuijzen, Meijers , Verschueren 77' ( Van Wageningen), De Guzman, Namli, Brouwer, Engels, Lokilo |  |
| Bijz.: Besloten oefenwedstrijd                                           |                         |           |                            | | |  |

| woensdag 26 oktober 2022, 13:00                                                | Willem II   | 1–1 (1–1) | Vitesse    | Opstelling Willem II | Opstelling Vitesse |  |
| Stadion: Koning Willem II Stadion, Tilburg Toeschouwers: - Arbiter: Michielsen | Svensson 8' |           | 15' Sankoh | Smits 46' ( Lamprou), Pal 46' ( Owusu), Dammers 46' ( Lachkar), Schouten 69' ( Dammers), Van Berkel 46' ( Woudenberg), Spieringhs 46' ( Crowley), Llonch 46' ( Verreth), Doodeman 46' ( Schroijen), De Leeuw 46' ( Meerveld), Svensson 46' ( Kabangu), Hornkamp 61' ( Mathieu) | Houwen, De Regt 46' ( Cornelisse), Yapi, Hájek 87' ( Tronstad), Manhoef 87' ( Arcus), Flamingo 46' ( Pepers), Van Ee 46' ( Kozłowski), Frederiksen, Buitink 78' ( Meulensteen), Sankoh, Van Duivenbooden 69' ( Symons) |  |
| Stadion: Koning Willem II Stadion, Tilburg Toeschouwers: - Arbiter: Michielsen |             |           |            | Smits 46' ( Lamprou), Pal 46' ( Owusu), Dammers 46' ( Lachkar), Schouten 69' ( Dammers), Van Berkel 46' ( Woudenberg), Spieringhs 46' ( Crowley), Llonch 46' ( Verreth), Doodeman 46' ( Schroijen), De Leeuw 46' ( Meerveld), Svensson 46' ( Kabangu), Hornkamp 61' ( Mathieu) | Houwen, De Regt 46' ( Cornelisse), Yapi, Hájek 87' ( Tronstad), Manhoef 87' ( Arcus), Flamingo 46' ( Pepers), Van Ee 46' ( Kozłowski), Frederiksen, Buitink 78' ( Meulensteen), Sankoh, Van Duivenbooden 69' ( Symons) |  |
| Stadion: Koning Willem II Stadion, Tilburg Toeschouwers: - Arbiter: Michielsen |             |           |            | Smits 46' ( Lamprou), Pal 46' ( Owusu), Dammers 46' ( Lachkar), Schouten 69' ( Dammers), Van Berkel 46' ( Woudenberg), Spieringhs 46' ( Crowley), Llonch 46' ( Verreth), Doodeman 46' ( Schroijen), De Leeuw 46' ( Meerveld), Svensson 46' ( Kabangu), Hornkamp 61' ( Mathieu) | Houwen, De Regt 46' ( Cornelisse), Yapi, Hájek 87' ( Tronstad), Manhoef 87' ( Arcus), Flamingo 46' ( Pepers), Van Ee 46' ( Kozłowski), Frederiksen, Buitink 78' ( Meulensteen), Sankoh, Van Duivenbooden 69' ( Symons) |  |
| Bijz.: Besloten oefenwedstrijd                                                 |             |           |            | | |  |

| vrijdag 16 december 2022, 14:00                                                 | MSV Duisburg              | 2–1 (1–1) | Vitesse    | Opstelling MSV Duisburg | Opstelling Vitesse |  |
| Stadion: Nachwuchsleistungszentrum, Duisburg Toeschouwers: - Arbiter: Dranzfeld | Girth 30' Stoppelkamp 54' |           | 40' Białek | Müller, Moğultay 46' ( Senger), Bakalorz 46' ( Kwadwo), Pusch 46' ( Stoppelkamp), Hettwer 46' ( Bouhaddouz), Fleckstein 46' ( Ekene), Michelbrink 46' ( Feltscher), Knoll 46' ( König), Ajani 46' ( Bitter), Stierlin 46' ( Wild), Girth 46' ( Frey) | Scherpen 46' ( Reiziger), Arcus 46' ( Yapi), Flamingo 46' ( Oroz), Meulensteen 46' ( Hájek), Dijks 46' ( Wittek ()), Tronstad 46' ( Cornelisse), Bero 62' ( Jonathans), Kozłowski 46' ( Ferro), Vidović 46' ( Sankoh), Manhoef 62' ( De Regt), Białek 46' ( Frederiksen 60') |  |
| Stadion: Nachwuchsleistungszentrum, Duisburg Toeschouwers: - Arbiter: Dranzfeld |                           |           |            | Müller, Moğultay 46' ( Senger), Bakalorz 46' ( Kwadwo), Pusch 46' ( Stoppelkamp), Hettwer 46' ( Bouhaddouz), Fleckstein 46' ( Ekene), Michelbrink 46' ( Feltscher), Knoll 46' ( König), Ajani 46' ( Bitter), Stierlin 46' ( Wild), Girth 46' ( Frey) | Scherpen 46' ( Reiziger), Arcus 46' ( Yapi), Flamingo 46' ( Oroz), Meulensteen 46' ( Hájek), Dijks 46' ( Wittek ()), Tronstad 46' ( Cornelisse), Bero 62' ( Jonathans), Kozłowski 46' ( Ferro), Vidović 46' ( Sankoh), Manhoef 62' ( De Regt), Białek 46' ( Frederiksen 60') |  |
| Stadion: Nachwuchsleistungszentrum, Duisburg Toeschouwers: - Arbiter: Dranzfeld |                           |           |            | Müller, Moğultay 46' ( Senger), Bakalorz 46' ( Kwadwo), Pusch 46' ( Stoppelkamp), Hettwer 46' ( Bouhaddouz), Fleckstein 46' ( Ekene), Michelbrink 46' ( Feltscher), Knoll 46' ( König), Ajani 46' ( Bitter), Stierlin 46' ( Wild), Girth 46' ( Frey) | Scherpen 46' ( Reiziger), Arcus 46' ( Yapi), Flamingo 46' ( Oroz), Meulensteen 46' ( Hájek), Dijks 46' ( Wittek ()), Tronstad 46' ( Cornelisse), Bero 62' ( Jonathans), Kozłowski 46' ( Ferro), Vidović 46' ( Sankoh), Manhoef 62' ( De Regt), Białek 46' ( Frederiksen 60') |  |
| Bijz.: Besloten oefenwedstrijd                                                  |                           |           |            | | |  |

| donderdag 22 december 2022, 13:00                                               | Sparta Rotterdam | 1–0 (1–0) | Vitesse | Opstelling Sparta Rotterdam | Opstelling Vitesse |  |
| Stadion: Spartastadion Het Kasteel, Rotterdam Toeschouwers: - Arbiter: Shukrala | Abels 45+3'      |           |         | Olij 46' ( D. van Crooij), Abels 46' ( Sambo), Van Mullem, Eerdhuijzen, Pinto 60' ( Meijers), De Guzman 60' ( Drakpe), Lokilo 46' ( V. van Crooij), Kitolano 60' ( Brouwer), Lauritsen 60' ( Tahiri), Verschueren 46' ( Mijnans), Saito 80' ( Vianello) | Scherpen 63' ( Reiziger), Arcus 46' ( Wittek 87'), Flamingo 63' ( Ferro), Meulensteen 63' ( Cornelisse), Dijks 63' ( Oroz 84'), Tronstad 63' ( Jonathans), Vidović 63' ( Yapi), Bero 63' ( Hájek), Kozłowski 63' ( Sankoh), Białek 63' ( Frederiksen), Manhoef 63' ( De Regt) |  |
| Stadion: Spartastadion Het Kasteel, Rotterdam Toeschouwers: - Arbiter: Shukrala |                  |           |         | Olij 46' ( D. van Crooij), Abels 46' ( Sambo), Van Mullem, Eerdhuijzen, Pinto 60' ( Meijers), De Guzman 60' ( Drakpe), Lokilo 46' ( V. van Crooij), Kitolano 60' ( Brouwer), Lauritsen 60' ( Tahiri), Verschueren 46' ( Mijnans), Saito 80' ( Vianello) | Scherpen 63' ( Reiziger), Arcus 46' ( Wittek 87'), Flamingo 63' ( Ferro), Meulensteen 63' ( Cornelisse), Dijks 63' ( Oroz 84'), Tronstad 63' ( Jonathans), Vidović 63' ( Yapi), Bero 63' ( Hájek), Kozłowski 63' ( Sankoh), Białek 63' ( Frederiksen), Manhoef 63' ( De Regt) |  |
| Stadion: Spartastadion Het Kasteel, Rotterdam Toeschouwers: - Arbiter: Shukrala |                  |           |         | Olij 46' ( D. van Crooij), Abels 46' ( Sambo), Van Mullem, Eerdhuijzen, Pinto 60' ( Meijers), De Guzman 60' ( Drakpe), Lokilo 46' ( V. van Crooij), Kitolano 60' ( Brouwer), Lauritsen 60' ( Tahiri), Verschueren 46' ( Mijnans), Saito 80' ( Vianello) | Scherpen 63' ( Reiziger), Arcus 46' ( Wittek 87'), Flamingo 63' ( Ferro), Meulensteen 63' ( Cornelisse), Dijks 63' ( Oroz 84'), Tronstad 63' ( Jonathans), Vidović 63' ( Yapi), Bero 63' ( Hájek), Kozłowski 63' ( Sankoh), Białek 63' ( Frederiksen), Manhoef 63' ( De Regt) |  |
| Bijz.: Besloten oefenwedstrijd                                                  |                  |           |         | | |  |

| zaterdag 31 december 2022, 10:30                                           | Vitesse                                      | 2–3 (1–1) | PEC Zwolle                        | Opstelling Vitesse | Opstelling PEC Zwolle |  |
| Stadion: Sportcentrum Papendal, Arnhem Toeschouwers: - Arbiter: Dogterom   | Bero 35' (pen.) Cornelisse 45+1' Manhoef 52' |           | 15' Landu 74' Lagsir 88' Kuijpers | Scherpen, Arcus 64' ( Yapi), Flamingo, Meulensteen, Cornelisse 64' ( Wittek), Tronstad, Bero 46' ( Pröpper), Jonathans 46' ( Frederiksen), Vidović 78' ( Kozłowski), Manhoef, Białek 78' ( Sankoh) | Hauptmeijer 46' ( Schendelaar), Bogarde 46' ( Van Polen), R. van den Berg 46' ( Olde Weghuis 71' ( Taha)), Kersten 46' ( Görlich), Van Hintum 46' ( Van den Belt), Kaparos 46' ( Huiberts), Mrkonjić 46' ( Međunjanin), Thomas 25' ( Taha 46' ( Chirino)), Kastaneer 46' ( D. van den Berg ), Thy 46' ( Meijer 71' ( Kuijpers)), Landu 46' ( Lagsir) |  |
| Stadion: Sportcentrum Papendal, Arnhem Toeschouwers: - Arbiter: Dogterom   |                                              |           |                                   | Scherpen, Arcus 64' ( Yapi), Flamingo, Meulensteen, Cornelisse 64' ( Wittek), Tronstad, Bero 46' ( Pröpper), Jonathans 46' ( Frederiksen), Vidović 78' ( Kozłowski), Manhoef, Białek 78' ( Sankoh) | Hauptmeijer 46' ( Schendelaar), Bogarde 46' ( Van Polen), R. van den Berg 46' ( Olde Weghuis 71' ( Taha)), Kersten 46' ( Görlich), Van Hintum 46' ( Van den Belt), Kaparos 46' ( Huiberts), Mrkonjić 46' ( Međunjanin), Thomas 25' ( Taha 46' ( Chirino)), Kastaneer 46' ( D. van den Berg ), Thy 46' ( Meijer 71' ( Kuijpers)), Landu 46' ( Lagsir) |  |
| Stadion: Sportcentrum Papendal, Arnhem Toeschouwers: - Arbiter: Dogterom   |                                              |           |                                   | Scherpen, Arcus 64' ( Yapi), Flamingo, Meulensteen, Cornelisse 64' ( Wittek), Tronstad, Bero 46' ( Pröpper), Jonathans 46' ( Frederiksen), Vidović 78' ( Kozłowski), Manhoef, Białek 78' ( Sankoh) | Hauptmeijer 46' ( Schendelaar), Bogarde 46' ( Van Polen), R. van den Berg 46' ( Olde Weghuis 71' ( Taha)), Kersten 46' ( Görlich), Van Hintum 46' ( Van den Belt), Kaparos 46' ( Huiberts), Mrkonjić 46' ( Međunjanin), Thomas 25' ( Taha 46' ( Chirino)), Kastaneer 46' ( D. van den Berg ), Thy 46' ( Meijer 71' ( Kuijpers)), Landu 46' ( Lagsir) |  |
| Bijz.: Besloten oefenwedstrijd; Davy Pröpper trainde mee met eerste elftal |                                              |           |                                   | | |  |

| dinsdag 10 januari 2023, 14:00                                 | Jong PSV | 0–0 | Vitesse | Opstelling Jong PSV | Opstelling Vitesse |  |
| Stadion: De Herdgang, Eindhoven Toeschouwers: - Arbiter: Huijs |          |     |         | Peersman, Arts 46' ( Maria), Comenencia 46' ( Van de Blaak), Vos 46' ( Jiménez), Leysen 46' ( Dams), Tielemans 46' ( Van den Heuvel), Nassoh 46' ( Colyn), Doudah 46' ( Geerts), Babadi 46' ( Bougafer), Van Duiven 46' ( Flyger), Antonisse 46' ( Sealy) | Reiziger 46' ( Houwen), Yapi, Oroz 46' ( Ferro), Hájek, Cornelisse, Domgjoni, Pröpper 69' ( Van Duivenbooden), Wittek 69' ( Symons), Sankoh 80' ( De Regt), Jonathans, Frederiksen |  |
| Stadion: De Herdgang, Eindhoven Toeschouwers: - Arbiter: Huijs |          |     |         | Peersman, Arts 46' ( Maria), Comenencia 46' ( Van de Blaak), Vos 46' ( Jiménez), Leysen 46' ( Dams), Tielemans 46' ( Van den Heuvel), Nassoh 46' ( Colyn), Doudah 46' ( Geerts), Babadi 46' ( Bougafer), Van Duiven 46' ( Flyger), Antonisse 46' ( Sealy) | Reiziger 46' ( Houwen), Yapi, Oroz 46' ( Ferro), Hájek, Cornelisse, Domgjoni, Pröpper 69' ( Van Duivenbooden), Wittek 69' ( Symons), Sankoh 80' ( De Regt), Jonathans, Frederiksen |  |
| Stadion: De Herdgang, Eindhoven Toeschouwers: - Arbiter: Huijs |          |     |         | Peersman, Arts 46' ( Maria), Comenencia 46' ( Van de Blaak), Vos 46' ( Jiménez), Leysen 46' ( Dams), Tielemans 46' ( Van den Heuvel), Nassoh 46' ( Colyn), Doudah 46' ( Geerts), Babadi 46' ( Bougafer), Van Duiven 46' ( Flyger), Antonisse 46' ( Sealy) | Reiziger 46' ( Houwen), Yapi, Oroz 46' ( Ferro), Hájek, Cornelisse, Domgjoni, Pröpper 69' ( Van Duivenbooden), Wittek 69' ( Symons), Sankoh 80' ( De Regt), Jonathans, Frederiksen |  |
| Bijz.: Besloten oefenwedstrijd                                 |          |     |         | | |  |

| dinsdag 31 januari 2023, 12:00                                             | Feyenoord             | 2–1 (0–0) | Vitesse              | Opstelling Feyenoord | Opstelling Vitesse |  |
| Stadion: Sportcomplex Varkenoord, Rotterdam Toeschouwers: - Arbiter: Sturm | Slory 58' Idrissi 72' |           | 61' Van Duivenbooden | Wellenreuther 46' ( Marciano), López, Rasmussen , Kasanwirjo, Baars 46' ( Hokke), Dermane 46' ( Zechiël), Taabouni, Bullaude, Idrissi, Sauer 46' ( Slory), Wålemark | Houwen, Yapi, Isimat-Mirin 79' ( Van Zwam), Hájek 46' ( Ferro), Dijks, Pröpper 79' ( Van den Berg), Cornelisse 79' ( Van Ee), Sankoh 79' ( Perret Gentil), Domgjoni, De Regt, Van Duivenbooden |  |
| Stadion: Sportcomplex Varkenoord, Rotterdam Toeschouwers: - Arbiter: Sturm |                       |           |                      | Wellenreuther 46' ( Marciano), López, Rasmussen , Kasanwirjo, Baars 46' ( Hokke), Dermane 46' ( Zechiël), Taabouni, Bullaude, Idrissi, Sauer 46' ( Slory), Wålemark | Houwen, Yapi, Isimat-Mirin 79' ( Van Zwam), Hájek 46' ( Ferro), Dijks, Pröpper 79' ( Van den Berg), Cornelisse 79' ( Van Ee), Sankoh 79' ( Perret Gentil), Domgjoni, De Regt, Van Duivenbooden |  |
| Stadion: Sportcomplex Varkenoord, Rotterdam Toeschouwers: - Arbiter: Sturm |                       |           |                      | Wellenreuther 46' ( Marciano), López, Rasmussen , Kasanwirjo, Baars 46' ( Hokke), Dermane 46' ( Zechiël), Taabouni, Bullaude, Idrissi, Sauer 46' ( Slory), Wålemark | Houwen, Yapi, Isimat-Mirin 79' ( Van Zwam), Hájek 46' ( Ferro), Dijks, Pröpper 79' ( Van den Berg), Cornelisse 79' ( Van Ee), Sankoh 79' ( Perret Gentil), Domgjoni, De Regt, Van Duivenbooden |  |
| Bijz.: Besloten oefenwedstrijd                                             |                       |           |                      | | |  |

| woensdag 22 maart 2023, 12:00                                                  | sc Heerenveen | 1–1 (0–0) | Vitesse    | Opstelling sc Heerenveen | Opstelling Vitesse |  |
| Stadion: Sportpark Skoatterwâld, Heerenveen Toeschouwers: 150 Arbiter: Oosting | Colassin 70'  |           | 89' Białek | Bekkema, Ali 60' ( Timmerman), Van Ottele 60' ( Bochniewicz), Van Aken 3' ( Haye () 40' ( Van der Plaat)), Kaib, Halilović 81' ( Braude), Al Hajj 79' ( Tahiri), Olsson, Timossi, Colassin 71' ( Van Amersfoort), Nunnely 71' ( Nunumete) | Houwen 61' ( Reiziger), Yapi, Oroz 46' ( Isimat-Mirin 79' ( Van Zwam)), Dijks, Wittek , Domgjoni 68' ( Van Ginkel), Jonathans, Sankoh 68' ( Meulensteen), De Regt 68' ( Dokunmu), Białek, Van Duivenbooden 68' ( Altena) RESERVEBANK: Cornelisse |  |
| Stadion: Sportpark Skoatterwâld, Heerenveen Toeschouwers: 150 Arbiter: Oosting |               |           |            | Bekkema, Ali 60' ( Timmerman), Van Ottele 60' ( Bochniewicz), Van Aken 3' ( Haye () 40' ( Van der Plaat)), Kaib, Halilović 81' ( Braude), Al Hajj 79' ( Tahiri), Olsson, Timossi, Colassin 71' ( Van Amersfoort), Nunnely 71' ( Nunumete) | Houwen 61' ( Reiziger), Yapi, Oroz 46' ( Isimat-Mirin 79' ( Van Zwam)), Dijks, Wittek , Domgjoni 68' ( Van Ginkel), Jonathans, Sankoh 68' ( Meulensteen), De Regt 68' ( Dokunmu), Białek, Van Duivenbooden 68' ( Altena) RESERVEBANK: Cornelisse |  |
| Stadion: Sportpark Skoatterwâld, Heerenveen Toeschouwers: 150 Arbiter: Oosting |               |           |            | Bekkema, Ali 60' ( Timmerman), Van Ottele 60' ( Bochniewicz), Van Aken 3' ( Haye () 40' ( Van der Plaat)), Kaib, Halilović 81' ( Braude), Al Hajj 79' ( Tahiri), Olsson, Timossi, Colassin 71' ( Van Amersfoort), Nunnely 71' ( Nunumete) | Houwen 61' ( Reiziger), Yapi, Oroz 46' ( Isimat-Mirin 79' ( Van Zwam)), Dijks, Wittek , Domgjoni 68' ( Van Ginkel), Jonathans, Sankoh 68' ( Meulensteen), De Regt 68' ( Dokunmu), Białek, Van Duivenbooden 68' ( Altena) RESERVEBANK: Cornelisse |  |
|                                                                                |               |           |            | | |  |

| woensdag 26 april 2023, uu:mm                                                 | FC Twente | 1–0 (1–0) | Vitesse | Opstelling FC Twente | Opstelling Vitesse |  |
| Stadion: FC Twente-trainingscentrum, Hengelo Toeschouwers: - Arbiter: Kiremit | Brama 39' |           |         | El Maach, Sampsted, Hilgers 32' ( Pleguezuelo), Mesbahi, Salah-Eddine 80' ( Smal), Brama 46' ( Sadílek), Kjølø, Steijn 63' ( Vlap), Cleonise 74' ( Černý), Ugalde 63' ( Misidjan), Rots | Houwen, Yapi 74' ( Van Zwam), Oroz, Hájek 74' ( Altena), Dijks, Domgjoni 74' ( Koller), Cornelisse 74' ( Symons), Vidović, Jonathans, Białek, De Regt 81' ( Boersma) |  |
| Stadion: FC Twente-trainingscentrum, Hengelo Toeschouwers: - Arbiter: Kiremit |           |           |         | El Maach, Sampsted, Hilgers 32' ( Pleguezuelo), Mesbahi, Salah-Eddine 80' ( Smal), Brama 46' ( Sadílek), Kjølø, Steijn 63' ( Vlap), Cleonise 74' ( Černý), Ugalde 63' ( Misidjan), Rots | Houwen, Yapi 74' ( Van Zwam), Oroz, Hájek 74' ( Altena), Dijks, Domgjoni 74' ( Koller), Cornelisse 74' ( Symons), Vidović, Jonathans, Białek, De Regt 81' ( Boersma) |  |
| Stadion: FC Twente-trainingscentrum, Hengelo Toeschouwers: - Arbiter: Kiremit |           |           |         | El Maach, Sampsted, Hilgers 32' ( Pleguezuelo), Mesbahi, Salah-Eddine 80' ( Smal), Brama 46' ( Sadílek), Kjølø, Steijn 63' ( Vlap), Cleonise 74' ( Černý), Ugalde 63' ( Misidjan), Rots | Houwen, Yapi 74' ( Van Zwam), Oroz, Hájek 74' ( Altena), Dijks, Domgjoni 74' ( Koller), Cornelisse 74' ( Symons), Vidović, Jonathans, Białek, De Regt 81' ( Boersma) |  |
| Bijz.: Besloten oefenwedstrijd                                                |           |           |         | | |  |